# Club Atlético Boca Juniors (fútbol femenino)
El Club Atlético Boca Juniors es una entidad deportiva argentina con sede en el barrio porteño de La Boca. Fue fundado en dicho barrio el 3 de abril de 1905. El equipo de fútbol femenino de Boca Juniors fue fundado en 1990, y desde el 27 de octubre de 1991 disputa la Primera División Femenina de Argentina.
Juega sus partidos de local en las canchas auxiliares del Complejo Pedro Pompilio. También suele hacerlo en el Centro de Entrenamiento de Ezeiza de Boca Juniors y en el predio La Candela de San Justo. De igual forma en ocasiones juega sus partidos más trascendentales en "La Bombonera", ubicado en el barrio de La Boca en Brandsen al 805.
Es el club más exitoso en el fútbol femenino de Argentina. A nivel local ostenta 32 títulos oficiales. Es el segundo club con más temporadas en Primera División y obtuvo el torneo local en 29 oportunidades, once de ellas en forma consecutiva entre el Apertura 2003 y el Clausura 2008, siendo el equipo que más veces lo ha ganado. En el 2015 obtuvo la Supercopa Argentina, obteniendo el título número 24 a nivel nacional. En el 2021 "Las Gladiadoras" consiguen su primer título en la era profesional del fútbol argentino en el Torneo de Transición femenino 2020, convirtiéndose en la estrella número 24 en torneos locales. Ese mismo años disputan la Superfinal de Fútbol Femenino de Primera División A conquistando la estrella 27 para la institución. Su perseguidor más inmediato es su clásico rival River Plate, con 11 conquistas.
El 5 de diciembre de 2021, las Xeneizes se consagran por segunda vez campeonas en la era semi profesional, por el Campeonato Clausura 2021 o como se lo conoce también Campeonato Femenino YPF 2021 frente a la UAI de Urquiza. Seis días después ganan la Superfinal de Primera División frente al Club Atlético San Lorenzo.
La peor posición en la que cayó Boca en su historia fue un tercer lugar en el Apertura 2002 y en el 2015 y siempre jugó en Primera División. También se consagró en la Supercopa Argentina de Fútbol Femenino en su única edición de 2015.
Asimismo, a nivel internacional es el club argentino con más participaciones en la Copa Libertadores, el mejor equipo argentino en la tabla histórica de la copa figurando en la quinta ubicación, el segundo en representar a su país en la Libertadores después de San Lorenzo de Almagro, y el club argentino que mejor resultado ha obtenido hasta el momento, el segundo puesto, alcanzado en la edición de 2022. También participó en las ediciones 2011, 2012, 2013, 2014, 2020, 2023. y participará en la edición 2024
Según la International Federation of Football History & Statistics (IFFHS) Las Gladiadoras es el mejor equipo de fútbol femenino de la Argentina, ocupando el puesto 24 del ranking mundial al menos hasta mayo de 2023. El equipo argentino que aparece después de las Boca Juniors es UAI Urquiza, a quien recién se lo encuentra en la posición 107. También figura River Plate en el 169 y San Lorenzo en el 170. Luego de la obtención del campeonato número 29 para la institución, las xeneizes avanzaron hasta el puesto 18 con 237 puntos. El mejor puesto alcanzado y que se tenga registro hasta el momento para un equipo argentino femenino de fútbol.
Hasta el momento la sección femenina del Club Atlético Boca Juniors es la más prestigiosa del fútbol argentino en su índole.

## Historia

### Inicios
El 12 de febrero de 1989, por aquel entonces el presidente de Boca Juniors, Antonio Alegre, se entera por medio de del Diario Popular, que la institución tendría un plantel de futbol femenino. Fue una estrategia de las dirigentes de la Asociación Argentina de Fútbol Femenino (AAFF), quien tenía a Nils Altuna como presidenta y a Lilian Fadel en el rol de vicepresidenta quienes se ocupaban de crear posibilidades para que las jugadoras se puedan desarrollar dentro de la disciplina.
El mismo presidente Antonio Alegre, fue quien llamo a la oficina de la (AAFF) exigiendo una explicación, debido a que como presidente no estaba al tanto de este asunto. Esta estrategia sirvió para que el presidente de La Rivera por aquel entonces armara un espacio para que fútbol femenino.
El primer encuentro de las jugadoras se dio en el entre tiempo del masculino entre Boca vs San Lorenzo, donde las jugadoras "Xeneizes" se midieron ante el equipo de San Fernando, más conocido por su abreviatura como San Fer, ante una Bombonera que colmaba su capacidad con 60 mil personas. Aquel partido fue a favor del equipo de San Fernando que se impusieron por la mínima. Luego habría otra experiencia en la misma bombonera en el entre tiempo del equipo masculino de Boca que se enfrentaba ante Independiente de Avellaneda.
Después de haberse creada la sección de Fútbol femenino en Boca Juniors en 1990, luego de un año, más precisamente el 27 de octubre de 1991 realizó su debut, en la Primera División Femenina jugando frente a Sacachispas siendo el primer encuentro de local y ganando el encuentro por 11 goles a 0, siendo la mayor goleada que consiguieran las jugadoras de Boca Juniors en el primer torneo. Las Gladiadoras (apodo del equipo femenino) tras siete fechas de disputa del campeonato terminarían como subcampeonas detrás del que sería su máximo oponente en el campeonato femenino durante los próximos años, River Plate.
En total, el equipo disputó 7 partidos. Ganó 4, empató 1 y perdió 2. Convirtieron 21 goles y apenas recibieron 10.
El Cuerpo técnico estaba formado por: la directora técnica María Inés Cisnero, PF Marcelo Perugini y el utilero Omar Altamirano. La lista de buena fe estaba compuesta por 19 jugadoras.
El primer plantel del Club Atlético Boca Juniors estaba conformado por: Norma Altamirano, Ana María Arguello, Marcela Da Cunha, Karina Di Felice, Laura Godoy, Carla Gómez, Patricia Luna, Graciela Meza, Roxana Morrone, Ana María Muñoz, Fabiana Ochotorena, Graciela Pérez, Carina Richezza, Sandra Rosales, Marcela Russo, Marta Suárez, Susana Vela, y María Elizabeth Villanueva.
En 1992 las jugadoras pudieron disputar otros tres partidos en La Bombonera. Ese mismo año, el 6 de diciembre, Boca Juniors se enfrentaría por la mañana contra Central Ballester ganando en la última fecha por 7 tantos contra 1.Éste fue el primer gran logró del equipo, coronándose campeonas del Campeonato Femenino de 1992 por primera vez en su historia dejando esta vez como subcampeón a River por un punto debajo de las Xeneizes. Ese mismo día por la tarde, las jugadoras campeonas pudieron asistir a La Bombonera para poder dar la vuelta olímpica ante todo el público, fue la única vez que el equipo femenino de Boca Juniors pudo dar una vuelta olímpica en el estadio oficial ante el público.
A partir de 1993 sería el comienzo de una etapa difícil, ya que durante cinco años consecutivos (de 1993 a 1997), Boca terminaría como subcampeón detrás de River, que se consagraría campeón en todos esos campeonatos dejando un historial de copas negativo para el xeneize en ese momento (Seis Campeonatos Femeninos ganados por River y tan solo uno de Boca).
Después cinco largos años con tan solo subcampeonatos, Boca rompería esa mala racha en el año 1998 en donde se consagraría campeón por segunda vez en su historia, pero esta vez no terminaría ahí la historia, ya que desde ese año al 2002 Boca sería campeón durante cinco años consecutivos contabilizando seis Campeonatos Femeninos ganados en toda su historia, y empatando la marca que había logrado River anteriormente.
 Boca no pudo participar en el Clausura 2003 a causa de que la mitad de sus jugadoras estaban convocadas a la Selección Argentina para disputar la Copa Mundial Femenina de Fútbol de 2003 realizada en Estados Unidos, por esa razón el club decidió no presentarse al campeonato. A partir del Apertura 2003 comenzaría su mejor época, Boca se consagraría como campeón de la Primera División durante diez campeonatos consecutivos (del Apertura 2003 al Clausura 2008) con un total de seis años consecutivos logrado ser campeón contabilizando en ese momento con 16 Campeonatos Femeninos.
Volverían a ganar el campeonato en el Apertura 2009 pero este iba a tener un plus diferente ya que gracias a este nuevo título Boca por primera vez en su historia jugaría la segunda edición de la Copa Libertadores Femenina del año 2010, convirtiéndose en el segundo equipo argentino en disputarla, después de San Lorenzo de Almagro en el año 2009.
Boca integraría el Grupo 2 de la copa junto al Everton de Chile, la U.A.A. de Paraguay, el Club Florida de Bolivia y en U.P. Iquitos de Perú. Su primer partido sería ante el Club Florida por 4 a 1, el segundo ante el U.P.M Iquitos con goleada a favor por 12 a 1, el tercero sería ante U.A.A. con empate 2 a 2, mientras que el último partido sería ante el Everton con otro empate esta vez por 1 a 1, esa fase de grupos Boca terminaría en segundo lugar con 8 puntos solo superado por el Everton de Chile con 10 unidades. En las semifinales (no había octavos de final ni cuartos de final) se cruzarían ante el poderoso Santos el partido terminó con derrota de las gladiadoras por 2 a 0 y ahí terminaría el sueño de la libertadores con el que al final terminaría siendo campeón de esa misma copa. Luego de eso Boca jugaría un partido por el tercer puesto ante Deportivo Quito de Ecuador con victoria de Boca por 2 a 1 terminando así en el tercer lugar de su primera edición de Copa Libertadores, Andrea Ojeda terminó como goleadora del equipo con 5 tantos.

### Era profesional
El día 8 de agosto de 2019, después de 28 años el plantel femenino de futbol del Club Atlético Boca Juniors pasó a ser Profesional. A diferencia de otras instituciones donde se firmaron 8, 10 o 15 contratos, el club Xeneize realizó 21 contratos para las jugadoras.
Las primeras jugadoras Xeneizes en firmar su vínculo fueron: las arqueras Abigail Chaves, Laurina Oliveros y Dulce Tortolo; las defensoras Julieta Cruz, Noelia Espíndola, Julieta Gergo, Cecilia Ghigo, Ludmina Manicler; las volantes Lorena Benítez, Camila Gómez Ares, Florencia Quiñones, Fabiana Vallejos y Constanza Vázquez; y las delanteras Clarisa Huber, Andrea Ojeda, Estefanía Palomar, Fanny Rodríguez, Carolina Troncoso, Yamila Rodríguez, Eliana Stabile y Micaela Cabrera.
El sábado 9 de marzo de 2019 se dio un encuentro histórico debido a que el plantel de Fútbol Femenino de Boca Juniors "Las Gladiadoras" por primera vez jugaban un partido oficial en La Bombonera en la era profesional, en el marco de una iniciativa por el club Xeneize por el Día Internacional de la Mujer. Las "Bosteras" se enfrentaban al Club Atlético Lanús en la quinta fecha del campeonato. Las Gladiadoras volvieron a pisar el césped de La Bombonera tras dos décadas. El encuentro finalizó con una goleada de Boca Juniors por 5 goles a 0 sobre el equipo granate. Los goles los convirtieron Yamila Rodríguez en dos ocasiones, Florencia Quiñones, Fabiana Vallejos y Noelia Espíndola.
Las convocadas para el encuentro en La Bombonera fueron: 1-Elizabeth Minnig; 4-Julieta Cruz, 2-Noelia Espíndola, 6-Cecilia Ghigo, 3- Julieta Gergo; 8-Camila Gómez Ares, 5-Florencia Quiñones, 10-Micaela Cabrera; 7-Fabiana Vallejos, 9-Carolina Troncoso y 11-Yamila Rodríguez. Director Técnico: Christian Meloni. Suplentes: 12-Abigail Chávez, 13-Yésica Arrien, 14-Eliana Stabile, 15-Lorena Benítez, 16-Constanza Vázquez, 17-Florencia Curril y 18-Martina Dezotti.
El miércoles 25 de septiembre de 2019 se daría el primer Superclásico femenino de la era Semiprofesional en el Estadio Alberto J. Armando, en esta ocasión el partido se dio en el debut del campeonato de primera división y varias de las jugadoras jugarían cobrando un sueldo profesional. El espectáculo se llevó ante 4 mil socios en la platea baja, donde el Club Atlético Boca Juniors se impuso por 5 goles ante el Club Atlético River Plate.
El 31 de enero de 2020 se llevaría a cabo en la provincia de San Luis el Torneo de Verano que se disputó como un cuadrangular que incluyó a Boca, River y a la Selección de San Luis. El conjunto "Xeneize" y el de la banda habían vencido a las locales en sus respectivos partidos. Tanto las Millonarias como "Las Gladiadoras" se impusieron ante las locales por 2-0. Ambos equipos disputaron el Superclásico, enfrentándose así el Club Atlético Boca Juniors contra el Club Atlético River Plate. "Las Gladiadoras" se coronaron campeonas tras vencer por 2-0 a "Las Millonarias" en el estadio La Pedrera. El primer gol del partido lo marcó Clarisa Huber, a los 30 minutos del primer tiempo. En el comienzo de la segunda parte, cuando solo iban cinco minutos, Carolina Troncoso decretó el 2-0 para Boca Juniors.

### Primer campeón del profesionalismo
El 19 de enero de 2021, se llevó a cabo la primera final en la era profesional de fútbol femenino de Argentina por el Torneo Transición 2020 en el Estadio José Amalfitani. La final se definió con el superclásico argentino, enfrentándose Boca Juniors contra River Plate. 

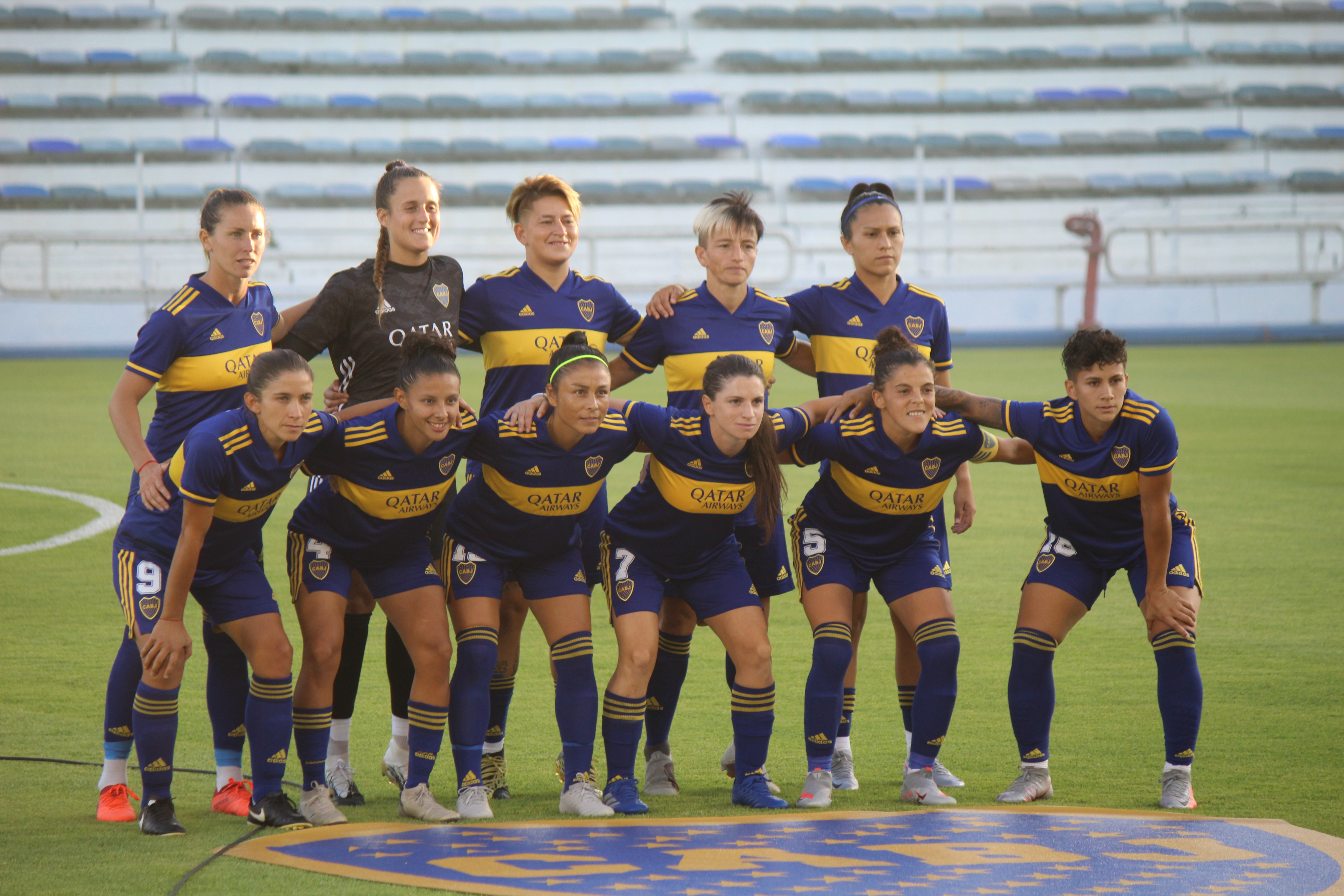
Equipo titular las Xeneizes del 19 de enero del 2021

Las Xeneizes salieron con el siguiente equipo titular: Laurina Oliveros; Julieta Cruz, Florencia Quiñones, Noelia Espíndola y Eliana Stábile; Lorena Benítez, Clarisa Huber, Fabiana Vallejos; Carolina Troncoso, Andrea Ojeda y Yamila Rodríguez. DT: Christian Meloni.
"Las Gladiadoras" golearon 7-0 a las "Millonarias" con goles de Clarisa Hubera a los 13 minutos del primer tiempo, al instante, precisamente a los 14 minutos Yamila Rodríguez convierte el segundo tanto para "Las Gladiadoras", a los 35 minutos luego de una jugada por derecha y con desborde de Carolina Troncoso, la encargada de pivotear y dar la asistencia para el tercer tanto fue la número 9 Andrea Ojeda para que Lorena Benítez desde afuera del área convirtiera. El cuarto grito de la final llega minutos más tarde con Fabiana Vallejos. En tiempo suplementario a los 48 minutos la encargada del quinto gol del encuentro fue de Andrea Ojeda.
En la segunda mitad las encargadas de convertir nuevamente fueron Andrea Ojeda (2) el sexto a los 13 minutos del tiempo complementario y tres minutos más tarde repite Fabiana Vallejos (2). Con estos goles las futbolistas de Boca Juniors logran su título número 25 y quedando en la historia como las primeras campeonas en la era profesional.

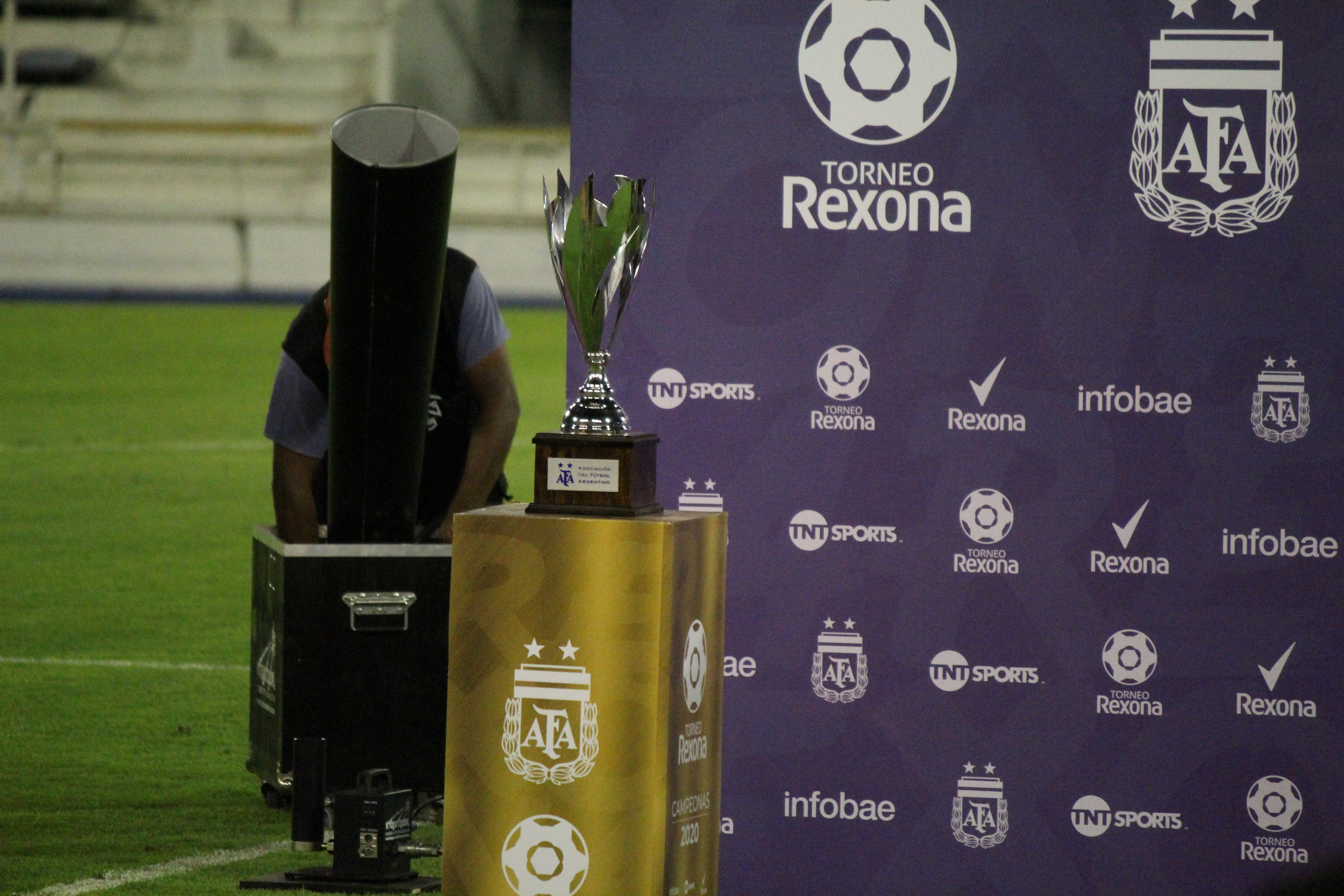
Copa del Torneo Transición 2020

"Las Gladiadoras terminaron el campeonato invictas, sobrepasando en el torneo en la fase de grupo al Club Atlético Excursionistas, al SAT (Social Atlético Televisión), Club de Gimnasia y Esgrima La Plata y Club Atlético Huracán. En Cuartos de final se enfrentaría al Club Atlético Platense ganando por (8) ocho goles a (0)cero y en la Semi final contra Club Atlético San Lorenzo de Almagro ganando dicho partido por 2 goles a 0 y llegando a la final el Club Atlético River Plate.
El torneo finalizó con Andrea Ojeda como máxima goleadora del certamen con 10 tantos, siendo además la goleadora histórica de Boca Juniors, fue el equipo más goleador del torneo con 33 goles. Por otro lado el club de La Rivera mantuvo la valla invicta durante todo el torneo con 647 minutos sin poder convertirle ningún gol y eligiendo a Lorena Benítez como mejor jugadora del campeonato.

### Segundo campeonato del Profesionalismo
El domingo 5 de diciembre, las jugadoras del club de La Rivera se consagraron campeonas por segunda vez en el profesionalismo. En esta ocasión obtuvieron el torneo Clausura 2021 o Torneo Femenino YPF.
Luego de terminar segundas detrás de San Lorenzo en la fase de grupo, en la zona "A" y habiendo perdido un solo partido contra "Las Santitas", debieron enfrentarse en los cuartos de final contra Independiente de Avellaneda, donde se impusieron por la mínima en el Complejo Pedro Pompillo, obteniendo el pasaje a la semifinales donde se enfrentarían a su eterno rival, el Club Atlético River Plate. De esa manera, se repetiría nuevamente un superclásico de igual manera que en el Torneo Apertura 2021. 
El equipo titular que enfrentó a River Plate fue: 1-Laurina Oliveros; 4-Julieta Cruz; 5-Florencia Quiñones (C); 23-Miriam Mayorga; 3-Eliana Stabile; 18-Clarisa Huber; 16-Lorena Benítez; 19-Fabiana Vallejos; 7-Carolina Troncoso; 9-Andrea Ojeda; 11-Yamila Rodríguez. 
En el estadio de Estudiantes de Buenos Aires "Las Xeneizes" se impusieron con una goleada por 3 tantos contra 0, con goles de Clarisa Huber, Yami Rodríguez y Andrea Ojeda en el primer tiempo. Boca mantuvo un planteo de presión constante contra River de tres cuartos de cancha hacia arriba, provocando errores en la salida desde abajo de "Las Millonarias". Las jugadoras supieron realizar buenas sociedades, realizando triangulaciones, paredes y gambetas fortaleciendo su juego. Hubo tres momentos claves en el encuentro: El primero fue a los 7′, cuando Carolina Troncoso robó la pelota, se escapó en velocidad pisó el área y le entrega un centro por abajo a Clarisa Huber, que entró al área como 9 y con un latigazo de derecha puso el primer gol; el segundo proviene de un tiro de esquina cuando la pelota quedó boyando en la zona peligrosa, Yamila Rodríguez no la perdió nunca de vista el esférico y, sin mirar, remató al arco; el tercer momento ocurre a minutos de finalizar la primera mitad, donde aparece la goleadora histórica de Boca, Andrea Ojeda y su dupla con la extrema izquierda (Yamila Rodríguez), en la salida del conjunto de "Las Millonarias", con lo cual cerró el marcador en 3. 
En el segundo tiempo, el marcador no se movió del 3 a 0 y de esta forma el partido quedó sentenciado a favor de Boca y garantizó su lugar en la final contra la UAI de Urquiza.

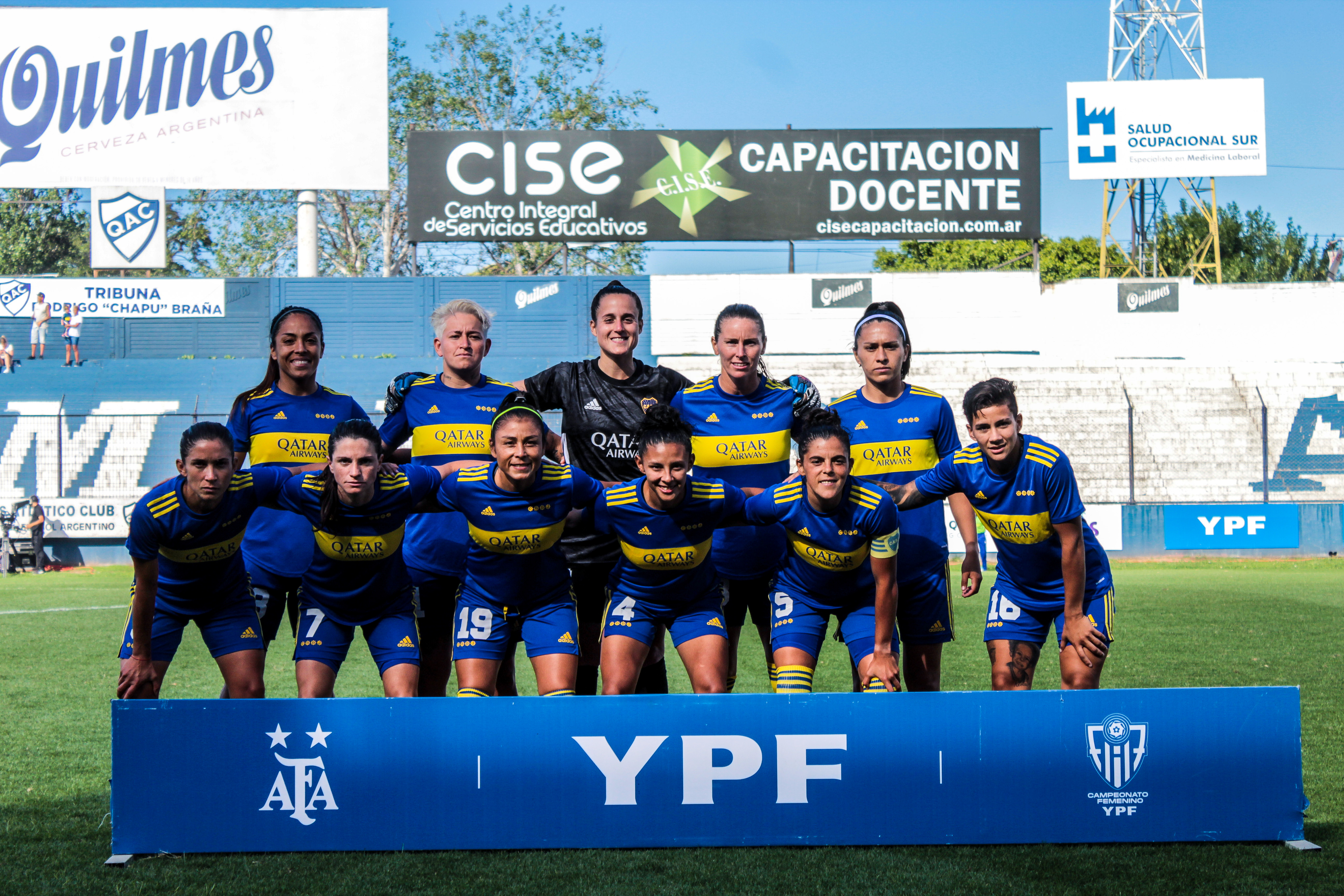
Equipo inicial de Boca vs UAI

En la final, que se llevó a cabo en el Estadio Centenario Ciudad de Quilmes, Boca Juniors repetiría la misma formación, venciendo 5 a 2 a la UAI de Urquiza.

En el historial entre ambos equipos, de los 24 partidos que disputaron desde el primer cruce por el año 2010, Boca ganó 13; hay seis victorias de la UAI de Urquiza y tan solo cinco empates. El último encuentro en el que se enfrentaron fue por la fecha 9 del Torneo Rexona 2019 y el resultado fue 1-1 (goles de la delantera de la Selección, Mariana Larroquette, para la UAI y de Carolina Troncoso para Boca) donde Boca jugó de local en Casa Amarilla.

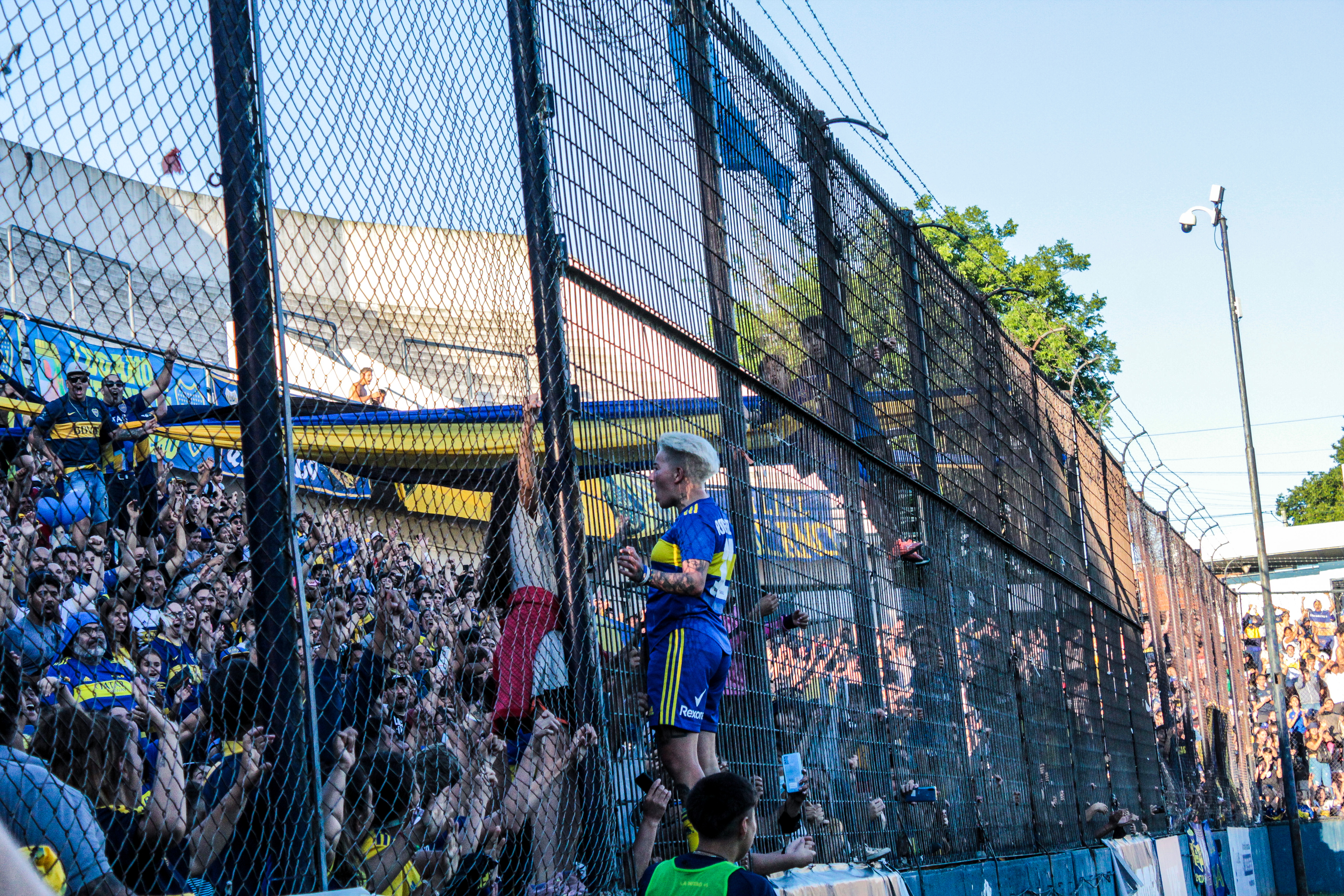
Yamila Rodríguez celebrando tras marcar su cuarto gol

Al finalizar el primer tiempo de la final "Las Gladiadoras" ya estaban en el marcador 4 goles por encima de "Las Guerreras", con un gol de Fabiana Vallejos y un hat trick para la delantera Yamila Rodríguez con la número 11 en su espalda. El segundo y tercer gol de Boca, convertidos por Yamila Rodríguez fueron en el lapso de un minuto. Ambos remates fueron desde media distancia, a cada palo de la guardameta de "Las Guerreras". El primero de la delantera misionera fue a los 38 minutos y en segundos convierte el tercero. Antes de finalizar el primer tiempo, luego de un centro de Carolina Troncoso y una mala salida de la arquera del Furgón a quien se le escapa la pelota, Yamila Rodríguez convierte su tercer gol, dejando por 4 goles arriba a "Las Xeneizes" sobe el equipo de Villa Lynch.
En el segundo tiempo, la UAI de Urquiza descontaría con dos goles, poniendo el marcador de forma momentánea con un 4 a 2, hasta que en tiempo de descuento y para sentenciar completamente el partido, nuevamente la delantera de Boca Juniors, Yamila Rodríguez, realizando una pared con Camila Gómez Ares y definiendo entre las piernas de las Arquera de la UAI de Urquiza, impondría el 5 a 2 final. 
De esta manera realizando un póker y siendo la figura del encuentro, Yamila Rodríguez se llevó la pelota para la vitrina de su casa. Es la primera vez, en el futbol profesional de Argentina que una jugadora convierte cuatro goles en una instancia decisiva.

Con esta victoria sobre "El Furgón" de Villa Lynch, Boca le quitó el invicto que venía manteniendo la UAI durante 10 partidos, contando la fase de grupo, sino que también le convirtió en un solo partido la misma cantidad de goles que recibió en la primera instancia del torneo donde junto con River Plate tenían la valla menos vencida

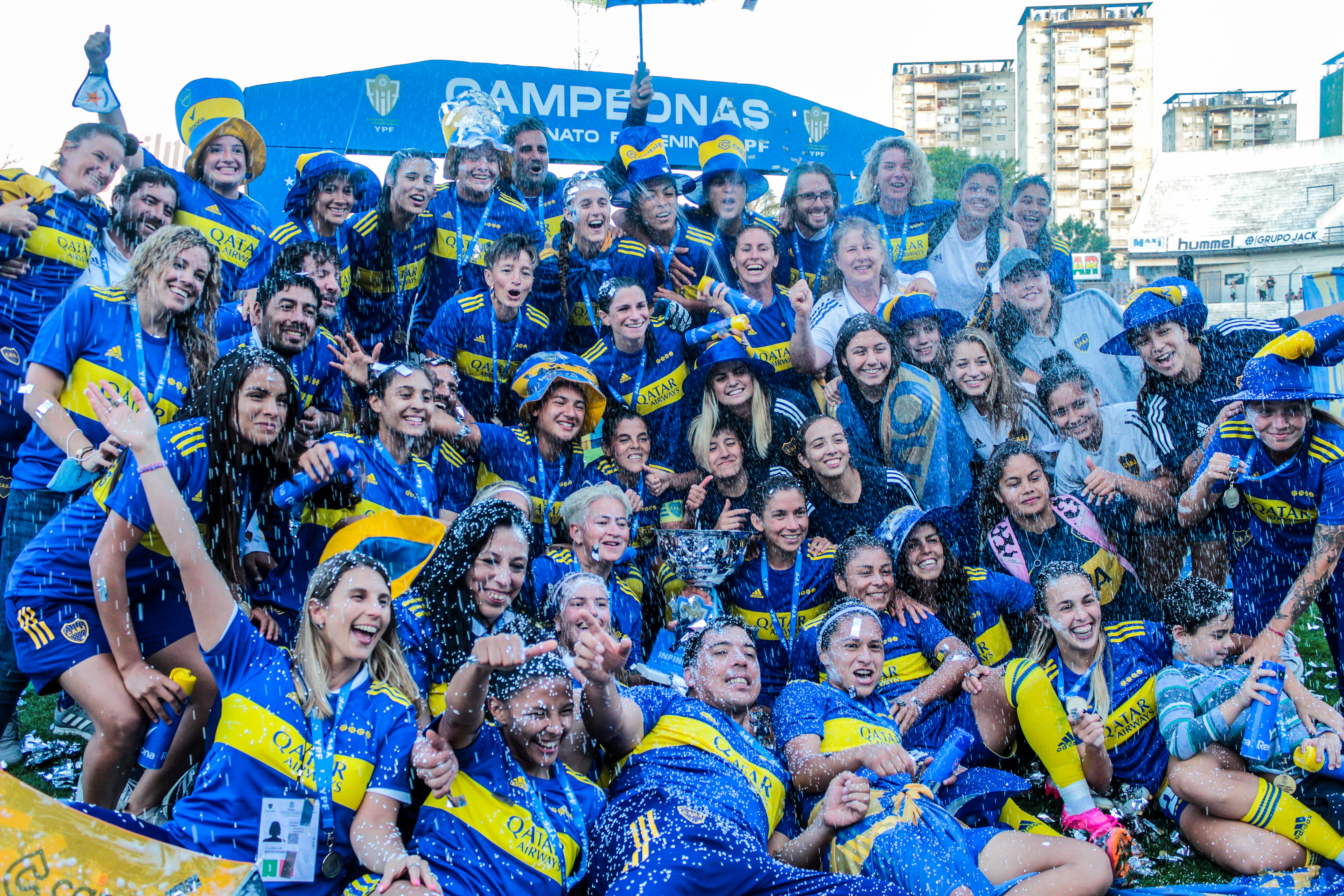
Celebración del Boca Juniors tras ganar el torneo clausura 2021

Boca logró coronarse nuevamente campeón de un torneo, sumando de esta manera su estrella número 25 en campeonatos de AFA, ante la presencia de aproximadamente 10 mil personas en el estadio de Quilmes, luego de haber jugado los encuentros sin público por casi dos años debido a la pandemia. La consagración de este certamen le dio el cupo para jugar la Copa Libertadores de América en el 2022 y enfrentar al Club Atlético San Lorenzo de Almagro en la Superfinal.
El nivel de audiencia en la Televisión Pública en la franja del partido fue de 1,3 de índice de audiencia, esto equivale a aproximadamente 130 mil personas viendo el partido, mientras que en la plataforma de YouTube de DeporTV la cantidad de visitas llegó a más de 34 mil espectadores que pudieron contemplar la final desde cualquier punto del país.

### Superfinal de Fútbol Femenino 2021
A 6 días de haberse consagradas campeonas del Torneo Clausura 2021, las Xeneizes fueron en busca de un nuevo título. De jugar en el sur de la Provincia de Buenos Aires, en esta oportunidad el encuentro se disputó en el Estadio Ciudad de Vicente López, cancha en donde juega el Club Atlético Platense, en el norte de la Provincia de Buenos Aires.

El rival en esta final fue el Club San Lorenzo de Almagro, quienes fueron las ganadoras del Torneo Apertura 2021 y debían jugar con las últimas campeonas del Torneo Clausura 2021.

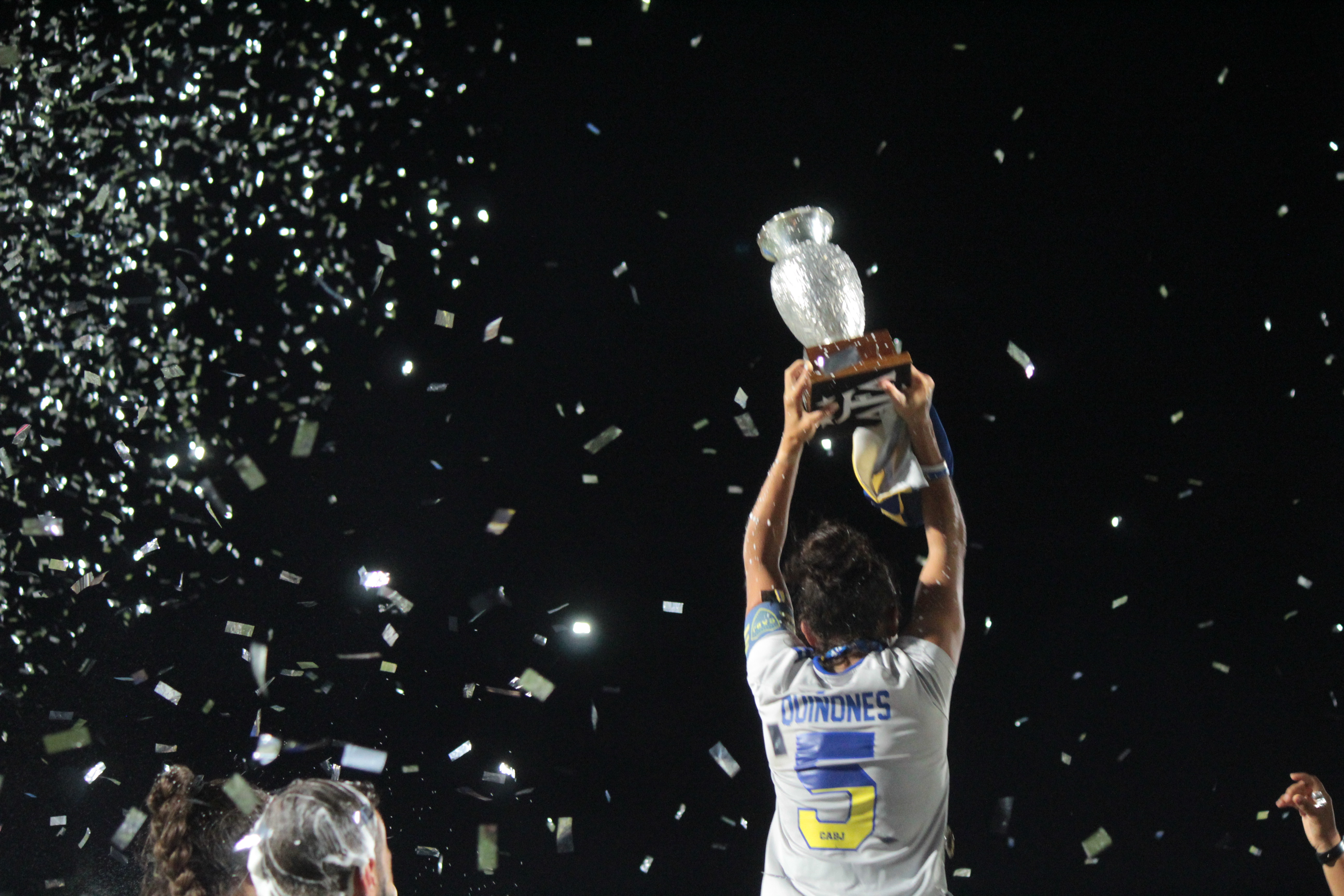
Copa de la Superfinal levantada por Florencia Quiñones

Tras ganar 4 a 2 se quedaron con la Copa de la Superfinal. Los goles los hicieron Yamila Rodríguez (2), Camila Gómez Ares y Clarisa Huber. Descontaron Eliana Medina y Sindy Ramírez para el Ciclón.
Este partido no solo significó el título número 27 de "Las Gladiadoras", y siendo bicampeonas en menos de una semana, sino que también fue el último partido que jugaría la capitana Xeneize, Florencia Quiñones, quien colgó los botines para arrancar su nueva etapa como entrenadora alterna de la sub-15 y 17 de la Selección Argentina. Con este Título sería el tercer título obtenido por Florencia Quiñones y la última copa que levantó con Boca Juniors.
Luego de los festejos dentro de la cancha, "Las Xeneizes" se dirigieron, hacia "La Bombonera" para festejar el "Día del Hincha de Boca" luego de las 12 de la noche, donde se festeja el evento todos los años el 12/12. Las jugadoras pudieron levantar los dos títulos obtenidos y dar la vuelta olímpica con toda su gente.

### Estrella número 26 en ligas
El domingo 25 de septiembre se llevaría a cabo en La Bombonera el último partido del Campeonato de Fútbol Femenino de Primera División A 2022, mejor conocido por Campeonato Femenino «YPF» 2022.
El equipo de Villa Lynch venía puntero con 55 puntos, tras hilvanar 18 victorias y un empate. Dos puntos por debajo con 53 unidades se encontraban Las Gladiadoras, producto de 17 triunfos y dos igualdades.
Con este panorama, el Club Deportivo UAI Urquiza necesitaba empatar o ganar para salir campeonas, mientras que Boca estaba obligado a quedarse con los tres puntos para dar la vuelta olímpica en su estadio.
El equipo Xeneize se encontró con una Bombonera que lució como nunca en un encuentro femenino, alcanzando los casi 25.000 espectadores. Los miles de hinchas se hicieron presentes en la primera y segunda bandeja del sector de plateas del Estadio Alberto J. Armando y el resto del público se asentó en las tribunas detrás de los arcos, una de las tribunas que da a Casa Amarilla y la tribuna del frente que se encuentra del lado del Riachuelo.
El recibimiento a Las Gladiadoras estuvo a la par de lo que la historia del club lo demanda. Se podían observar los tirantes que bajaban de la segunda bandeja de la popular norte que utiliza la la barra brava de Boca, conocida como "La Numéro 12", la salida fue con humo de bengalas con los colores azul y amarillo detrás de cada arco, banderas alusivas a los campeonatos ganados y otra en homenaje a Marcela Lesich, jugadora, delegada y Directora Técnica de Boca.
El partido fue cerrado, sin margen para errores de ninguno de los dos equipos y con muchas faltas de ambos lados, pero finalmente Las Gladiadoras se impusieron 2-1 y superaron por un punto a sus rivales.

El primer tanto lo convirtió la capitana, y una de las máximas referentes del fútbol femenino, Yamila Rodríguez, antes de los 10 minutos del primer tiempo, quien lo festejó colgada del alambrado en el arco que se encuentra a espaldas del puente Nicolás Avellaneda.

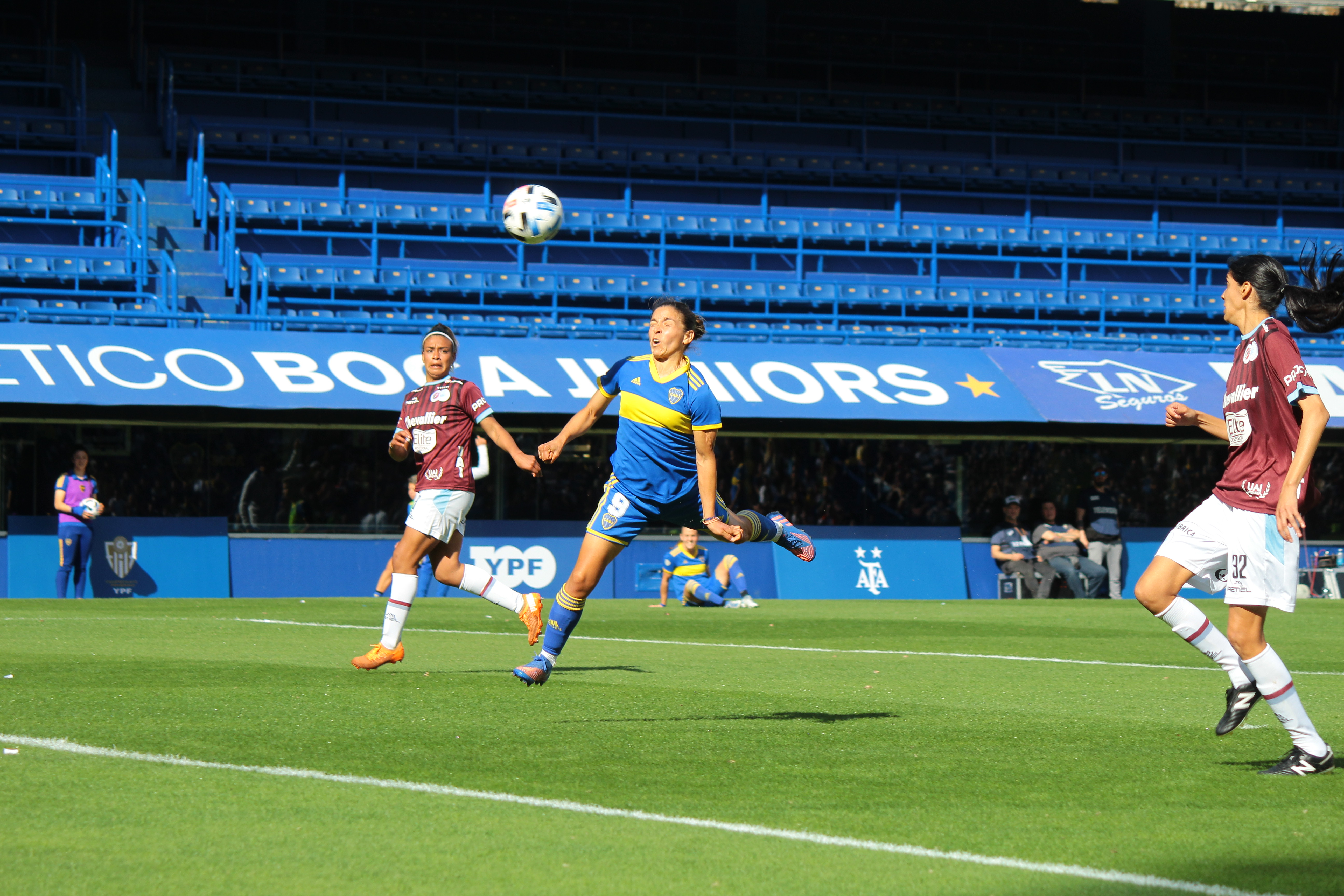
Gol de Andrea Ojeda de Cabeza para darle el campeonato a Boca Juniors

Las de Villa Lynch lograron el empate gracias a un cabezazo de Daiana Farfán a los 22 minutos de la primera parte, pero un cabezazo de la goleadora Andrea Ojeda, a los 2 minutos del complemento, colocó rápidamente a Boca por la senda del triunfo. 
De esta forma el partido finalizó a favor de Las Gladiadoras para gritar Campeonas en el "Templo del Fútbol Mundial", como alguna vez lo llamo Diego Armando Maradona al mítico estadio que es La Bombonera. Con este campeonato Boca alcanza su estrella número 28, de las cuales 26 títulos son títulos de liga y los otros dos trofeos por copas nacionales. 
El torneó terminó con Andrea Ojeda como goleadora con 20 goles, un promedio de un tanto por partido y este campeonato le otorgó a las Xeneizes la clasificación para la próxima Copa Libertadores 2023.

### Tricampeonato y estrella número 29

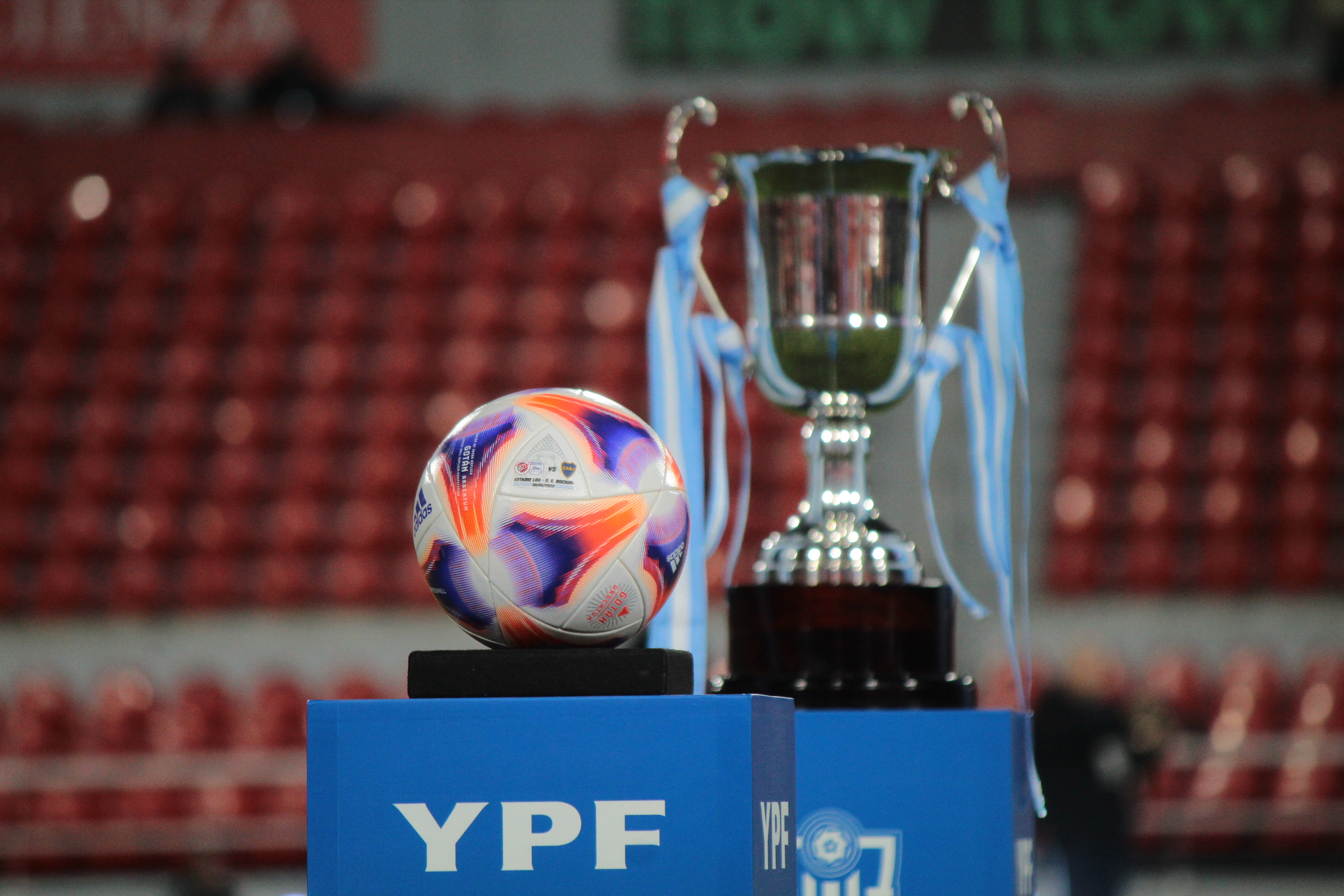
Copa Campeonato Femenino «YPF» 2023

En el Campeonato de Fútbol Femenino de Primera División A 2023, conocido públicamente como Campeonato Femenino «YPF» 2023 finalizó en sus diecinueve fechas disputadas con Boca Juniors y Club Deportivo UAI Urquiza empatadas en 48 puntos, con la diferencia que las xeneizes sacaron ventaja tanto en goles a favor y terminó con la valla menos vencida.
En esa última fecha la transmisiones fueron en simultáneo ya que podría darse por primera vez en la historia del fútbol femenino argentino un triangular para desempatar. Debido a que el Club Atlético Rosario Central quien estaba a dos puntos tenía chances de alcanzar a las punteras del torneo como también de salir campeonas.
Por la fecha 19 las Gladiadoras recibieron a Gimnasia y Esgrima de La Plata y vencieron por 3 a 2. Los goles xeneizes fueron un doblete de Andrea Ojeda y otro de Amancay Urbani. Para el Lobo descontaron Esquivel y Gaetán. En el complejo 12 de octubre la Club Deportivo UAI Urquiza le ganó al S.A.T. por la mínima y Rosario Central perdió en el estadio Gigante de Arroyito frente a Racing Club quedando sin chances de luchar por el campeonato.
Luego de del último partido por los tres puntos y sabiendo que "Las Guerreras" ganaron su partido y era un hecho que habría partido desempate, la directora técnica Florencia Quiñones expresó:

Es una revancha para nosotras

Voy a intentar que se juegue bien y que ganemos, y si no, que ganemos

No es lo mismo que como jugadora, ahora tengo la responsabilidad de darles las herramientas a ellas para poder ganar el torneo.

La referencia de la entrenadora es debido a que la UAI Urquiza le había ganado en el Monumental de Villa Lynch a Boca en la fecha diecisiete, quitándole el invicto en el torneo.
Según lo que dice el Reglamento para el certamen femenino, en el caso de igualdad de puntos no importa la diferencia de gol, sino que hay partido desempate. El encuentro tiene que ocurrir en un plazo máximo de 72 horas, este punto finalmente no se cumplió ya que se disputó a los seis días mencionado desempate. Otro punto del reglamento es que debe llevarse en cancha neutral y el estadio a disputar fue el Libertadores de América-Ricardo Enrique Bochini, cancha perteneciente al Club Atlético Independiente.
Cuando se barajaba que el partido desempate se juegue este martes a las 20, ya que el Reglamento dice que debe disputarse dentro de las 72 horas de disputado el último partido, finalmente la AFA comunicó que no será así. La fecha que dispuso fue el viernes 30 de junio de 2023 a las 19 horas. Las entradas tuvieron un valor de dos mil pesos argentinos la popular y cuatro mil pesos el sector de platea y las mismas se vendieron en el estadio de Independiente.
Hasta el Campeonato Femenino «YPF» 2023 UAI Urquiza y Boca disputaron 28 partidos en el historial: Boca ganó 15, UAI Urquiza se impuso en 7 y empataron en 6 oportunidades.
La primera vez que ambos equipos disputaron un partido desempate trata del Torneo Final 2014. El encuentro que se disputó en el predio de Galván de Platense fue 1 a 1 en los 90 y por penales fue UAI Urquiza quien se coronó campeón del certamen.

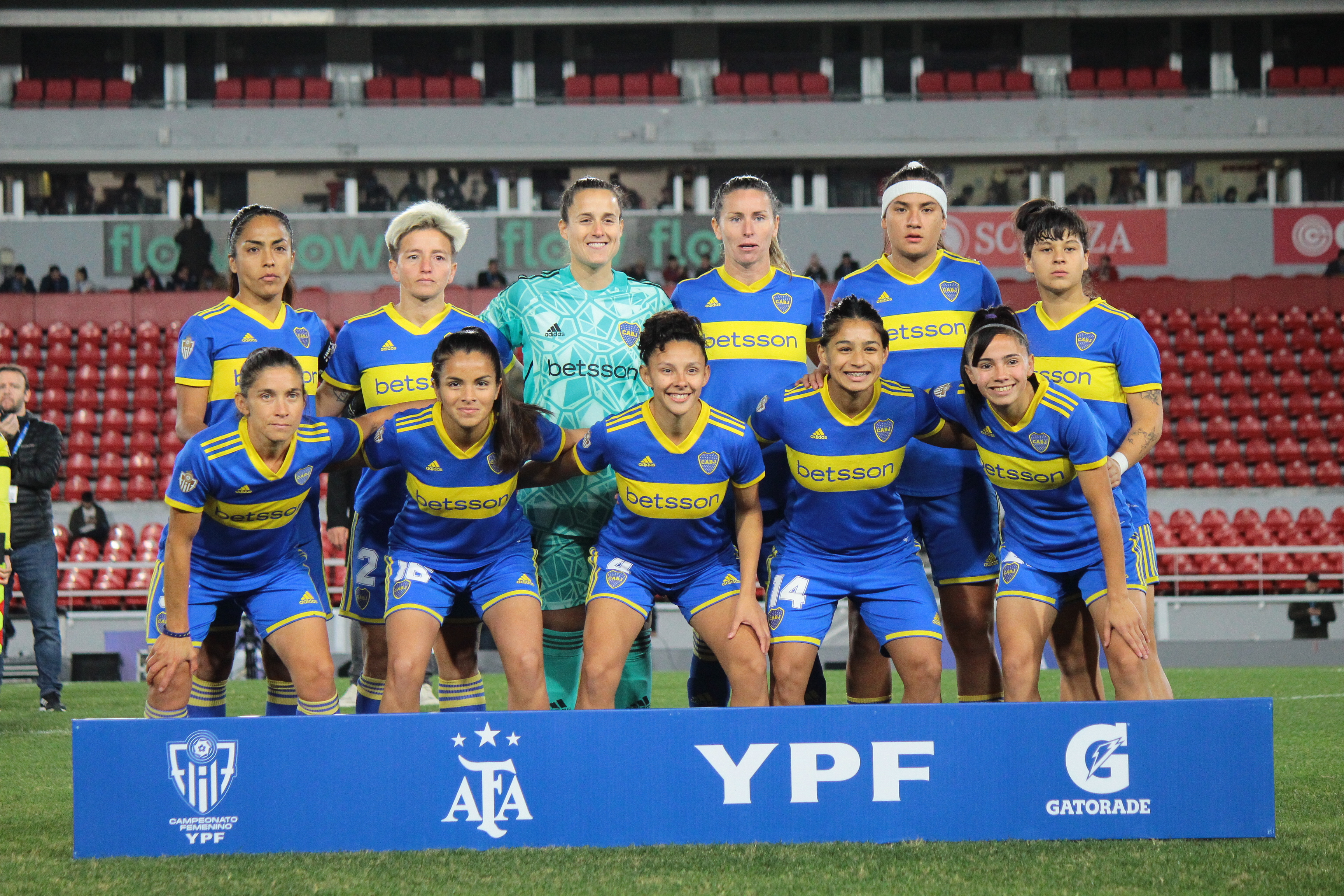
Formación Titular frente a la UAI Urquiza

Las Gladiadoras salieron a la cancha con la siguiente Formación: Laurina Oliveros; Julieta Cruz, Miriam Mayorga, Noelia Espíndola, Celeste Dos Santos; Vanina Preininger, Clarisa Huber, Eugenia Flores, Estefanía Palomar; Andrea Ojeda y Brisa Priori. 
Del lado contrario la UAI Urquiza formó con Sofía Olivera; Tamara Bazán, Idanis Mendoza, Camila Bravo, Danna Pesántez; Catalina Ongaro, Gavy Santos, Micaela Sandoval; Magalí Natta, Paula de la Serna, Romina Núñez.
Durante los primeros 45 minutos Boca fue mucho más en la primera mitad. Logró dominar a UAI Urquiza, que no tuvo situaciones muy claras. El 1 a 0 de Boca llegó a los 11' del PT gracias a Estefanía La Torre Palomar, que hoy estuvo desde el primer minuto en cancha. La Torre de Formosa marcó de cabeza y dio el primer golpe xeneize. A los 41' del PT, Palomar sufrió una falta de Mendoza, y en el choque, la jugadora de UAI Urquiza sufrió un reemplazo y tuvo que ser desmayada. Mendoza fue trasladada al hospital Fiorito. Magni entró en su lugar.

Cuando se terminaba el primer tiempo, Espíndola estuvo cerca de estirar la ventaja para Boca: remató desde la puerta del área y la pelota dio en el palo.

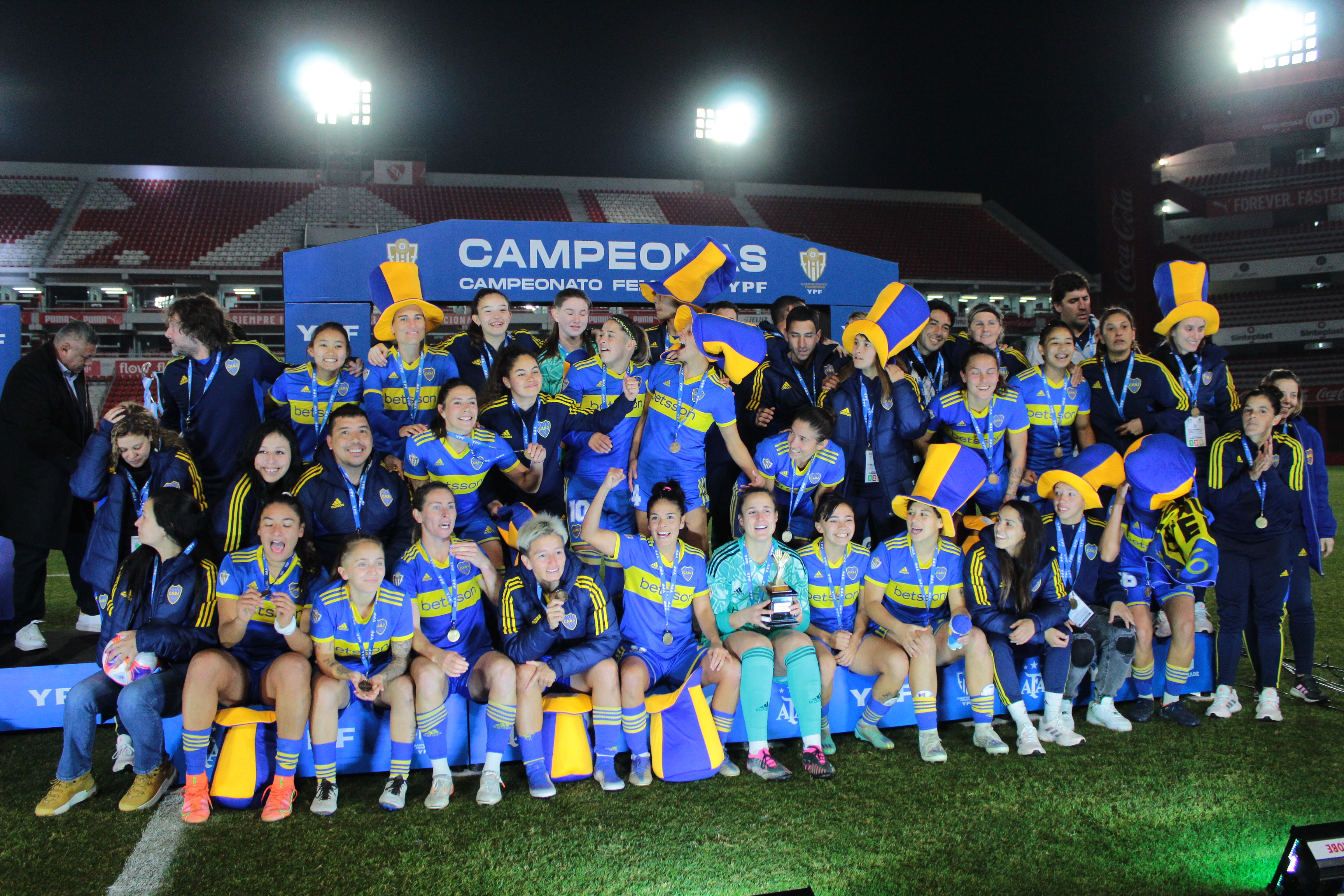
El plantel campeón del Torneo "YPF" 2023

Ya en el complemento Las Gladiadoras salieron con las mismas 11 iniciales. UAI no tuvo cambios más allá del obligado por la salida de Mendoza. UAI intentó ir en busca del empate. De todos modos, le costó tener una muy clara. A las Xeneizes les pasaba parecido, pero con la búsqueda del segundo. Por lógica, en los minutos finales ambos conjuntos comenzaban a sentir el cansancio, no solo del partido, sino de la temporada.
Finalmente Boca revalidó su título campeón del torneo AFA de Fútbol Femenino de la mano de "La Torre" Estefanía Palomar, la formoseña que con quince años de edad llegó a la institución de La Rivera y en enero del 2023 había renovó su contrato con Boca Juniors.
Las Xeneizes ganaron cuatro de las últimas cinco ligas disputadas y en su historia desde 1991 es un quinto tricampeonato.

En cuanto al Campeonato "YPF" 2023, Andrea Ojeda, la histórica centro delantera fue la goleadora del equipo con 11 tantos, el conjuntos auriazul fue la valla menos vencido con tan solo siete goles en contra de la mano de su capitana Miriam Mayorga, quien alzó la copa. La arquera Laurina Oliveros mantuvo el arco en cero durante 15 partidos y la máxima asistidora de Boca fue la delantera por derecha Amancay Urbani siendo además la segunda jugadora del plantel con mayor cantidad de goles, convirtiendo en nueve ocasiones.

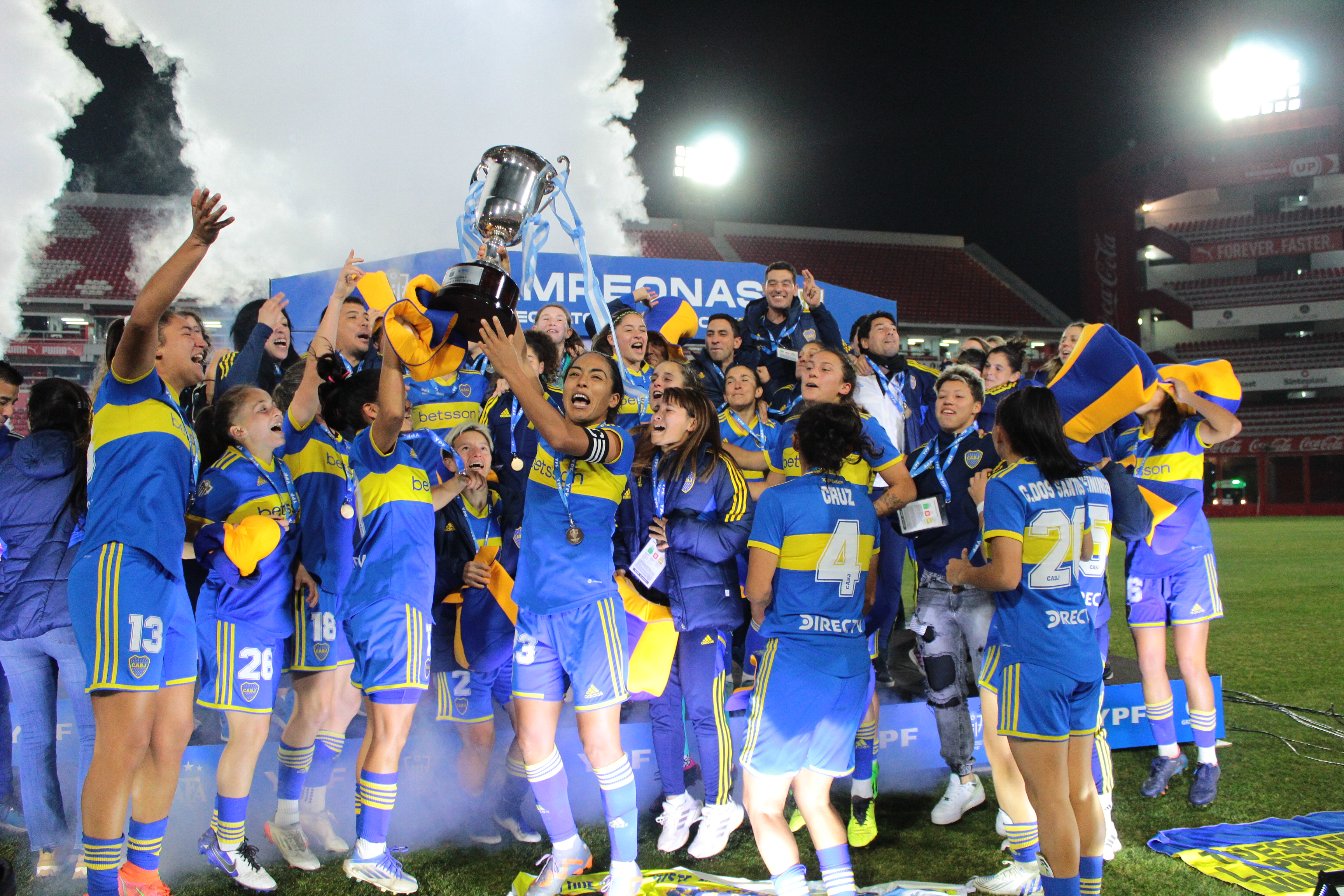
Coronación Torneo "YPF" 2023

Durante el torneo Boca Juniors ganó 16 partidos, empató en tres ocasiones y solo fue derrotado una solo una vez.
Para Florencia Quiñones es el primer título como entrenadora de Boca Juniors y la tercera técnica mujer de la institución. La ex jugadora y capitana de Las Gladiadoras llegó en la fecha número siete del campeonato luego que el entrenador Jorge Martínez fue denunciado por la jefa de prensa del club por abuso sexual simple. La institución decidió correrlo del cargo de entrenador y asumió Florencia Quiñones junto con Ludmila Manicler.
De esta manera Quiñones escribe una nueva página en la historia de Boca Juniors consiguiendo el título número veintinueve. De la que ella fue parte de tres campeonatos obtenidos como jugadora vistiendo la camiseta azul y oro.

### Trigésima Estrella
Las Gladiadoras el 13 de diciembre del 2023, lograron alcanzar su trigésima estrella en el ámbito local tras coronarse campeonas de la Copa de la Liga Femenina 2023. 
Boca Juniors quien había quedado en primer lugar en la zona B de la copa, pasó a los play-off del certamen jugando los cuartos de final frente a Banfield, ganando por la mínima diferencia.
Luego en la semifinales se encontró frente a Ferro Carril Oeste, donde las Xeneizes golearon tras vencer por cuatro goles a uno en el Complejo Pedro Pompillo. 
La final se disputó en un ida y vuelta, donde primero tuvo que viajar a la provincia de Córdoba para enfrentarse a Belgrano de Córdoba. En un partido muy disputado, Boca vence por la tan solo un tanto a cero "Las Piratas" con el gol de Agustina Arias.
El partido de vuelta se disputó en Casa Amarilla. Las Gladiadoras ganaron 2 a 0 ante Belgrano con goles de Amancay Urbani y la capitana Miriam Mayorga y se coronan campeonas por vez número 30.
Con el triunfo 2 a 0 en la vuelta y un global de 3 a 0, el equipo de Quiñones se consagró tetracampeón del fútbol argentino. Además, al ser las campeonas del primer torneo del año, no hubo desempate y clasificaron directo a la Copa Libertadores 2024.
En una nota realizada por el streaming de "Bocafutfemenino" Agustina Arias la jugadora quien convirtió en el partido de ida en la provincia de Córdoba comenta:

Lo hable con varias personas, creo que lo que va en mi carrera, fue el gol que más grite. Fue un desahogo enorme por como se estaba dado el partido.

## Jugadoras

### Plantel actual
- Lesionada, poca gravedad
- Lesionada de gravedad
- Licencia de maternidad

### Mercado de pases
| Verano | Verano                                                                                                   | Verano                                                                   | Verano            | Verano                    | Verano         | Verano              | Verano          |
| Altas | Altas | Altas                                                                    | Altas             | Bajas                     | Bajas          | Bajas               | Bajas           |
| Nac. | Pos. | Jugadora                                                                 | Origen            | Nac.                      | Pos.           | Jugadora            | Destino         |
| --- | --- | ------------------------------------------------------------------------ | ----------------- | ------------------------- | -------------- | ------------------- | --------------- |
| Bandera de Argentina | Defensa                                                                                                  | Constanza Pacheco                                                        | Club Mac Allister | Bandera de Argentina      | Centrocampista | Clarisa Huber       | Retiro          |
| Bandera de Argentina | Delantero                                                                                                | Brisa Campos                                                             | Huracán           | Bandera de Argentina      | Delantero      | Mariana Gaitán      | Vélez Sarsfield |
| Bandera de Argentina | Centrocampista                                                                                           | Lola Ruffini                                                             | Banfield          | Bandera de Argentina      | Centrocampista | Vanina Preininger   | San Lorenzo     |
| Bandera de Argentina | Centrocampista                                                                                           | Rocío Lozada                                                             | América Mineiro   | Bandera de Argentina      | Defensa        | Nazareth Dos Santos | Independiente   |
| Bandera de Argentina | Defensa                                                                                                  | Belén Pokoracki                                                          | Ferro             | Bandera de Argentina      | Centrocampista | Florencia Cordero   | San Luis FC     |
| Bandera de Estados Unidos | Delantero                                                                                                | Emily Ormson                                                             | California Storm  | Bandera de Argentina      | Delantero      | Celeste Dos Santos  | Boca Juniors    |
| Bandera de Uruguay | Defensa                                                                                                  | Araceli Pereyra                                                          | Platense          | Bandera de Argentina      | Delantero      | Estefanía Palomar   | Fluminense      |
| Bandera de Argentina | Delantero                                                                                                | Violeta Álvarez                                                          | Inferiores        | Bandera de Argentina      | Centrocampista | Melanie Morán       | Talleres (C)    |
| Bandera de Estados Unidos | Delantero                                                                                                | Sarah Mirr                                                               | Sundsvalls DFF    | Bandera de Estados Unidos | Centrocampista | Tiara Paz           | Inferiores      |
| Bandera de Argentina | Centrocampista                                                                                           | Mía Pavón                                                                | Inferiores        |                           |                |                     |                 |
| Bandera de Argentina | Centrocampista                                                                                           | Camila Gómez Ares                                                        | Boca Juniors      |                           |                |                     |                 |
| Invierno | |                                                                          |                   |                           |                |                     |                 |
| Altas | Altas | Altas                                                                    | Altas             | Bajas                     | Bajas          | Bajas               | Bajas           |
| Nac. | Pos. | Jugadora                                                                 | Origen            | Nac.                      | Pos.           | Jugadora            | Destino         |
| \| Leyenda - Nac. : Nacionalidad - Pos. : Posición - Pertenecía a las divisiones inferiores - Pertenecía a la Primera División \| - Incorporación como cedida (préstamo) - Baja como cedida (préstamo) - Licencia de maternidad - Retirada \| - Arquera/Portera - Defensora - Mediocampista/Centrocampista - Delantera \| | |                                                                          |                   |                           |                |                     |                 |
| Leyenda - Nac. : Nacionalidad - Pos. : Posición - Pertenecía a las divisiones inferiores - Pertenecía a la Primera División | - Incorporación como cedida (préstamo) - Baja como cedida (préstamo) - Licencia de maternidad - Retirada | - Arquera/Portera - Defensora - Mediocampista/Centrocampista - Delantera |                   |                           |                |                     |                 |

Fuentes:

### Debuts de jugadoras
| N.º | Pos.           | Jugadora                 | Fecha de Debut en Boca   | Equipo Rival           | Resultado | Ref    |
| --- | -------------- | ------------------------ | ------------------------ | ---------------------- | --------- | ------ |
| 1   | Guardameta     | Laurina Oliveros         | 24 de septiembre de 2019 | River Plate            | 5 - 0     | [ 44 ] |
| 22  | Guardameta     | Joaquina Rodríguez Palma | 20 de julio de 2024      | Independiente          | 2 - 0     | [ 45 ] |
| 2   | Defensa        | Maylen Guerra            | 17 de agosto de 2024     | Excursionistas         | 9 - 0     | [ 46 ] |
| 3   | Defensa        | Gabriela Barrios         | 24 de noviembre de 2007  | Huracán                | 8 - 0     | [ 47 ] |
| 4   | Defensa        | Julieta Cruz             | 3 de abril de 2016       | UBA                    | 6 - 0     | [ 48 ] |
| 6   | Defensa        | Eliana Stabile           | 20 de junio de 2014      | Sociedad Hebraica      | 13 - 0    | [ 49 ] |
| 15  | Defensa        | Camila Baccaro           | 20 de diciembre de 2020  | Huracán                | 8 - 0     | [ 50 ] |
| 19  | Defensa        | Yohana Masagli           | 5 de febrero de 2023     | Platense               | 1 - 1     | [ 51 ] |
| 24  | Defensa        | Belén Pokoracki          | 1 de febrero de 2025     | Newell's               | 0 - 1     | [ 52 ] |
| 33  | Defensa        | Araceli Pereyra          | 18 de febrero de 2025    | San Benito             | 6 - 0     | [ 53 ] |
| 10  | Centrocampista | Camila Gómez Ares        | 20 de junio de 2014      | Sociedad Hebraica      | 13 - 0    | [ 49 ] |
| 13  | Centrocampista | Rocío Lozada             | 18 de febrero de 2025    | San Benito             | 6 - 0     | [ 53 ] |
| 16  | Centrocampista | Eugenia Flores           | 18 de abril de 2021      | S.A.T.                 | 5 - 1     | [ 54 ] |
| 17  | Centrocampista | Lola Ruffini             | 1 de febrero de 2025     | Newell's               | 0 - 1     | [ 52 ] |
| 21  | Centrocampista | Julieta Martínez         | 29 de junio de 2024      | Rosario Central        | 4 - 0     | [ 55 ] |
| 23  | Centrocampista | Delfina Silvestri        | 7 de noviembre de 2024   | Estudiantes (BA)       | 2 - 2     | [ 56 ] |
| 25  | Centrocampista | Mía Pavón                | 18 de febrero de 2025    | San Benito             | 6 - 0     | [ 53 ] |
| 26  | Centrocampista | Lorena Benítez           | 12 de mayo de 2016       | UAI Urquiza            | 1 - 2     | [ 57 ] |
| 29  | Centrocampista | Yuria Sasaki             | 10 de marzo de 2024      | River Plate            | 2 - 0     | [ 58 ] |
| 5   | Delantero      | Emily Ormson             | 1 de febrero de 2025     | Newell's               | 0 - 1     | [ 52 ] |
| 7   | Delantero      | Carolina Troncoso        | 22 de octubre de 2016    | River Plate            | 5 - 0     | [ 59 ] |
| 8   | Delantero      | Agustina Arias           | 5 de febrero de 2023     | Platense               | 1 - 1     | [ 51 ] |
| 9   | Delantero      | Andrea Ojeda             | 13 de noviembre de 1999  | Ituzaingó              | 13 - 1    |        |
| 11  | Delantero      | Kishi Núñez              | 22 de agosto de 2022     | Estudiantes (LP)       | 2 - 0     | [ 60 ] |
| 14  | Delantero      | Brisa Priori             | 4 de febrero de 2022     | Las Malvinas (LP)      | 7 - 0     | [ 61 ] |
| 18  | Delantero      | Brisa Campos             | 1 de febrero de 2025     | Newell's               | 0 - 1     | [ 52 ] |
| 20  | Delantero      | Celeste Dos Santos       | 16 de agosto de 2021     | Defensores de Belgrano | 3 - 1     | [ 62 ] |
| 27  | Delantero      | Violeta Álvarez          | 10 de febrero de 2025    | Talleres (C)           | 1 - 0     | [ 63 ] |
| 28  | Delantero      | Yasmín Benítez           | 27 de mayo de 2023       | San Lorenzo            | 3 - 0     | [ 64 ] |
| 32  | Delantero      | Sarah Mirr               | 10 de febrero de 2025    | Talleres (C)           | 1 - 0     | [ 65 ] |

Leyenda     Victoria         Empate         Derrota

### Jugadoras internacionales
Nota: en negrita jugadoras parte de la última convocatoria en la correspondiente categoría.
| N.º | Pos.           | Jugadora                 | Selección | Categoría         |
| --- | -------------- | ------------------------ | --------- | ----------------- |
| 1   | Guardameta     | Laurina Oliveros         | Argentina | Absoluta          |
| 12  | Guardameta     | Priscila Siben           | Argentina | Sub-20 - Sub-17   |
| 22  | Guardameta     | Joaquina Rodríguez Palma | Argentina | Sub-20            |
| 3   | Defensa        | Gabriela Barrios         | Argentina | Absoluta          |
| 4   | Defensa        | Julieta Cruz             | Argentina | Absoluta          |
| 6   | Defensa        | Eliana Stabile           | Argentina | Absoluta          |
| 15  | Defensa        | Camila Baccaro           | Uruguay   | Absoluta          |
| 19  | Defensa        | Yohana Masagli           | Argentina | Sub-20            |
| 24  | Defensa        | Belén Pokoracki          | Argentina | Absoluta          |
| 31  | Defensa        | Constanza Pacheco        | Argentina | Sub-17            |
| 33  | Defensa        | Araceli Pereyra          | Uruguay   | Absoluta          |
| 10  | Centrocampista | Camila Gómez Ares        | Argentina | Absoluta          |
| 17  | Centrocampista | Lola Ruffini             | Argentina | Sub-20            |
| 21  | Centrocampista | Julieta Martínez         | Argentina | Sub-20 - Sub-17   |
| 26  | Centrocampista | Lorena Benítez           | Argentina | Absoluta          |
| 7   | Delantero      | Carolina Troncoso        | Argentina | Absoluta          |
| 8   | Delantero      | Agustina Arias           | Argentina | Sub-17            |
| 9   | Delantero      | Andrea Ojeda             | Argentina | Absoluta          |
| 11  | Delantero      | Kishi Núñez              | Argentina | Absoluta - Sub-20 |
| 14  | Delantero      | Brisa Priori             | Argentina | Absoluta          |
| 20  | Delantero      | Celeste Dos Santos       | Argentina | Absoluta          |
| 27  | Delantero      | Violeta Álvarez          | Argentina | Sub-17            |

### Goleadoras históricas

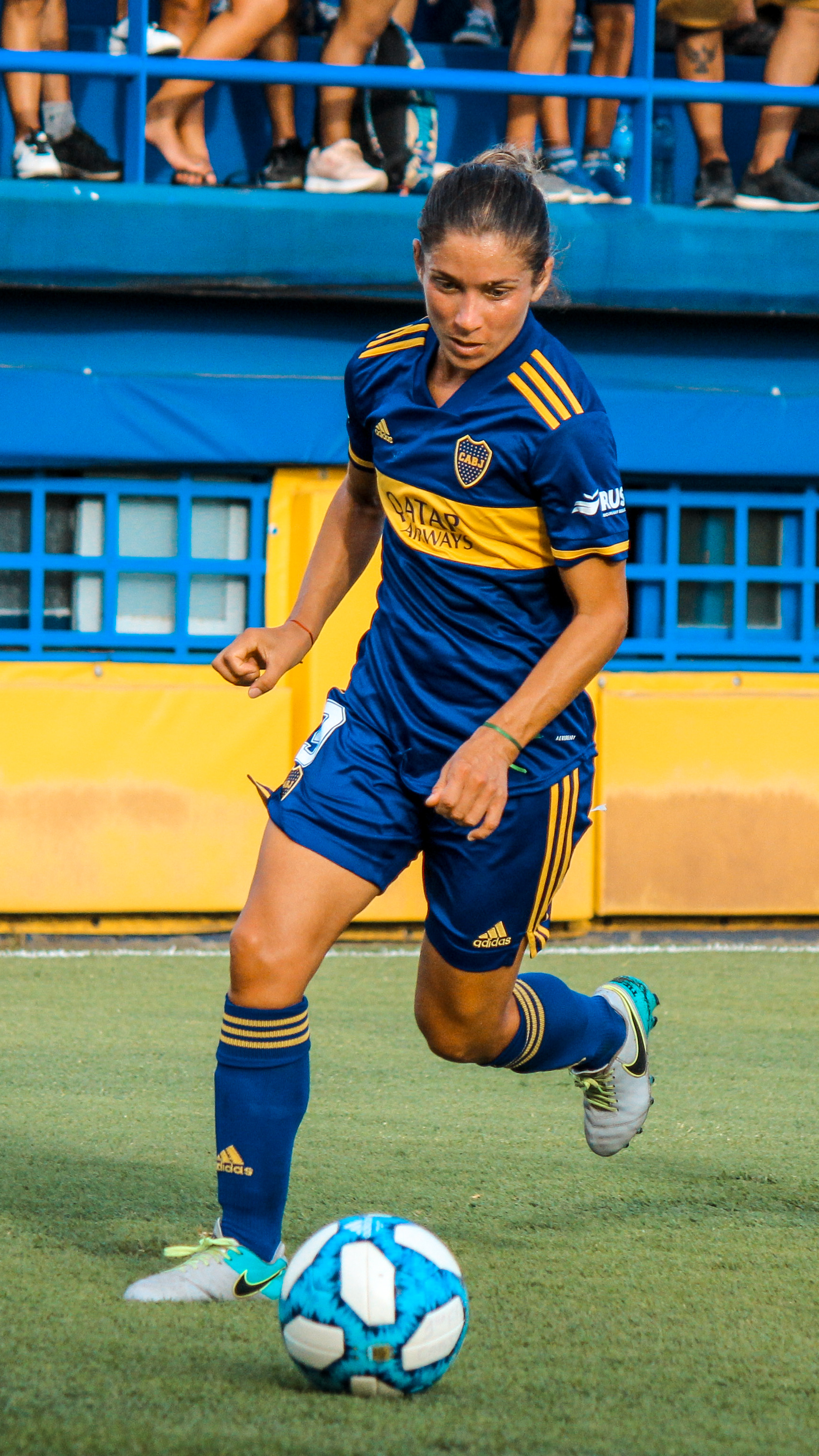
Andrea Ojeda, máxima goleadora del Club Atlético Boca Juniors.

#### Históricamente
| Jugadora             | Temporadas               | Goles |
| -------------------- | ------------------------ | ----- |
| Andrea Ojeda         | 1999-2016; 2019-presente | 559   |
| Yael Oviedo          | 2011-2015                | 121   |
| Elizabeth Villanueva | 1991-2011                | 100   |

#### Semiprofesionalismo
Nota: en negrita torneos donde terminó como máxima goleadora.
| Jugadora     | Torneos                | Goles |
| ------------ | ---------------------- | ----- |
| Andrea Ojeda | Campeonato 2019-20     | 16    |
| Andrea Ojeda | Torneo Transición 2020 | 10    |
| Andrea Ojeda | Copa Libertadores 2020 | 1     |
| Andrea Ojeda | Torneo Apertura 2021   | 8     |
| Andrea Ojeda | Torneo Clausura 2021   | 9     |
| Andrea Ojeda | Copa Federal 2021      | 3     |
| Andrea Ojeda | Campeonato 2022        | 20    |
| Andrea Ojeda | Copa Libertadores 2022 | 1     |
| Andrea Ojeda | Campeonato 2023        | 11    |
| Andrea Ojeda | Copa de la Liga 2023   | 2     |
| Andrea Ojeda | Torneo Apertura 2024   | 14    |
| Andrea Ojeda | Torneo Clausura 2024   | 3     |
| Andrea Ojeda | Copa Federal 2024      | 3     |
| Andrea Ojeda | Primer Torneo 2025     | 5     |
| Andrea Ojeda | Segundo Torneo 2025    | 1     |
| Total        | Total                  | 107   |

### Palmarés y distinciones

#### Jugadoras con más títulos
| Jugadora             | Temporadas               | Títulos |
| -------------------- | ------------------------ | ------- |
| Andrea Ojeda         | 1999-2016; 2019-Presente | 29      |
| Clarisa Huber        | 2002-2007; 2019-2024     | 20      |
| Rosana Gómez         | 1998-2012                | 18      |
| Elizabeth Villanueva | 1991-2011                | 17      |
| Marcela Lesich       | 2000-2005                | 8       |
| Elisabeth Minnig     | 2011-2019                | 6       |

#### Delegadas con más títulos
| Delegada       | Temporadas | Títulos |
| -------------- | ---------- | ------- |
| Marcela Lesich |            | 5       |

### Jugadoras relevantes
En sus 35 años de historia Boca ha contado con numerosas jugadoras destacadas de Argentina tales como Marcela Lesich, Fabiana Vallejos, Camila Gómez Ares, Cecilia Ghigo, Andrea Ojeda, Eva Nadia González, Marisa Gerez, Vanina Correa, Vanesa Santana, Florencia Quiñones, Yamila Rodríguez, Eliana Stabile, María Belén Potassa, Aldana Cometti, Soledad Jaimes, Elisabeth Minnig, Lorena Benítez, entre otras.

### Prueba de jugadoras
Desde el año 2013 la institución Xeneize informa desde su página oficial, cuales serán las fechas en que habrá pruebas de jugadoras. En el mismo comunicado se les indica a las jugadoras interesadas en vestir a futuro la camiseta azul y oro los requisitos indispensables al momento de presentarse.
Las pruebas son realizadas en el Complejo Pedro Pompilio (Casa Amarilla) y para asistir a las pruebas se les pide dos requisitos, como el de ser mayor de 14 años y entregar un certificado de Aptitud Médica para realizar deportes de alto rendimiento.
El 13 de marzo de dicho año, se llevó a cabo la prueba de jugadoras por el cuerpo técnico encabezado por la Directora Técnica de ese entonces Marcela Lesich.
En el año 2018, el Club Atlético Boca Juniors convocó de manera abierta a juveniles con el objetivo de formar un equipo Sub-17 de fútbol femenino. La convocatoria tuvo lugar para 200 chicas entre 14 y 17 años que se inscribieron, en donde luego 60 mujeres fueron preseleccionadas superando el primer filtro y que luego deben presentarse nuevamente para superar un segundo filtro. El profe José Luis Godoy estuvo al mando de esta prueba en conjunto con Elisabeth Minnig, exjugadora y capitana de las Gladiadoras, siendo una arquera histórica en la institución, Florencia Quiñones y el Director Técnico de las Gladiadoras de ese momento Christian Meloni. La idea de armar un equipo Sub-17 tiene como finalidad que el club proyecte a futuro, aumente el semillero y que sea obligatorio tener categorías inferiores en la disciplina.

## Divisiones inferiores
En el 2016, la Confederación Sudamericana de Fútbol (Conmebol) informó que los clubes aspirantes a participar de la Copa Libertadores y la Copa Sudamericana en la rama masculina estarían obligados, desde el año 2019, a tener equipo de fútbol femenino de primera división y por lo menos un equipo juvenil.
El Boletín Especial de AFA N°5378 indica que los clubes deberán cumplir con los siguientes requisitos:

El solicitante deberá tener un primer equipo femenino o asociarse a un club que posea el mismo. Además deberá tener por lo menos una categoría juvenil femenina o asociarse a un club que posea la misma. En ambos casos el solicitante deberá proveer de soporte técnico y toda la equipamiento e infraestructura (campo de juego para la disputa de partidos y de entrenamiento) necesarias para el desarrollo de ambos equipos en condiciones adecuadas. Finalmente, se exige que ambos equipos participen en competiciones nacionales y/o regionales autorizadas por la respectiva asociación miembro.

La medida exige a todos los clubes que deben proveer de soporte técnico, equipamiento e infraestructura necesaria para el desarrollo de ambos equipos en condiciones las condiciones adecuadas para llevar a cabo el desarrollo deportivo.
Las divisiones inferiores del Club Atlético Boca Juniors están conformadas por la Reserva y por los equipos de las categorías Sub-16, Sub-14 y Sub-12. Reciben comúnmente el nombre de «Xemillero» al ser una conjunción de las palabras «xeneize» (apodo histórico del equipo, significa «genovés» en el dialecto genovés) y «semillero» como representación de los frutos que crecen de la cantera del equipo.
Su aporte al componente histórico de la institución es innegable. Algunas de las futbolistas más destacadas de la historia del club nacieron futbolísticamente en la institución, entre ellas se destacan la goleadora histórica Andrea Ojeda y Elizabeth Villanueva con una trayectoria de 21 años en el club de La Rivera ganando 17 campeonatos.
Los partidos de la reserva femenina se juegan previo a cada encuentro de la primera división por cuestiones operativas y podría incluir jugadoras de la máxima categoría que se integren para recuperar ritmo por inactividad cuando así se disponga.

### Reserva

#### Palmarés
| Competición                | Títulos | Subcampeonatos |
| -------------------------- | ------- | -------------- |
| Campeonato de Reserva (1): | 2023    |                |

## Entrenadoras/es
Antes de que la AFA le diera entidad y algo de interés al fútbol femenino, existía la Asociación Argentina de Fútbol Femenino, una organización que se hacía cargo de la disciplina antes de las década de 1990, comandada por Nils Altuna y Lilian Fadel.
Estas dos mujeres fueron las encargadas de hablar con Antonio Alegre para conformar un equipo femenino para que se realizara un partido exhibición en el entretiempo del equipo masculino.
Ese día llegó a fines de la década del 1980, más precisamente en el año 1989, en el descanso entre Boca Juniors vs. San Lorenzo de Almagro. El equipo por ese entonces fue dirigido por Omar Goncalvez.

### Era AFA
Luego, a principios de los noventa, arrancaría la etapa donde el femenino fue absorbido por la Asociación del Fútbol Argentino.
Una pieza clave encontrada de las Memorias de Boca Juniors indica que en el primer torneo de 1991 el club de la Rivera tuvo a una mujer como directora técnica: María Inés Cisneros, acompañada por Marcelo Perugni como preparador físico y Oscar Altamirano en el cargo de utilero. La primera fecha dirigida por Cisneros fue el 27 de octubre de 1991, en donde Boca vence por once goles a Sacachispas.
Poco sabemos de la primera entrenadora de Boca hasta el momento, pero estuvo una temporada a cargo del plantel boquense.

### Primer título
Ya por el año 1992, Boca Juniors se consagró por primera vez campeón de la mano del entrenador Eduardo Saturnini, en un breve paso que duró tan solo un año.

### Rubén"Chapa"Suñé
Rubén "Chapa" Suñé jugador emblema e ídolo del fútbol masculino se hizo cargo del equipo femenino en 1993 y 1994. 
Si bien el período como entrenador fue corto, y no pudo obtener ningún título en Boca Juniors, el "Chapa" Suñe le dio una enorme importancia, no solo a Boca Juniors, cuando por aquel entonces el fútbol femenino era amateur, sino también a la selección femenina de fútbol. Su aporte fue valioso, debido a la trayectoria que tuvo como jugador xeneize.
En una entrevista al "Chapa", cuando le preguntan cómo veía al fútbol femenino, responde:

Muy bien, muy bien, pero sin ningún tipo de importancia, tanto de los clubes como de la AFA. Desgraciadamente es un fútbol discriminado…

No hay ningún plan de trabajo establecido, o sea desgraciadamente, yo no sé por qué motivo. O si somos machistas o si todavía no nos dimos cuenta de que el mundo ha cambiado en algunas cosas, porque en todo los lugares del mundo el fútbol femenino es aprendido salvo acá

### Los más ganadores
De los diez títulos consecutivos que lograron “Las Gladiadoras” entre el 2003 y 2008, el entrenador “Toti” Ríos y Daniel Distefano se repartieron los títulos con 5 cada uno, con la salvedad que luego este último entrenador consiguió el Torneo Apertura 2009 para alcanzar los seis campeonatos para la institución. Hasta ese momento, Daniel Distefano estuvo en la cima.

### Etapa Marcela Lesich
Pero todo cambiaría cuando en el 2010, una exjugadora quien fue dirigida tanto por Ríos como por Distefano, se calzó el buzo de entrenadora y se hizo cargo del plantel femenino. La señora en cuestión sería Marcela Lesich, que ya en su palmarés como jugadora había obtenido ocho títulos con la camiseta xeneize.
Marcela Lesich vino para cambiar el paradigma en el fútbol argentino. Sería la segunda mujer entrenadora de la primera de Boca Juniors. 
De los años que estuvo al mando de Las Gladiadoras, Lesich, logró dar siete vueltas olímpicas en los diez campeonatos que dirigió.
Hasta la fecha, ninguna mujer en el femenino logró alcanzarla. Las distinciones a Marcela Lesich no tardaron en llegar, ya que fue galardonada por el Premio Alumni cinco veces consecutivas entre el 2011 y 2015 como directora técnica destacada.
Luego de dejar el puesto como directora técnica, asumió el rol de delegada de las xeneizes, en donde obtendría en es puesto otros cinco títulos.
Entre los tres cargos que ocupó (jugadora, entrenadora y delegada) llega a la suma de veinte campeonatos obtenidos.

### Semiprofesionalismo
Luego de Lesich, tomó el mando Christian Meloni, a quien le tocó la mayor racha de sequía en la institución, hasta que la pudo romper en el Torneo Transición 2020 al coronarse campeón invicto. Se convirtió así en el primer entrenador campeón del semiprofesionalismo tras ganar una final nada más y nada menos que al eterno rival River Plate por 7 a 0.
Christian Meloni dejaría su cargo en Boca, para hacerse cargo de la selección nacional sub-17 y sub-15 femeninas, junto a la que en ese momento fue capitana de de Las Gladiadoras, Florencia Quiñones.
En ese periodo estaría a cargo como técnico de la primera de las bosteras y quien fuera ayudante del entrenador anterior, Esteban Pizzi.
Pizzi ganaría dos campeonatos en Boca, el Clausura 2021 de manera invicta, y llevó a sus dirigidas a ganarle la Superfinal 2021 a San Lorenzo de Almagro, quien se había coronado por campeonas del Apertura 2021.
El 24 de enero de 2022, Jorge Martínez es anunciado como el nuevo entrenador de Boca. Durante su tiempo al mando de la Gladiadoras consiguió ganar el Campeonato 2022, y también las llevó por primera vez en la historia del club a competir las finales de la Copa Federal 2022 y de la Copa Libertadores 2022, pero terminaron perdieron en ambas ocasiones. En abril de 2023, deja su cargo tras ser denunciado por la jefa de prensa de las xeneizes por abuso sexual.
Luego de la salida de Martínez, Boca Juniors anunció el 13 de abril de 2023, el regreso de su ex-capitana Florencia Quiñones, pero esta vez como directora técnica. Desde su llegada Flor Quiñones logró ganar 4 títulos en forma consecutiva (Campeonato 2023, Copa de la Liga 2023, Copa Federal 2023 y Apertura 2024).
De los 14 técnicos y técnicas que fueron campeones en el Xeneize entre el amateurismo y semiprofesionalismo, tan solo tres levantaron cinco campeonatos o más.

### Palmarés Entrenadoras y Entrenadores

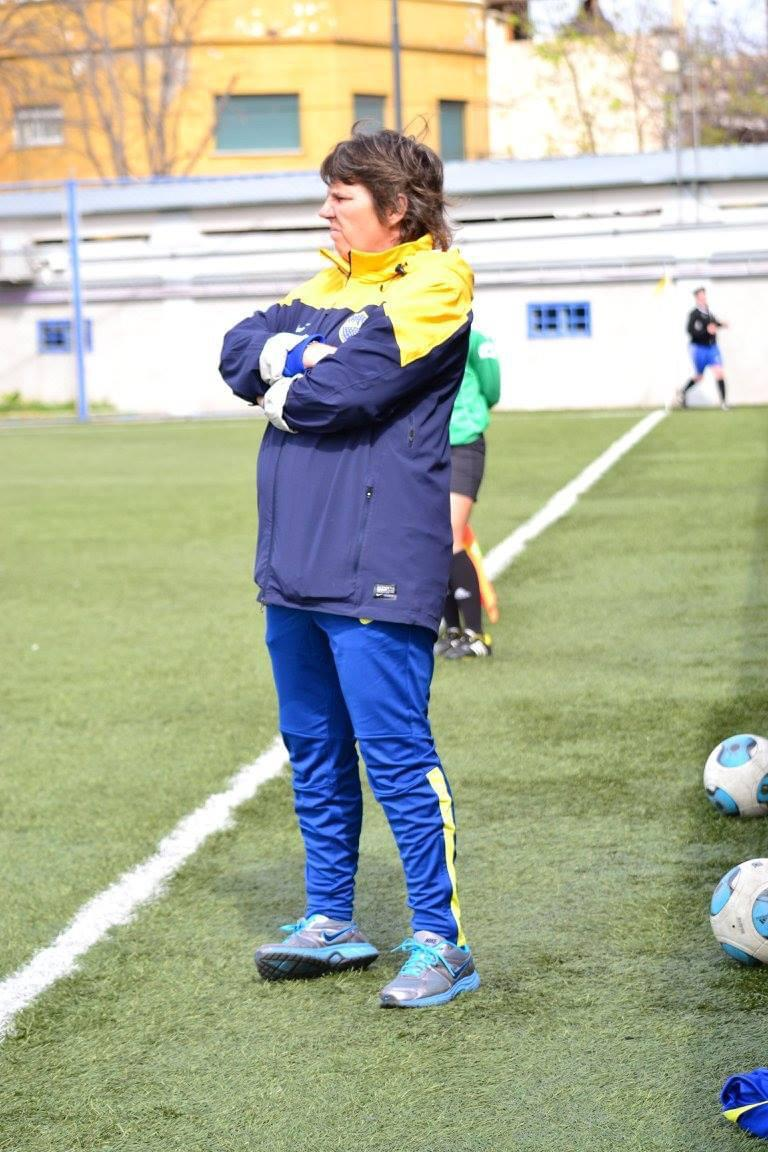
Marcela Lesich la entrenadora más ganadora de Boca Juniors

| Entrenadoras/es       | Títulos | Subcampeonatos | Tercer Puesto |
| --------------------- | ------- | -------------- | ------------- |
| Marcela Lesich        | 7       | 3              | 2             |
| Daniel Distéfano      | 6       | 3              | —             |
| Gerardo "Toti" Ríos   | 5       | —              | 1             |
| Florencia Quiñones    | 4       | 1              | 3             |
| Raúl Rodríguez Seoane | 4       | 1              | —             |
| Esteban Pizzi         | 2       | —              | —             |
| Christian Meloni      | 1       | 4              | —             |
| Jorge Martínez        | 1       | 2              | –             |
| Eduardo Saturnini     | 1       | —              | —             |
| Carlos Stigliano      | 1       | —              | —             |
| Rubén "Chapa" Suñé    | —       | 2              | —             |
| María Inés Cisneros   | —       | 1              | —             |
| José Borello          | —       | 1              | —             |
| Miguel Ángel Bordón   | —       | 1              | —             |
| Total                 | 32      | 19             | 6             |

## Participaciones

### Participaciones nacionales

#### Historial en los campeonatos de la Primera División
| Primera División - Asociación del Fútbol Argentino (AFA) | Primera División - Asociación del Fútbol Argentino (AFA) | Primera División - Asociación del Fútbol Argentino (AFA) | Primera División - Asociación del Fútbol Argentino (AFA) | Primera División - Asociación del Fútbol Argentino (AFA) | Primera División - Asociación del Fútbol Argentino (AFA) | Primera División - Asociación del Fútbol Argentino (AFA) | Primera División - Asociación del Fútbol Argentino (AFA) | Primera División - Asociación del Fútbol Argentino (AFA) | Primera División - Asociación del Fútbol Argentino (AFA) | Primera División - Asociación del Fútbol Argentino (AFA) | Primera División - Asociación del Fútbol Argentino (AFA) |
| Competiciones                                            | Pts.                                                     | P.J.                                                     | P.G.                                                     | P.E.                                                     | P.P.                                                     | G.F.                                                     | G.C.                                                     | D.G.                                                     | Mejor resultado                                          |                                                          | Entrenadoras/es                                          |
| -------------------------------------------------------- | -------------------------------------------------------- | -------------------------------------------------------- | -------------------------------------------------------- | -------------------------------------------------------- | -------------------------------------------------------- | -------------------------------------------------------- | -------------------------------------------------------- | -------------------------------------------------------- | -------------------------------------------------------- | -------------------------------------------------------- | -------------------------------------------------------- |
| Campeonato 1991                                          | 9                                                        | 7                                                        | 4                                                        | 1                                                        | 2                                                        | 21                                                       | 10                                                       | +11                                                      | Subcampeón                                               | –                                                        | María Inés Cisneros                                      |
| Campeonato 1992                                          | 30                                                       | 16                                                       | 15                                                       | 0                                                        | 1                                                        | 69                                                       | 11                                                       | +58                                                      | Campeón                                                  | –                                                        | Eduardo Saturnini                                        |
| Campeonato 1993                                          | 18                                                       | 12                                                       | 8                                                        | 2                                                        | 2                                                        | 44                                                       | 15                                                       | +29                                                      | Subcampeón                                               | –                                                        | Rubén "Chapa" Suñé                                       |
| Campeonato 1994                                          | 19                                                       | 15                                                       | 9                                                        | 1                                                        | 5                                                        | 44                                                       | 14                                                       | +30                                                      | Subcampeón                                               | –                                                        | Rubén "Chapa" Suñé                                       |
| Campeonato 1995                                          | 19                                                       | 10                                                       | 6                                                        | 1                                                        | 3                                                        | 45                                                       | 8                                                        | +37                                                      | Subcampeón                                               | –                                                        | José Borello                                             |
| Campeonato 1996                                          | 39                                                       | 16                                                       | 13                                                       | 0                                                        | 3                                                        | 46                                                       | 10                                                       | +36                                                      | Subcampeón                                               | –                                                        | Miguel Ángel Bordón                                      |
| Campeonato 1997                                          | 64                                                       | 24                                                       | 21                                                       | 1                                                        | 2                                                        | 203                                                      | 22                                                       | +181                                                     | Subcampeón                                               | –                                                        | Raúl Rodríguez Seoane                                    |
| Campeonato 1997 (Hexagonal Final)                        | 10                                                       | 5                                                        | 3                                                        | 1                                                        | 1                                                        | 19                                                       | 10                                                       | +9                                                       | Subcampeón                                               | –                                                        | Raúl Rodríguez Seoane                                    |
| Campeonato 1998                                          | 36                                                       | 12                                                       | 12                                                       | 0                                                        | 0                                                        | 128                                                      | 7                                                        | +121                                                     | Campeón                                                  | Invicto                                                  | Raúl Rodríguez Seoane                                    |
| Campeonato 1998 (Fase Final)*                            | –                                                        | 3                                                        | 3                                                        | 0                                                        | 0                                                        | 11                                                       | 4                                                        | +7                                                       | Campeón                                                  | Invicto                                                  | Raúl Rodríguez Seoane                                    |
| Campeonato 1999                                          | 52                                                       | 18                                                       | 17                                                       | 1                                                        | 0                                                        | 129                                                      | 11                                                       | +118                                                     | Campeón                                                  | Invicto                                                  | Raúl Rodríguez Seoane                                    |
| Campeonato 2000                                          | 82                                                       | 28                                                       | 27                                                       | 1                                                        | 0                                                        | 200                                                      | 15                                                       | +185                                                     | Campeón                                                  | Invicto                                                  | Raúl Rodríguez Seoane                                    |
| Torneo Apertura 2001                                     | 38                                                       | 14                                                       | 12                                                       | 2                                                        | 0                                                        | 82                                                       | 6                                                        | +76                                                      | Campeón                                                  | Invicto                                                  | Raúl Rodríguez Seoane                                    |
| Torneo Clausura 2002                                     | 37                                                       | 13                                                       | 12                                                       | 1                                                        | 0                                                        | 54                                                       | 6                                                        | +48                                                      | Campeón                                                  | Invicto                                                  | Carlos Stigliano                                         |
| Torneo Apertura 2002                                     | 28                                                       | 12                                                       | 9                                                        | 1                                                        | 2                                                        | 81                                                       | 8                                                        | +73                                                      | Tercer Puesto                                            | –                                                        | Gerardo "Toti" Ríos                                      |
| Torneo Clausura 2003                                     | Boca Juniors no participó                                | Boca Juniors no participó                                | Boca Juniors no participó                                | Boca Juniors no participó                                | Boca Juniors no participó                                | Boca Juniors no participó                                | Boca Juniors no participó                                | Boca Juniors no participó                                | –                                                        | –                                                        | Gerardo "Toti" Ríos                                      |
| Torneo Apertura 2003                                     | 30                                                       | 11                                                       | 10                                                       | 0                                                        | 1                                                        | 46                                                       | 3                                                        | +43                                                      | Campeón                                                  | –                                                        | Gerardo "Toti" Ríos                                      |
| Torneo Clausura 2004                                     | 31                                                       | 11                                                       | 10                                                       | 1                                                        | 0                                                        | 66                                                       | 9                                                        | +57                                                      | Campeón                                                  | Invicto                                                  | Gerardo "Toti" Ríos                                      |
| Torneo Apertura 2004                                     | 33                                                       | 11                                                       | 11                                                       | 0                                                        | 0                                                        | 89                                                       | 4                                                        | +85                                                      | Campeón                                                  | Invicto                                                  | Gerardo "Toti" Ríos                                      |
| Torneo Clausura 2005                                     | 25                                                       | 9                                                        | 8                                                        | 1                                                        | 0                                                        | 35                                                       | 3                                                        | +32                                                      | Campeón                                                  | Invicto                                                  | Gerardo "Toti" Ríos                                      |
| Torneo Apertura 2005                                     | 27                                                       | 9                                                        | 9                                                        | 0                                                        | 0                                                        | 50                                                       | 4                                                        | +46                                                      | Campeón                                                  | Invicto                                                  | Gerardo "Toti" Ríos                                      |
| Torneo Clausura 2006                                     | 21                                                       | 7                                                        | 7                                                        | 0                                                        | 0                                                        | 40                                                       | 4                                                        | +36                                                      | Campeón                                                  | Invicto                                                  | Daniel Distéfano                                         |
| Torneo Apertura 2006                                     | 22                                                       | 8                                                        | 7                                                        | 1                                                        | 0                                                        | 48                                                       | 4                                                        | +44                                                      | Campeón                                                  | Invicto                                                  | Daniel Distéfano                                         |
| Torneo Apertura 2006 (Desempate)*                        | –                                                        | 1                                                        | 1                                                        | 0                                                        | 0                                                        | 4                                                        | 0                                                        | +4                                                       | Campeón                                                  | Invicto                                                  | Daniel Distéfano                                         |
| Torneo Clausura 2007                                     | 21                                                       | 7                                                        | 7                                                        | 0                                                        | 0                                                        | 40                                                       | 4                                                        | +36                                                      | Campeón                                                  | Invicto                                                  | Daniel Distéfano                                         |
| Torneo Apertura 2007                                     | 30                                                       | 10                                                       | 10                                                       | 0                                                        | 0                                                        | 75                                                       | 5                                                        | +70                                                      | Campeón                                                  | Invicto                                                  | Daniel Distéfano                                         |
| Torneo Clausura 2008                                     | 24                                                       | 8                                                        | 8                                                        | 0                                                        | 0                                                        | 76                                                       | 2                                                        | +74                                                      | Campeón                                                  | –                                                        | Daniel Distéfano                                         |
| Torneo Apertura 2008                                     | 21                                                       | 9                                                        | 7                                                        | 0                                                        | 2                                                        | 45                                                       | 3                                                        | +42                                                      | Subcampeón                                               | –                                                        | Daniel Distéfano                                         |
| Torneo Clausura 2009                                     | 15                                                       | 7                                                        | 5                                                        | 0                                                        | 2                                                        | 28                                                       | 5                                                        | +23                                                      | Subcampeón                                               | –                                                        | Daniel Distéfano                                         |
| Torneo Apertura 2009                                     | 19                                                       | 7                                                        | 6                                                        | 1                                                        | 0                                                        | 46                                                       | 4                                                        | +42                                                      | Campeón                                                  | Invicto                                                  | Daniel Distéfano                                         |
| Torneo Clausura 2010                                     | 28                                                       | 10                                                       | 9                                                        | 1                                                        | 0                                                        | 72                                                       | 7                                                        | +65                                                      | Subcampeón                                               | –                                                        | Daniel Distéfano                                         |
| Torneo Clausura 2010 (Desempate)*                        | –                                                        | 1                                                        | 0                                                        | 1                                                        | 0                                                        | 0                                                        | 0                                                        | 0                                                        | Subcampeón                                               | –                                                        | Daniel Distéfano                                         |
| Torneo Apertura 2010                                     | 26                                                       | 10                                                       | 8                                                        | 2                                                        | 0                                                        | 44                                                       | 5                                                        | +39                                                      | Campeón                                                  | Invicto                                                  | Marcela Lesich                                           |
| Torneo Clausura 2011                                     | 27                                                       | 9                                                        | 9                                                        | 0                                                        | 0                                                        | 45                                                       | 3                                                        | +42                                                      | Campeón                                                  | Invicto                                                  | Marcela Lesich                                           |
| Torneo Apertura 2011                                     | 30                                                       | 10                                                       | 10                                                       | 0                                                        | 0                                                        | 78                                                       | 3                                                        | +75                                                      | Campeón                                                  | Invicto                                                  | Marcela Lesich                                           |
| Torneo Clausura 2012                                     | 23                                                       | 9                                                        | 7                                                        | 1                                                        | 1                                                        | 48                                                       | 9                                                        | +39                                                      | Subcampeón                                               | –                                                        | Marcela Lesich                                           |
| Torneo Apertura 2012                                     | 33                                                       | 12                                                       | 11                                                       | 0                                                        | 1                                                        | 109                                                      | 34                                                       | +75                                                      | Campeón                                                  | –                                                        | Marcela Lesich                                           |
| Torneo Apertura 2012 (Desempate)*                        | –                                                        | 1                                                        | 1                                                        | 0                                                        | 0                                                        | 3                                                        | 1                                                        | +2                                                       | Campeón                                                  | –                                                        | Marcela Lesich                                           |
| Torneo Clausura 2013                                     | 36                                                       | 12                                                       | 12                                                       | 0                                                        | 0                                                        | 62                                                       | 3                                                        | +59                                                      | Campeón                                                  | Invicto                                                  | Marcela Lesich                                           |
| Torneo Inicial 2013                                      | 40                                                       | 14                                                       | 13                                                       | 1                                                        | 0                                                        | 83                                                       | 4                                                        | +79                                                      | Campeón                                                  | Invicto                                                  | Marcela Lesich                                           |
| Torneo Final 2014                                        | 39                                                       | 14                                                       | 13                                                       | 0                                                        | 1                                                        | 56                                                       | 4                                                        | +52                                                      | Subcampeón                                               | –                                                        | Marcela Lesich                                           |
| Torneo Final 2014 (Desempate)*                           | –                                                        | 1                                                        | 0                                                        | 1                                                        | 0                                                        | 1                                                        | 1                                                        | 0                                                        | Subcampeón                                               | –                                                        | Marcela Lesich                                           |
| Campeonato 2015                                          | 46                                                       | 17                                                       | 15                                                       | 1                                                        | 1                                                        | 120                                                      | 8                                                        | +112                                                     | Tercer Puesto                                            | –                                                        | Marcela Lesich                                           |
| Campeonato 2016                                          | 45                                                       | 18                                                       | 14                                                       | 3                                                        | 1                                                        | 87                                                       | 13                                                       | +74                                                      | Subcampeón                                               | –                                                        | Marcela Lesich                                           |
| Campeonato 2016-17                                       | 60                                                       | 22                                                       | 19                                                       | 3                                                        | 0                                                        | 108                                                      | 7                                                        | +101                                                     | Subcampeón                                               | –                                                        | Christian Meloni                                         |
| Campeonato 2017-18                                       | 73                                                       | 26                                                       | 24                                                       | 1                                                        | 1                                                        | 102                                                      | 9                                                        | +93                                                      | Subcampeón                                               | –                                                        | Christian Meloni                                         |
| Campeonato 2017-18 (Copa de Oro)*                        | –                                                        | 4                                                        | 3                                                        | 0                                                        | 1                                                        | 6                                                        | 7                                                        | -1                                                       | Subcampeón                                               | –                                                        | Christian Meloni                                         |
| Campeonato 2018-19                                       | 20                                                       | 9                                                        | 6                                                        | 2                                                        | 1                                                        | 25                                                       | 2                                                        | +23                                                      | Subcampeón                                               | –                                                        | Christian Meloni                                         |
| Campeonato 2018-19 (Fase Campeonato)                     | 32                                                       | 14                                                       | 10                                                       | 2                                                        | 2                                                        | 64                                                       | 8                                                        | +56                                                      | Subcampeón                                               | –                                                        | Christian Meloni                                         |
| Campeonato 2019-20                                       | 43                                                       | 15                                                       | 14                                                       | 1                                                        | 0                                                        | 83                                                       | 7                                                        | +76                                                      | Suspendido por COVID-19                                  | Suspendido por COVID-19                                  | Christian Meloni                                         |
| Torneo Transición 2020                                   | 12                                                       | 4                                                        | 4                                                        | 0                                                        | 0                                                        | 16                                                       | 0                                                        | +16                                                      | Campeón                                                  | Invicto                                                  | Christian Meloni                                         |
| Torneo Transición 2020 (Fase Final)*                     | –                                                        | 3                                                        | 3                                                        | 0                                                        | 0                                                        | 17                                                       | 0                                                        | +17                                                      | Campeón                                                  | Invicto                                                  | Christian Meloni                                         |
| Torneo Apertura 2021                                     | 20                                                       | 8                                                        | 6                                                        | 2                                                        | 0                                                        | 28                                                       | 5                                                        | +23                                                      | Subcampeón                                               | –                                                        | Christian Meloni                                         |
| Torneo Apertura 2021 (Fase Final)*                       | –                                                        | 3                                                        | 1                                                        | 2                                                        | 0                                                        | 6                                                        | 3                                                        | +3                                                       | Subcampeón                                               | –                                                        | Christian Meloni                                         |
| Torneo Clausura 2021                                     | 21                                                       | 8                                                        | 7                                                        | 0                                                        | 1                                                        | 27                                                       | 8                                                        | +19                                                      | Campeón                                                  | –                                                        | Esteban Pizzi                                            |
| Torneo Clausura 2021 (Fase Final)*                       | –                                                        | 3                                                        | 3                                                        | 0                                                        | 0                                                        | 9                                                        | 2                                                        | +7                                                       | Campeón                                                  | –                                                        | Esteban Pizzi                                            |
| Superfinal 2021*                                         | –                                                        | 1                                                        | 1                                                        | 0                                                        | 0                                                        | 4                                                        | 2                                                        | +2                                                       | Campeón                                                  | Invicto                                                  | Esteban Pizzi                                            |
| Campeonato 2022                                          | 56                                                       | 20                                                       | 18                                                       | 2                                                        | 0                                                        | 71                                                       | 6                                                        | +65                                                      | Campeón                                                  | Invicto                                                  | Jorge Martínez                                           |
| Campeonato 2023                                          | 48                                                       | 19                                                       | 15                                                       | 3                                                        | 1                                                        | 43                                                       | 7                                                        | +36                                                      | Campeón                                                  | –                                                        | Florencia Quiñones                                       |
| Campeonato 2023 (Desempate)*                             | –                                                        | 1                                                        | 1                                                        | 0                                                        | 0                                                        | 1                                                        | 0                                                        | +1                                                       | Campeón                                                  | –                                                        | Florencia Quiñones                                       |
| Copa de la Liga 2023                                     | 28                                                       | 10                                                       | 9                                                        | 1                                                        | 0                                                        | 24                                                       | 1                                                        | +23                                                      | Campeón                                                  | Invicto                                                  | Florencia Quiñones                                       |
| Copa de la Liga 2023 (Fase Final)*                       | –                                                        | 4                                                        | 4                                                        | 0                                                        | 0                                                        | 8                                                        | 1                                                        | +7                                                       | Campeón                                                  | Invicto                                                  | Florencia Quiñones                                       |
| Torneo Apertura 2024                                     | 45                                                       | 17                                                       | 14                                                       | 3                                                        | 0                                                        | 49                                                       | 6                                                        | +43                                                      | Campeón                                                  | Invicto                                                  | Florencia Quiñones                                       |
| Torneo Clausura 2024                                     | 36                                                       | 17                                                       | 10                                                       | 6                                                        | 1                                                        | 48                                                       | 13                                                       | +35                                                      | Tercer Puesto                                            | –                                                        | Florencia Quiñones                                       |
| Primer Torneo 2025                                       | 30                                                       | 16                                                       | 9                                                        | 3                                                        | 4                                                        | 21                                                       | 11                                                       | +10                                                      | Tercer Puesto                                            |                                                          | Florencia Quiñones                                       |
| Segundo Torneo 2025                                      | 4                                                        | 2                                                        | 1                                                        | 1                                                        | 0                                                        | 1                                                        | 0                                                        | +1                                                       | por definirse                                            | por definirse                                            | Florencia Quiñones                                       |
| Total: 51/52                                             | 1701                                                     | 658                                                      | 560                                                      | 56                                                       | 42                                                       | 3363                                                     | 389                                                      | +2974                                                    | 30 Campeonatos                                           | 25 Invictos                                              | 14 Entrenadoras/es                                       |
| *Partidos de Eliminación y Desempates                    | –                                                        | 26                                                       | 21                                                       | 4                                                        | 1                                                        | 70                                                       | 22                                                       | +48                                                      | 30 Campeonatos                                           | 25 Invictos                                              | 14 Entrenadoras/es                                       |
| Total Global: 51/52                                      | 1701                                                     | 684                                                      | 581                                                      | 60                                                       | 43                                                       | 3433                                                     | 411                                                      | +3022                                                    | 30 Campeonatos                                           | 25 Invictos                                              | 14 Entrenadoras/es                                       |

##### Partidos de eliminación y desempates
Campeonato 1998
| Cuartos de final; 14 de marzo de 1999 | Deportivo Español | 3:6 | Boca Juniors | Deportivo Español Auxiliar, Parque Avellaneda |  |

| Semifinal; 24 de abril de 1999 | Boca Juniors | 4:1 | San Miguel | Boca Juniors Auxiliar 2, La Boca |  |

| Final; 2 de mayo de 1999 | Boca Juniors | 1:0 | River Plate | Estadio Don León Kolbowsky, Villa Crespo |  |

Torneo Apertura 2006
| Desempate 1.er puesto; 23 de diciembre de 2006 | San Lorenzo | 0:4     | Boca Juniors                        | Estadio de Excursionistas, Bajo Belgrano |                           |
|                                                |             | Reporte | - Vallejos 16' - Ojeda 20' - Britos | Árbitro(s): Diego Abeledo                | Árbitro(s): Diego Abeledo |

Torneo Clausura 2010
| Desempate 1.er puesto; 28 de julio de 2010 | River Plate                      | 0:0 (2:0 t. s.) | Boca Juniors | Platense auxiliar, Florida |  |
|                                            | - Pía Gómez 102' - Mendieta 118' | Reporte         |              |                            |  |

Torneo Apertura 2012
| Desempate 1.er puesto; 27 de abril de 2013 | Boca Juniors           | 3:1 | River Plate       | Predio All Boys, Monte Castro |  |
|                                            | - Oviedo 13', 20', 45' |     | - Larroquette 71' |                               |  |

Torneo Final 2014
| Desempate 1.er puesto; 21 de febrero de 2015 | Boca Juniors                                      | 1:1 (2:3 p.)               | UAI Urquiza                                       | Platense auxiliar, Florida |  |
|                                              | Ojeda 42' (pen.)                                  | Reporte                    | Ugarte 6'                                         |                            |  |
|                                              |                                                   | Tiros desde el punto penal |                                                   |                            |  |
|                                              | - Brusca - Ojeda - Vallejos - Galliotti - Santana |                            | - Bonsegundo - Potassa - Ugarte - Vénica - García |                            |  |

Campeonato 2017-18 (Copa de Oro)
| Semifinal (Ida); 17 de junio de 2018 | San Lorenzo | 1:2     | Boca Juniors | Auxiliar de la Ciudad Deportiva, Bajo Flores |  |
|                                      | - Ramírez   | Reporte |              |                                              |  |

| Semifinal (Vuelta); 23 de junio de 2018 | Boca Juniors | 2:1     | San Lorenzo | Complejo Pedro Pompilio, La Boca |  |
|                                         |              | Reporte | - Molina    |                                  |  |

| Final (Ida); 1 de julio de 2018 | Boca Juniors | 2:1     | UAI Urquiza        | Complejo Pedro Pompilio, La Boca |  |
|                                 | - Troncoso   | Reporte | - Bonsegundo pen.' |                                  |  |

| Final (Vuelta); 8 de julio de 2018 | UAI Urquiza                                 | 4:0     | Boca Juniors | Estadio Monumental de Villa Lynch, Villa Lynch |  |
|                                    | - Larroquette 2', 14', 50' - Bonsegundo 73' | Reporte |              |                                                |  |

Torneo Transición 2020
| Cuartos de final; 26 de diciembre de 2020 | Boca Juniors                                                                                                   | 8:0 | Platense | Complejo Pedro Pompilio, La Boca |                                |
| 17:10 UTC-03:00                           | - Y. Rodríguez 8', 17', 44' - Quiñones 11' - F. Rodríguez 52' - Vallejos 55' (pen.) - Troncoso 63' - Ojeda 69' |     |          | Árbitra: María Estefanía Pinto   | Árbitra: María Estefanía Pinto |

| Semifinal; 10 de enero de 2021 | Boca Juniors                      | 2:0     | San Lorenzo | Estadio Monumental de Villa Lynch, Villa Lynch |                         |
| 9:00 UTC-03:00                 | - Vallejos 80' (pen.) - Ojeda 84' | Reporte |             | Árbitra: Estela Álvarez                        | Árbitra: Estela Álvarez |

| Final; 19 de enero de 2021 | Boca Juniors                                                                        | 7:0     | River Plate | Estadio José Amalfitani, Liniers |                                |
| 19:10 UTC-03:00            | - Huber 13' - Y. Rodríguez 15' - Benítez 32' - Vallejos 36', 61' - Ojeda 45+3', 59' | Reporte |             | Árbitra: María Laura Fortunato   | Árbitra: María Laura Fortunato |

Torneo Apertura 2021
| Cuartos de final; 4 de julio de 2021 | Boca Juniors                                              | 3:0     | Independiente | Complejo Pedro Pompilio, La Boca |                                |
| 13:30 UTC-03:00                      | - Vallejos 11', pen.' - Gómez Ares 35' - Y. Rodríguez 70' | Reporte |               | Árbitra: María Estefanía Pinto   | Árbitra: María Estefanía Pinto |

| Semifinal; 10 de julio de 2021 | Boca Juniors                                        | 2:2 (3:2 p.)               | River Plate                                                | Nuevo Francisco Urbano, Morón  |                                |
| 14:00 UTC-03:00                | - Ojeda 8' - Stabile 67'                            | Reporte                    | - Pereyra 27' - Lezcano 52'                                | Árbitra: María Laura Fortunato | Árbitra: María Laura Fortunato |
|                                |                                                     | Tiros desde el punto penal |                                                            |                                |                                |
|                                | - Vallejos - Stabile - Huber - Ojeda - Y. Rodríguez |                            | - Pereyra - Morcillo - Del Trecco - Birizamberri - Lezcano |                                |                                |

| Final; 15 de julio de 2021 | Boca Juniors                                          | 1:1 (2:3 p.)               | San Lorenzo                                  | Nuevo Francisco Urbano, Morón |                          |
| 19:10 UTC-03:00            | - Troncoso 18'                                        | Reporte                    | - Ramírez 90'                                | Árbitra: Salomé Di Iorio      | Árbitra: Salomé Di Iorio |
|                            |                                                       | Tiros desde el punto penal |                                              |                               |                          |
|                            | - Stabile - Vallejos - Huber - Tórtolo - Y. Rodríguez |                            | - Medina - Ramírez - Hain - Molina - Puentes |                               |                          |

Torneo Clausura 2021
| Cuartos de final; 16 de noviembre de 2021 | Boca Juniors       | 1:0     | Independiente | Complejo Pedro Pompilio, La Boca |                           |
| 9:00 UTC-03:00                            | - Y. Rodríguez 67' | Reporte |               | Árbitra: Gabriela Coronel        | Árbitra: Gabriela Coronel |

| Semifinal; 20 de noviembre de 2021 | River Plate | 0:3     | Boca Juniors                              | Estadio Ciudad de Caseros, Caseros |                             |
| 17:00 UTC-03:00                    |             | Reporte | - Huber 7' - Y. Rodríguez 20' - Ojeda 44' | Árbitra: Roberta Echeverría        | Árbitra: Roberta Echeverría |

| Final; 5 de diciembre de 2021 | Boca Juniors                                      | 5:2     | UAI Urquiza              | Estadio Ciudad de Quilmes, Quilmes |                          |
| 17:00 UTC-03:00               | - Vallejos 12' - Y. Rodríguez 38' 39' 45+2' 90+5' | Reporte | - Falfán 47' - Núñez 87' | Árbitra: Salomé Di Iorio           | Árbitra: Salomé Di Iorio |

Superfinal 2021
| Final; 11 de diciembre de 2021 | San Lorenzo                  | 2:4     | Boca Juniors                                          | Ciudad de Vicente López, Florida |                                |
| 20:00 UTC-03:00                | - Medina 54' - Ramírez 90+3' | Reporte | - Y. Rodríguez 25' 76' - Huber 45+2' - Gómez Ares 60' | Árbitra: María Laura Fortunato   | Árbitra: María Laura Fortunato |

Campeonato 2023
| Desempate 1.er puesto; 30 de junio de 2023 | UAI Urquiza | 0:1 | Boca Juniors  | Estadio Libertadores de América, Avellaneda |                          |
| 19:00 UTC-03:00                            |             |     | - Palomar 11' | Árbitro(s): Julián Jerez                    | Árbitro(s): Julián Jerez |

Copa de la Liga 2023
| Cuartos de final; 3 de diciembre de 2023 | Boca Juniors  | 1:0     | Banfield | Complejo Pedro Pompilio, La Boca |                         |
| 13:00 UTC-03:00                          | - Stabile 84' | Reporte |          | Árbitra: Estela Álvarez          | Árbitra: Estela Álvarez |

| Semifinal; 6 de diciembre de 2023 | Boca Juniors                                          | 4:1     | Ferro       | Complejo Pedro Pompilio, La Boca |                          |
| 17:00 UTC-03:00                   | - Urbani 3' - Gómez Ares 9' - Arias 35' - Stabile 39' | Reporte | - Silva 54' | Árbitra: Mariela Martino         | Árbitra: Mariela Martino |

| Final (Ida); 10 de diciembre de 2023 | Belgrano | 0:1     | Boca Juniors | Estadio Miguel Sancho, Córdoba |                             |
| 17:00 UTC-03:00                      |          | Reporte | - Arias 70'  | Árbitra: Roberta Echeverría    | Árbitra: Roberta Echeverría |

| Final (Vuelta); 13 de diciembre de 2023 | Boca Juniors               | 2:0     | Belgrano | Complejo Pedro Pompilio, La Boca |                        |
| 17:00 UTC-03:00                         | - Urbani 62' - Mayorga 75' | Reporte |          | Árbitra: Gisela Trucco           | Árbitra: Gisela Trucco |

Fuentes:

#### Historial en las copas nacionales
| Competiciones            | P.J. | P.G. | P.E. | P.P. | G.F. | G.C. | D.G. | Mejor resultado  | Goleadora           | Entrenadoras/es    |
| ------------------------ | ---- | ---- | ---- | ---- | ---- | ---- | ---- | ---------------- | ------------------- | ------------------ |
| Supercopa Argentina 2015 | 4    | 4    | 0    | 0    | 21   | 5    | +16  | Campeón          | Yael Oviedo: 8      | Marcela Lesich     |
| Copa Federal 2021        | 4    | 3    | 0    | 1    | 17   | 4    | +13  | Subcampeón       | Yamila Rodríguez: 6 | Jorge Martínez     |
| Copa Federal 2022        | 2    | 1    | 0    | 1    | 8    | 2    | +6   | Cuartos de final | Amancay Urbani: 3   | Jorge Martínez     |
| Copa Federal 2023        | 3    | 1    | 2    | 0    | 4    | 3    | +1   | Campeón          | Kishi Núñez: 2      | Florencia Quiñones |
| Copa Federal 2024        | 4    | 2    | 2    | 0    | 7    | 0    | +7   | Subcampeón       | Andrea Ojeda: 3     | Florencia Quiñones |
| Total : 5/5              | 17   | 11   | 4    | 2    | 57   | 14   | +43  | 2 Campeonatos    | Andrea Ojeda: 10    | –                  |

### Participaciones internacionales

#### Copa Libertadores
El club Xeneize es el equipo argentino que más veces participó en la Copa Libertadores de América. 
La primera participación data del año 2010, donde alcanzó el tercer puesto.
Tuvo que esperar hasta el el año 2022 donde Boca Juniors se metería en la final de la Copa Libertadores. No solo sería la primera vez que el conjunto de "La Rivera" jugaría una final, sino que es el primer equipo argentino en llegar a una instancia final de copa.
Boca Juniors arrancó compartiendo el Grupo B con los siguientes equipos: Nañas de Ecuador, Ferroviaria de Brasil y Defensor Sporting de Uruguay. Las Gladiadoras terminarían primeras en el grupo, por diferencia de goles, compartiendo la misma cantidad de unidades que el conjunto de las brasileras, ya que en la última terminaron en tablas 2 a 2.
El conjunto Xeneize debía enfrentar en el cruce de los cuartos de final al último campeón de la Libertadores 2021, el tricampeón Corinthians de Brasil. Boca pudo ser frente al potencial del Corinthians y se impuso en los 90 minutos con un 2 a 1 arriba y le dio el pase a la semifinal.
En la semifinal Las Gladiadoras se enfrentarían al equipo de Colombia, Deportivo Cali. Ambos buscaban romper barreras e ir por lo que en ediciones anteriores les fue imposible: la final. Recorrieron un arduo camino para llegar hasta esta fase de eliminación y pero faltaba dar el último paso. El partido fue muy intenso, ya que no solo influía los varios encuentros disputados, sino la altura de Ecuador, la falta de oxígeno, la lluvia, el terreno con barro, eran varios condimentos para hacer un gran desgaste físico. 
Casi todo el primer tiempo fue un ida y vuelta entre ambos con un juego centralizado en el mediocampo, ningún equipo cedía fácilmente y disputataban la pelota como si fuera la última. A los 42′,  la saguera de Boca, Adriana Sachs realizaba una falta muy cerca del área xeneize y sin titubeos Jorelyn Carabalí convirtió para las colombianas un golazo a donde nadie llega, de pelota parada, para destrabar el cero del marcador.
En el segundo tiempo Boca entraría con una actitud más agresiva. A los 14′ del complemento Adriana Sachs dio el pase largo para la ‘pantera’ Brisa Priori, sin embargo en esas marcas que tenía el balón iba a impactar en la nuca de quien había hecho el primer gol y se la dejó a los pies de Estefanía Palomar, quien se acomodó y rompió toda red existente para empatar el encuentro y darle vida al equipo de La Boca. 
Las Gladiadoras y Azucareras terminaron igualadas a uno en los 90′ y todo se definía por penales en Quito. De esta forma el pase a la final se definiría desde los doce paso.
Comenzó el conjunto Xeneize con Noelia Espíndola, el primer grito de gol en la tanda de penales. Luego la encargada iba a ser Arias, la capitana de las verdiblancas, pero Laurina Oliveros con sus guantes le negó a la pelota la posibilidad de que toque la red. Luego iba a ir Adriana Sachs, que se paró, apuntó y convirtió. Más en la ambigüedad, Carabalí (autora del gol en tiempo reglamentario) iba a mandarlo por sobre el travesaño juntando así dos penales errados contra dos convertidos. Y el último para las azul y amarillo lo iba a patear la “Torre” Palomar, con 19 años, nuevamente tenía la mayor responsabilidad en sus pies: se acomodó, abrió su pie y la pelota casi rozó el palo derecho de la guardameta colombiana. Se iba a definir en la acción de Guerra que en su carrera se frenó, al aquera boquense Laurina Oliveros la adivinó y se la atajó, logrando con esto pasar a la primera final de Copa Libertadores por primera vez en la historia.
Luego llegó la celebración eufórica de las jugadores en el campo de juego del estadio Rodrigo Paz Delgado, propiedad de Liga Deportiva Universitaria, de Quito, y la consecuente desazón de las futbolistas y el cuerpo técnico del conjunto colombiano, mientras un pequeño grupo de hinchas "xeneizes" contribuía con sus gritos desde las tribunas.
La final se llevaría a cabo el 28 de octubre de 2022, frente el Palmeiras de Brasil. El Alviverde venció 4-1 a las Gladiadoras y se consagró en su debut en esta competición con tantos de Ary Borges, Byanca Brasil, Poliana Barbosa y Bia Zaneratto. Brisa Priori marcó para el Xeneize.
A pesar de la derrota fue el pico más alto de Boca Juniors, en el ámbito internacional, y quedaría plasmado en la historia del fútbol argentino femenino, llegando por primera vez un club de la Argentina a la final de la Copa Libertadores de América 2022.

##### El camino a la Final de 2022

###### Fase de grupos
| Grupo B; 13 de octubre de 2022                                                                | Defensor Sporting | 0:2     | Boca Juniors            | Estadio Banco Guayaquil, Quito |                      |
| 15:00* *Partido suspendido en el minuto 16 debido a la fuerte lluvia. Se reanudó a las 17:10. |                   | Reporte | - Gómez 21' - Ojeda 38' | Árbitra: Jenny Arias           | Árbitra: Jenny Arias |

| Grupo B; 16 de octubre de 2022 | Boca Juniors                                          | 4:2     | Ñañas                   | Estadio Rodrigo Paz Delgado, Quito |                          |
| 15:00                          | - Gómez 26', 43' - Córdoba 47' (a.g.) - Rodríguez 65' | Reporte | - Pérez 34', 81' (pen.) | Árbitra: Emikar Calderas           | Árbitra: Emikar Calderas |

| Grupo B; 19 de octubre de 2022 | Ferroviária                      | 2:2     | Boca Juniors                | Estadio Gonzalo Pozo Ripalda, Quito |                               |
| 15:00                          | - Carol Tavares 8' - Laryh 90+4' | Reporte | - Rodríguez 72' (pen.), 76' | Árbitra: María Belén Carvajal       | Árbitra: María Belén Carvajal |

Grupo B
| Equipo            | Pts. | PJ | PG | PE | PP | GF | GC | Dif. |
| ----------------- | ---- | -- | -- | -- | -- | -- | -- | ---- |
| Boca Juniors      | 7    | 3  | 2  | 1  | 0  | 8  | 4  | 4    |
| Ferroviária       | 7    | 3  | 2  | 1  | 0  | 4  | 2  | 2    |
| Ñañas             | 3    | 3  | 1  | 0  | 2  | 6  | 8  | −2   |
| Defensor Sporting | 0    | 3  | 0  | 0  | 3  | 3  | 7  | −4   |

###### Fase final
| Cuartos de final; 22 de octubre de 2022 | Boca Juniors            | 2:1     | Corinthians | Estadio Rodrigo Paz Delgado, Quito |                          |
| 14:30                                   | Núñez 23' · Palomar 75' | Reporte | Adriana 34' | Árbitra: Emikar Calderas           | Árbitra: Emikar Calderas |

| Semifinal; 25 de octubre de 2022 | Deportivo Cali              | 1:1 (0:3 p.)               | Boca Juniors                  | Estadio Rodrigo Paz Delgado, Quito |                        |
| 17:00                            | - Carabalí 42'              | Reporte                    | - Palomar 60'                 | Árbitra: Maria Marotta             | Árbitra: Maria Marotta |
|                                  |                             | Tiros desde el punto penal |                               |                                    |                        |
|                                  | - Guerra - Carabalí - Arias |                            | - Palomar - Sachs - Espíndola |                                    |                        |

| Final; 28 de octubre de 2022 | Boca Juniors | 1:4     | Palmeiras                                                             | Estadio Rodrigo Paz Delgado, Quito |                          |
| 17:00                        | - Priori 13' | Reporte | - Ary Borges 5' - Byanca Brasil 49' - Poliana 58' - Bia Zaneratto 89' | Árbitra: Emikar Calderas           | Árbitra: Emikar Calderas |

Cuadro de desarrollo
|  | Cuartos de final     | Cuartos de final |                 |                | Semifinales | Semifinales |                |              | Final           | Final |  |
|  |                      |                  |                 |                |             |             |                |              |                 |       |  |
|  |                      |                  |                 |                |             |             |                |              |                 |       |  |
|  | Deportivo Cali       | 2                |                 |                |             |             |                |              |                 |       |  |
|  | Deportivo Cali       | 2                |                 |                |             |             |                |              |                 |       |  |
|  | Ferroviária          | 1                |                 |                |             |             |                |              |                 |       |  |
|  | Ferroviária          | 1                |                 | Deportivo Cali | 1 (0)       |             |                |              |                 |       |  |
|  |                      |                  |                 | Deportivo Cali | 1 (0)       |             |                |              |                 |       |  |
|  |                      |                  | Boca Juniors    | 1 (3)          |             |             |                |              |                 |       |  |
|  | Boca Juniors         | 2                | Boca Juniors    | 1 (3)          |             |             |                |              |                 |       |  |
|  | Boca Juniors         | 2                |                 |                |             |             |                |              |                 |       |  |
|  | Corinthians          | 1                |                 |                |             |             |                |              |                 |       |  |
|  | Corinthians          | 1                |                 |                |             |             |                | Boca Juniors | 1               |       |  |
|  |                      |                  |                 |                |             |             |                | Boca Juniors | 1               |       |  |
|  |                      |                  | Palmeiras       | 4              |             |             |                |              |                 |       |  |
|  | Palmeiras            | 2                | Palmeiras       | 4              |             |             |                |              |                 |       |  |
|  | Palmeiras            | 2                |                 |                |             |             |                |              |                 |       |  |
|  | Santiago Morning     | 1                |                 |                |             |             |                |              |                 |       |  |
|  | Santiago Morning     | 1                |                 | Palmeiras      | 1           |             |                | Tercer lugar | Tercer lugar    |       |  |
|  |                      |                  |                 | Palmeiras      | 1           |             |                | Tercer lugar | Tercer lugar    |       |  |
|  |                      |                  | América de Cali | 0              |             |             |                |              |                 |       |  |
|  | América de Cali      | 1 (4)            | América de Cali | 0              |             |             | Deportivo Cali | 0            |                 |       |  |
|  | América de Cali      | 1 (4)            |                 |                |             |             | Deportivo Cali | 0            |                 |       |  |
|  | Universidad de Chile | 1 (2)            |                 |                |             |             |                |              | América de Cali | 5     |  |
|  | Universidad de Chile | 1 (2)            |                 |                |             |             |                |              | América de Cali | 5     |  |
|  |                      |                  |                 |                |             |             |                |              |                 |       |  |

#### Historial en la Copa Libertadores
| Edición       | P.J.         | P.G.         | P.E.         | P.P.         | G.F.         | G.C.         | D.G.         | Mejor resultado  | Goleadora                               | Entrenadoras/es    |
| ------------- | ------------ | ------------ | ------------ | ------------ | ------------ | ------------ | ------------ | ---------------- | --------------------------------------- | ------------------ |
| 2010          | 6            | 3            | 2            | 1            | 21           | 8            | +13          | Tercer Puesto    | Andrea Ojeda: 5                         | Marcela Lesich     |
| 2011          | 3            | 1            | 0            | 2            | 6            | 6            | 0            | Fase de Grupos   | Andrea Ojeda y Belén Potassa: 2         | Marcela Lesich     |
| 2012          | 3            | 2            | 1            | 0            | 7            | 4            | +3           | Fase de Grupos   | Ludmila Manicler: 2                     | Marcela Lesich     |
| 2013          | 3            | 1            | 0            | 2            | 5            | 6            | -1           | Fase de Grupos   | Belén Potassa: 2                        | Marcela Lesich     |
| 2014          | 3            | 2            | 0            | 1            | 7            | 7            | 0            | Fase de Grupos   | Yael Oviedo: 3                          | Marcela Lesich     |
| 2020          | 4            | 2            | 1            | 1            | 13           | 4            | +9           | Cuartos de Final | Yamila Rodríguez: 4                     | Christian Meloni   |
| 2022          | 6            | 3            | 2            | 1            | 12           | 10           | +2           | Subcampeón       | Camila Gómez Ares y Yamila Rodríguez: 3 | Jorge Martínez     |
| 2023          | 3            | 1            | 1            | 1            | 6            | 7            | -1           | Fase de Grupos   | Camila Gómez Ares: 2                    | Florencia Quiñones |
| 2024          | 6            | 3            | 2            | 1            | 6            | 2            | +4           | Tercer Puesto    | Agustina Arias y Kishi Núñez: 2         | Florencia Quiñones |
| 2025          | Por disputar | Por disputar | Por disputar | Por disputar | Por disputar | Por disputar | Por disputar | Por disputar     | Por disputar                            | Florencia Quiñones |
| Total : 10/17 | 37           | 18           | 9            | 10           | 83           | 54           | +29          | 1 Subcampeonato  | Andrea Ojeda: 11                        | –                  |

| Historial contra equipos rivales  | Historial contra equipos rivales | Historial contra equipos rivales | Historial contra equipos rivales | Historial contra equipos rivales | Historial contra equipos rivales | Historial contra equipos rivales | Historial contra equipos rivales | Historial contra equipos rivales | Historial contra equipos rivales |
| Equipo                            | P.J.                             | P.G.                             | P.E.                             | P.P.                             | G.F.                             | G.C.                             | D.G.                             | EFT                              |                                  |
| --------------------------------- | -------------------------------- | -------------------------------- | -------------------------------- | -------------------------------- | -------------------------------- | -------------------------------- | -------------------------------- | -------------------------------- | -------------------------------- |
| Deportivo Florida                 | 1                                | 1                                | 0                                | 0                                | 4                                | 1                                | +3                               | 100,00                           |                                  |
| Deportivo Trópico                 | 1                                | 1                                | 0                                | 0                                | 10                               | 1                                | +9                               | 100,00                           |                                  |
| Mundo Futuro                      | 1                                | 1                                | 0                                | 0                                | 2                                | 1                                | +1                               | 100,00                           |                                  |
| Corinthians                       | 3                                | 1                                | 1                                | 1                                | 2                                | 2                                | 0                                | 44,44                            |                                  |
| Ferroviária                       | 1                                | 0                                | 1                                | 0                                | 2                                | 2                                | 0                                | 33,33                            |                                  |
| Foz Cataras                       | 1                                | 1                                | 0                                | 0                                | 3                                | 1                                | +2                               | 100,00                           |                                  |
| Internacional                     | 1                                | 0                                | 0                                | 1                                | 0                                | 5                                | -5                               | 0,00                             |                                  |
| Kindermann-Avaí                   | 1                                | 1                                | 0                                | 0                                | 1                                | 0                                | +1                               | 100,00                           |                                  |
| Palmeiras                         | 1                                | 0                                | 0                                | 1                                | 1                                | 4                                | -3                               | 0,00                             |                                  |
| São José                          | 3                                | 0                                | 1                                | 2                                | 2                                | 7                                | -5                               | 11,11                            |                                  |
| Santos                            | 2                                | 0                                | 1                                | 1                                | 0                                | 2                                | -2                               | 16,67                            |                                  |
| Everton                           | 1                                | 0                                | 1                                | 0                                | 1                                | 1                                | 0                                | 33,33                            |                                  |
| Santiago Morning                  | 1                                | 0                                | 1                                | 0                                | 1                                | 1                                | 0                                | 33,33                            |                                  |
| América de Cali                   | 2                                | 0                                | 1                                | 1                                | 2                                | 3                                | -1                               | 16,67                            |                                  |
| Deportivo Cali                    | 1                                | 0                                | 1                                | 0                                | 1                                | 1                                | 0                                | 33,33                            |                                  |
| Formas Íntimas                    | 2                                | 0                                | 0                                | 2                                | 3                                | 6                                | -3                               | 0,00                             |                                  |
| Deportivo Quito                   | 1                                | 1                                | 0                                | 0                                | 2                                | 1                                | +1                               | 100,00                           |                                  |
| Independiente del Valle           | 1                                | 1                                | 0                                | 0                                | 2                                | 0                                | +2                               | 100,00                           |                                  |
| Liga de Quito                     | 1                                | 1                                | 0                                | 0                                | 4                                | 2                                | +2                               | 100,00                           |                                  |
| Ñañas                             | 1                                | 1                                | 0                                | 0                                | 4                                | 2                                | +2                               | 100,00                           |                                  |
| Libertad                          | 1                                | 1                                | 0                                | 0                                | 1                                | 0                                | +1                               | 100,00                           |                                  |
| Universidad Autónoma de Asunción  | 1                                | 0                                | 1                                | 0                                | 2                                | 2                                | 0                                | 33,33                            |                                  |
| Real Maracaná                     | 1                                | 1                                | 0                                | 0                                | 4                                | 1                                | +3                               | 100,00                           |                                  |
| Universidad Particular de Iquitos | 1                                | 1                                | 0                                | 0                                | 12                               | 1                                | +11                              | 100,00                           |                                  |
| Defensor Sporting                 | 1                                | 1                                | 0                                | 0                                | 2                                | 0                                | +2                               | 100,00                           |                                  |
| Nacional                          | 2                                | 2                                | 0                                | 0                                | 9                                | 3                                | +6                               | 100,00                           |                                  |
| ADIFFEM                           | 1                                | 1                                | 0                                | 0                                | 3                                | 1                                | +2                               | 100,00                           |                                  |
| Caracas                           | 1                                | 1                                | 0                                | 0                                | 2                                | 1                                | +1                               | 100,00                           |                                  |
| Estudiantes de Guárico            | 1                                | 0                                | 0                                | 1                                | 1                                | 2                                | -1                               | 0,00                             |                                  |
| Total: 29 equipos                 | 37                               | 18                               | 9                                | 10                               | 83                               | 54                               | +29                              | 56,76                            |                                  |

#### Récord de espectadores
Diversos medios de comunicación informaron la cantidad de espectadores que tuvo el certamen de la Copa Libertadores Femenina 2020, luego de finalizar la copa.
En la fase regular, únicamente medida por la red social Facebook hubo 7 millones de televidentes, de los cuales se desprende que el partido más visto en la fase de grupos fue el debut de Boca Juniors ante Santiago Morning, con 525.993 espectadores.

## Palmarés
Nota: en negrita competiciones vigentes en la actualidad. Indicado el récord del torneo  y el compartido 
| Competición                        | Títulos | Subcampeonatos | 3.er puesto                                             |
| ---------------------------------- | --- | --- | ------------------------------------------------------- |
| Primera División A (29/16/4):      | 1992, 1998 (invicto), 1999 (invicto), 2000 (invicto), Apertura 2001 (invicto), Clausura 2002 (invicto), Apertura 2003, Clausura 2004 (invicto), Apertura 2004 (invicto), Clausura 2005 (invicto), Apertura 2005 (invicto), Clausura 2006 (invicto), Apertura 2006 (invicto), Clausura 2007 (invicto), Apertura 2007 (invicto), Clausura 2008 (invicto), Apertura 2009 (invicto), Apertura 2010 (invicto), Clausura 2011 (invicto), Apertura 2011 (invicto), Apertura 2012, Clausura 2013 (invicto) y Inicial 2013 (invicto), Torneo Transición 2020 (invicto), Clausura 2021, 2022 (invicto), 2023, Copa de la Liga 2023 (invicto), Apertura 2024 (invicto). | 1991, 1993, 1994, 1995, 1996, 1997, Apertura 2008, Clausura 2009, Clausura 2010, Clausura 2012, Final 2014, Torneo 2016, 2016-17, 2017-18, 2018-19, Apertura 2021. | Apertura 2002, 2015, Clausura 2024, Primer Torneo 2025. |
| Superfinal Primera División A (1): | 2021. | |                                                         |
| Supercopa Argentina (1):           | 2015. (invicto) | |                                                         |
| Copa Federal (1/2):                | 2023. (invicto) | 2021, 2024 |                                                         |

| Competición                | Títulos | Subcampeonatos | 3.er puesto |
| -------------------------- | ------- | -------------- | ----------- |
| Copa Libertadores (0/1/2): |         | 2022.          | 2010, 2024. |

## Rivalidades

### Superclásico femenino

#### Historia
El Superclásico Femenino del Fútbol Argentino se disputa ante River Plate. El primer Súperclasico se jugó el 15 de diciembre de 1991 y terminó en empate 4 a 4, mientras que el primer Superclásico de la era Profesional se jugó el 24 de septiembre de 2019 con victoria de Boca por 5 a 0. Ambos son los dos clubes más ganadores de la Primera División, han participado prácticamente en todas las definiciones de los campeonatos y son los dos clubes que más temporadas han disputado en Primera División, excepto por Boca que tiene una participación menos, debido a que no estuvo en el Torneo Clausura 2003 por tener a la mayoría del plantel entrenando con la Selección Nacional Argentina.
Desde 1991 las Xeneizes lograron dar la vuelta en tres ocasiones frente a su clásico rival de Nuñez. La primera ocasión fue en la final por el Torneo Femenino de 1998, donde el equipo de la rivera disputa la final contra las millonarias, ganando el encuentro por la mínima en el Estadio del Club Atlético Atlanta.
Luego por el Torneo Femenino de 1999, por aquellos entonces en la ida, "Las Gladiadoras" se consagran campeonas en la última fecha, ganando nuevamente por la mínima. En dicho campeonato Boca salió campeón invicto, ganando 15 partidos de los 15 encuentro jugados, con 139 goles a favor y 11 goles en contra.
El 19 de enero de 2021 luego de un poco más de dos décadas, Boca y River protagonizaron la final del Torneo Transición de 2020 triunfando Boca y convirtiéndose así en el primer campeón de la era Profesional. Dicho encuentro termina ganando Boca Juniors por 7 goles a 0.

#### Historial estadístico de los Superclásicos
Para confeccionar esta tabla de historial, se toman en cuenta todos los partidos oficiales y amistosos reconocidos por AFA y Conmebol, más todos los datos recopilados del amateurismo. Cuando un partido es definido por penales se otorga el resultado saliente de los 90 minutos (o 120 si hubo prórroga) de juego, más allá del ganador final, y no se agregan a la tabla de goles los tantos convertidos en la definición. Boca Juniors domina el historial, y supera a River Plate por 27 partidos.
Por Torneos Oficiales disputaron 70 partidos, de los cuales el Apertura 2008 no se jugó y se le aplicó a River Plate el ART 109 otorgándole el partido ganado al Club Atlético Boca Juniors.
El único partido amistoso se llevó a cabo en un torneo verano, dentro de un triangular llamada "Copa La Pedrera" donde "Las Gladiadoras" se impusieron en la final frente a River Plate. De esta manera queda conformado un total de 71 Superclásicos.
Se logra realizar el Historial completo entre Boca Juniors y River Plate a partir de diversos medios de comunicación entre ellos Gladiadoras Xeneizes.com brindando citas y referencias de los Superclásicos y con la colaboración del Departamento de Historia de Club Atlético Boca Juniors.
Historial de los Superclásicos
| Partidos oficiales (1991 - Act.) | Partidos oficiales (1991 - Act.) | Partidos oficiales (1991 - Act.) | Partidos oficiales (1991 - Act.) | Partidos oficiales (1991 - Act.) | Partidos oficiales (1991 - Act.) | Partidos oficiales (1991 - Act.) | Partidos oficiales (1991 - Act.) |
| N.°                              | Fecha                            | Campeonato | Local | Resultado | Visitante | Cancha |                                  |
| -------------------------------- | -------------------------------- | --- | --- | --- | --- | --- | -------------------------------- |
| 1                                | 15 de diciembre de 1991          | Campeonato 1991 | Boca Juniors | 4 - 4 | River Plate | Boca Juniors (Auxiliar) |                                  |
| 2                                | 9 de agosto de 1992              | Campeonato 1992 (Ida) | River Plate | 2 - 0 | Boca Juniors | Excursionistas |                                  |
| 3                                | 1 de noviembre de 1992           | Campeonato 1992 (Vuelta) | Boca Juniors | 2 - 0 | River Plate | Boca Juniors (Auxiliar) |                                  |
| 4                                | 6 de junio de 1993               | Campeonato 1993 (Ida) | Boca Juniors | 1 - 2 | River Plate | Boca Juniors (Auxiliar) |                                  |
| 5                                | 15 de agosto de 1993             | Campeonato 1993 (Vuelta) | River Plate | 2 - 1 | Boca Juniors | River Plate (Auxiliar) |                                  |
| 6                                | 5 de junio de 1994               | Campeonato 1994 (Ida) | Boca Juniors | 2 - 3 | River Plate | Boca Juniors (Auxiliar) |                                  |
| 7                                | 23 de julio de 1994              | Campeonato 1994 (Vuelta) | River Plate | 3 - 1 | Boca Juniors | River Plate (Auxiliar) |                                  |
| 8                                | 17 de septiembre de 1994         | Campeonato 1994 (Tercer partido) | Boca Juniors | 0 - 1 | River Plate | Boca Juniors (Auxiliar) |                                  |
| 9                                | 11 de junio de 1995              | Campeonato 1995 (Ida) | Boca Juniors | 1 - 1 | River Plate | Boca Juniors (Auxiliar) |                                  |
| 10                               | 13 de agosto de 1995             | Campeonato 1995 (Vuelta) | River Plate | 2 - 1 | Boca Juniors | River Plate (Auxiliar) |                                  |
| 11                               | 17 de noviembre de 1996          | Campeonato 1996 (Ida) | River Plate | 2 - 1 | Boca Juniors | Defensores de Belgrano |                                  |
| 12                               | 22 de diciembre de 1996          | Campeonato 1996 (Vuelta) | Boca Juniors | 2 - 1 | River Plate | |                                  |
| 13                               | 2 de agosto de 1997              | Campeonato 1997 (Inter Zonal) | River Plate | 1 - 1 | Boca Juniors | Defensores de Belgrano |                                  |
| 14                               | 19 de octubre de 1997            | Campeonato 1997 | Boca Juniors | 0 - 4 | River Plate | All Boys |                                  |
| 15                               | 4 de abril de 1998               | Campeonato 1997 (Hexagonal Final) | River Plate | 3 - 0 | Boca Juniors | All Boys |                                  |
| 16                               | 14 de mayo de 1999               | Campeonato 1998 (Final) | Boca Juniors | 1 - 0 | River Plate | Atlanta |                                  |
| 17                               | 14 de agosto de 1999             | Campeonato 1999 | Boca Juniors | 2 - 1 | River Plate | |                                  |
| 18                               | 24 de septiembre de 2000         | Campeonato 2000-01 (Ida) | Boca Juniors | 1 - 0 | River Plate | |                                  |
| 19                               | 22 de abril de 2001              | Campeonato 2000-01 (Vuelta) | River Plate | 0 - 5 | Boca Juniors | |                                  |
| 20                               | 11 de agosto de 2021             | Torneo Apertura 2001 | River Plate | 0 - 3 | Boca Juniors | Luz y Fuerza |                                  |
| 21                               |                                  | Torneo Clausura 2002 | Boca Juniors | 1 - 1 | River Plate | |                                  |
| 22                               |                                  | Torneo Apertura 2002 | River Plate | 2 - 1 | Boca Juniors | |                                  |
| X                                |                                  | Torneo Clausura 2003 (no hubo superclásico, Boca Juniors no participó por tener a casi todo el plantel abocado a la Selección Argentina que disputaba el Sudamericano) | Torneo Clausura 2003 (no hubo superclásico, Boca Juniors no participó por tener a casi todo el plantel abocado a la Selección Argentina que disputaba el Sudamericano) | Torneo Clausura 2003 (no hubo superclásico, Boca Juniors no participó por tener a casi todo el plantel abocado a la Selección Argentina que disputaba el Sudamericano) | Torneo Clausura 2003 (no hubo superclásico, Boca Juniors no participó por tener a casi todo el plantel abocado a la Selección Argentina que disputaba el Sudamericano) | Torneo Clausura 2003 (no hubo superclásico, Boca Juniors no participó por tener a casi todo el plantel abocado a la Selección Argentina que disputaba el Sudamericano) |                                  |
| 23                               | 3 de diciembre de 2003           | Torneo Apertura 2003 | River Plate | 3 - 2 | Boca Juniors | |                                  |
| 24                               | 25 de julio de 2004              | Torneo Clausura 2004 | Boca Juniors | 3 - 2 | River Plate | Casa Amarilla |                                  |
| 25                               | 11 de diciembre de 2004          | Torneo Apertura 2004 | River Plate | 1 - 6 | Boca Juniors | Platense Auxiliar |                                  |
| 26                               | 30 de julio de 2005              | Torneo Clausura 2005 (Superclásico con la mayor cantidad de tantos) | Boca Juniors | 8 - 3 | River Plate | Casa Amarilla |                                  |
| 27                               | 18 de septiembre de 2005         | Torneo Apertura 2005 | Boca Juniors | 4 - 2 | River Plate | |                                  |
| 28                               | 11 de mayo de 2006               | Torneo Clausura 2006 | River Plate | 1 - 2 | Boca Juniors | |                                  |
| 29                               | 9 de diciembre de 2006           | Torneo Apertura 2006 | River Plate | 2 - 3 | Boca Juniors | |                                  |
| 30                               | 27 de mayo de 2007               | Torneo Clausura 2007 | Boca Juniors | 2 - 0 | River Plate | |                                  |
| 31                               | 18 de noviembre de 2007          | Torneo Apertura 2007 | River Plate | 3 - 4 | Boca Juniors | |                                  |
| 32                               | 18 de mayo de 2008               | Torneo Clausura 2008 | Boca Juniors | 3 - 1 | River Plate | |                                  |
| 33                               |                                  | Torneo Apertura 2008 (AFA - Otorgó el partido como ganado a Boca Juniors)                                                                                              | Boca Juniors | 1 - 0 | River Plate | |                                  |
| 34                               | 7 de junio de 2009               | Torneo Clausura 2009 | River Plate | 1 - 2 | Boca Juniors | |                                  |
| 35                               | 18 de noviembre de 2009          | Torneo Apertura 2009 | River Plate | 2 - 4 | Boca Juniors | |                                  |
| 36                               | 18 de abril de 2010              | Torneo Clausura 2010 | River Plate | 1 - 1 | Boca Juniors | |                                  |
| 37                               | 29 de julio de 2010              | Torneo Clausura 2010 (Desempate) | River Plate | 2 - 0 | Boca Juniors | Cancha neutral |                                  |
| 38                               | 1 de agosto de 2010              | Clasificación Copa Libertadores 2010 (Desempate) | Boca Juniors | 5 - 0 | River Plate | Casa Amarilla |                                  |
| 39                               | 4 de agosto de 2010              | Clasificación Copa Libertadores 2010 (Desempate) | River Plate | 0 - 1 | Boca Juniors | River Plate (Auxiliar) |                                  |
| 40                               | 12 de diciembre de 2010          | Torneo Apertura 2010 | River Plate | 0 - 0 | Boca Juniors | |                                  |
| 41                               | 4 de junio de 2011               | Torneo Clausura 2011 | Boca Juniors | 3 - 0 | River Plate | |                                  |
| 42                               | 27 de noviembre de 2011          | Torneo Apertura 2011 | River Plate | 1 - 4 | Boca Juniors | |                                  |
| 43                               | 3 de junio de 2012               | Torneo Clausura 2012 | Boca Juniors | 2 - 0 | River Plate | |                                  |
| 44                               | 29 de septiembre de 2012         | Torneo Apertura 2012 | Boca Juniors | 3 - 1 | River Plate | |                                  |
| 45                               | 27 de abril de 2013              | Torneo Apertura 2012 (Desempate) | Boca Juniors | 3 - 1 | River Plate | All Boys |                                  |
| 46                               | 19 de mayo de 2013               | Torneo Clausura 2013 | River Plate | 0 - 2 | Boca Juniors | |                                  |
| 47                               | 8 de diciembre de 2013           | Torneo Inicial 2013 | River Plate | 1 - 1 | Boca Juniors | |                                  |
| 48                               | 27 de julio de 2014              | Torneo Final 2014 | Boca Juniors | 4 - 0 | River Plate | |                                  |
| 49                               | 9 de mayo de 2015                | Campeonato 2015 | River Plate | 0 - 0 | Boca Juniors | |                                  |
| 50                               | 26 de mayo de 2016               | Campeonato 2016 | Boca Juniors | 1 - 1 | River Plate | Casa Amarilla |                                  |
| 51                               | 26 de junio de 2016              | Campeonato 2016 | River Plate | 1 - 3 | Boca Juniors | River (Pedernera) |                                  |
| 52                               | 13 de noviembre de 2016          | Campeonato 2016-17 (Ida) | River Plate | 0 - 0 | Boca Juniors | River (Pedernera) |                                  |
| 53                               | 29 de abril de 2017              | Campeonato 2016-17 (Vuelta) | Boca Juniors | 2 - 1 | River Plate | Casa Amarilla |                                  |
| 54                               | 3 de septiembre de 2017          | Campeonato 2017-18 (Ida) | Boca Juniors | 2 - 0 | River Plate | Casa Amarilla |                                  |
| 55                               | 11 de febrero de 2018            | Campeonato 2017-18 (Vuelta) | River Plate | 0 - 0 | Boca Juniors | River (Ezeiza) |                                  |
| 56                               | 16 de septiembre de 2018         | Campeonato 2018-19 (Inter Zonal) | Boca Juniors | 1 - 1 | River Plate | Casa Amarilla |                                  |
| 57                               | 16 de diciembre de 2018          | Campeonato 2018-19 (Inter Zonal) | River Plate | 0 - 3 | Boca Juniors | River (Ezeiza) |                                  |
| 58                               | 9 de febrero de 2019             | Campeonato 2018-19 (Ida) | River Plate | 3 - 1 | Boca Juniors | River (Pedernera) |                                  |
| 59                               | 2 de mayo de 2019                | Campeonato 2018-19 (Vuelta) | Boca Juniors | 3 - 1 | River Plate | Casa Amarilla |                                  |
| 60                               | 22 de septiembre de 2019         | Campeonato 2019-20 (Ida) | Boca Juniors | 5 - 0 | River Plate | La Bombonera |                                  |
| 61                               | 19 de enero de 2020              | Torneo Transición 2020 (Final) (Máxima goleada en los Superclásicos)                                                                                                   | Boca Juniors | 7 - 0 | River Plate | Vélez Sarsfield |                                  |
| 62                               | 10 de julio de 2021              | Torneo Apertura 2021 (Semifinal) | Boca Juniors | 2 - 2 (3 - 2 p.) | River Plate | Deportivo Morón |                                  |
| 63                               | 20 de noviembre de 2021          | Torneo Clausura 2021 (Semifinal) | River Plate | 0 - 3 | Boca Juniors | Estudiantes de Buenos Aires |                                  |
| 64                               | 27 de marzo de 2022              | Campeonato 2022 | River Plate | 1 - 1 | Boca Juniors | Monumental |                                  |
| 65                               | 2 de abril de 2023               | Campeonato 2023 | Boca Juniors | 3 - 0 | River Plate | La Bombonera |                                  |
| 66                               | 15 de septiembre de 2023         | Copa de la Liga 2023 | River Plate | 1 - 3 | Boca Juniors | River (Ezeiza) |                                  |
| 67                               | 10 de marzo de 2024              | Torneo Apertura 2024 | River Plate | 0 - 2 | Boca Juniors | River (Ezeiza) |                                  |
| 68                               | 21 de noviembre de 2024          | Torneo Clausura 2024 | Boca Juniors | 4 - 1 | River Plate | Casa Amarilla |                                  |
| 69                               | 15 de febrero de 2025            | Primer Torneo 2025 | Boca Juniors | 2 - 2 | River Plate | Casa Amarilla |                                  |
| 70                               | 21 de febrero de 2025            | Copa Federal 2024 | Boca Juniors | 1 - 0 | River Plate | República de Italia de Ciudad Evita |                                  |

| Partido amistoso (2020) | Partido amistoso (2020) | Partido amistoso (2020)                         | Partido amistoso (2020) | Partido amistoso (2020) | Partido amistoso (2020) | Partido amistoso (2020) | Partido amistoso (2020) |
| N.°                     | Fecha                   | Campeonato                                      | Local                   | Resultado               | Visitante               | Cancha                  |                         |
| ----------------------- | ----------------------- | ----------------------------------------------- | ----------------------- | ----------------------- | ----------------------- | ----------------------- | ----------------------- |
| 1                       | 29 de enero de 2020     | Copa La Pedrera (Triangular Torneo Verano 2020) | River Plate             | 0 - 2                   | Boca Juniors            | La Pedrera (San Luis)   |                         |

| Rival: River Plate | P.J. | P.G. | P.E. | P.P. | G.F. | G.C. | D.G. | EFT     |
| ------------------ | ---- | ---- | ---- | ---- | ---- | ---- | ---- | ------- |
| Partidos oficiales | 70   | 41   | 15   | 14   | 153  | 78   | +75  | 65,71%  |
| Partido amistoso   | 1    | 1    | 0    | 0    | 2    | 0    | +2   | 100,00% |
| Total              | 71   | 42   | 15   | 14   | 155  | 78   | +77  | 66,20%  |

#### Últimos y próximo partido
- Partidos jugados en los últimos 12 meses y los próximos encuentros.

| 68. Torneo Clausura 2024; 21 de noviembre de 2024 | Boca Juniors                                 | 4:1     | River Plate | Complejo Pedro Pompilio, La Boca |                            |
| 09:00 UTC-03:00                                   | - Baccaro 11' - Núñez 38', 68' - Morán 90+3' | Reporte | - Díaz 35'  | Árbitra: Antonella Álvarez       | Árbitra: Antonella Álvarez |

| 69. Primer Torneo 2025; 15 de febrero de 2025 | Boca Juniors             | 2:2     | River Plate               | Complejo Pedro Pompilio, La Boca |                             |
| 09:00 UTC-03:00                               | - Núñez 39' - Ormson 44' | Reporte | - Campos 3' - Pereyra 59' | Árbitra: Roberta Echeverría      | Árbitra: Roberta Echeverría |

| 70. Copa Federal 2024; 21 de febrero de 2025 | Boca Juniors       | 1:0     | River Plate | Estadio República de Italia, Ciudad Evita |                            |
| 17:00 UTC-03:00                              | - Ojeda 71' (pen.) | Reporte |             | Árbitra: Antonella Álvarez                | Árbitra: Antonella Álvarez |

### Otras rivalidades
También mantiene rivalidades con San Lorenzo y UAI Urquiza, tradicionalmente fuertes oponentes en el campeonato nacional, y además con los clubes Independiente y Racing Club, heredadas del fútbol masculino.
Historial de los otros clásicos
| Rival       | P.J. | P.G. | P.E. | P.P. | G.F. | G.C. | D.G. | EFT    |
| ----------- | ---- | ---- | ---- | ---- | ---- | ---- | ---- | ------ |
| San Lorenzo | 48   | 33   | 4    | 11   | 120  | 38   | +82  | 71,53% |
| UAI Urquiza | 34   | 20   | 7    | 7    | 87   | 34   | +53  | 65,69% |

Actualizado al último partido jugado: 4 de marzo de 2025.

## Símbolos
| 1911-1914 | 1915-1932 | 1932-1996 | 1996-presente |
|           |           |           |               |

- Referencia:[130]

A lo largo de la historia, Boca ha tenido cuatro escudos.El primero del que se tiene registro surge en 1911, con una forma circular y una franja diagonal que contiene la sigla del club en su interior.
En 1915 aparece un diseño más similar al actual, con una franja horizontal amarilla en el centro. El texto varió entre «CABJ», «C. A. Boca Juniors» y «Boca Juniors».
A partir de la resolución del 18 de octubre de 1932, la insignia lleva estrellas en su interior que representan cada título de Primera División que haya ganado (y que gane en el futuro) Boca Juniors.
En 1996 llega la última y más considerable modificación: la franja amarilla se elimina y se la reemplaza por la sigla «CABJ» en ese color. Actualmente, el escudo cuenta con setenta estrellas, desde que se aprobó mediante asamblea de representantes el 5 de marzo de 2021. Si bien el 15 de junio de 2023 se aprobó la inclusión de setenta y cuatro estrellas en el escudo, aún no se ha presentado un diseño oficial.

### Escudo y sigla actual
Desde el año 1996 a la actualidad, la franja amarilla fue reemplazada por la sigla “CABJ” en el mismo color. Al mes de mayo de 2021, el escudo debiera contar con 70 estrellas, el problema que radica es que estéticamente es imposible poner las 70 estrellas dentro del escudo del club, por lo que Adidas, en el informe que le cedió al club al firmar el convenio es que incluiría solo 50 de estas como un número representativo para Boca Juniors. Sin embargo, este número es menor al que lucía el equipo Xeneize con Nike, su anterior patrocinador, el cual incluía 52 estrellas.
Otro de los motivos por el cual no se agregan más estrellas es que lo debe aprobar la comisión directiva del club. El estatuto de Boca dice en su Artículo 1, inciso 4.º: “El escudo será engalanado con estrellas representativas cada una de campeonatos obtenidos por su primer equipo de fútbol y por acontecimientos deportivos que, por su significación, puedan equipararse. Cada estrella que se agregue al escudo deberá ser aprobada por la Asamblea de Representantes”.
Cumpliendo con la tradición existente desde 1932, según cuenta el periodista Oscar Barnade, se debe a una "semejanza de la costumbre que conservan tradicionalmente algunos pueblos de lucir en su pabellón tantas estrellas como sucesos significativos recuerda su historia”.
Si bien el equipo femenino de Boca Juniors cuenta al día de la fecha con 32 campeonatos que equivaldría a 32 estrellas, se utiliza el mismo escudo del masculino y así en todas las disciplinas del club.
En marzo del 2021, la Revista Four Four Two, realizó el ranking completo del medio británico. Dicha revista confirmó que el escudo de Boca es el más lindo de Sudamérica y entre los 100 mejores escudos del mundo, Boca Juniores ocupa el puesto 18.
En conmemoración a los 40 años del aniversario del campeonato Metropolitano de 1981, la marca Adidas lanzó una camiseta homenaje con las cuatro estrellas ubicadas estratégicamente en el corazón con las iniciales CABJ y la novedad del escudo en la espalda. Esta camiseta es una indumentaria de culto para el hincha de Boca, debido que fue el año en que la vistió Diego Armando Maradona.
La indumentaria respeta el azul como color de base con la tradicional franja amarilla horizontal a la altura del pecho, a la derecha aparece el logo de la marca y sobre la izquierda figuran las siglas del club, enmarcadas en las icónicas estrellas amarillas.
La indumentaria "Xeneize" se completa con un pantalón corto azul con el escudo de estrellas y medias amarillas, tal cual se lucieron en aquel Campeonato Metropolitano ganado el 15 de agosto de 1981.

## Uniformes

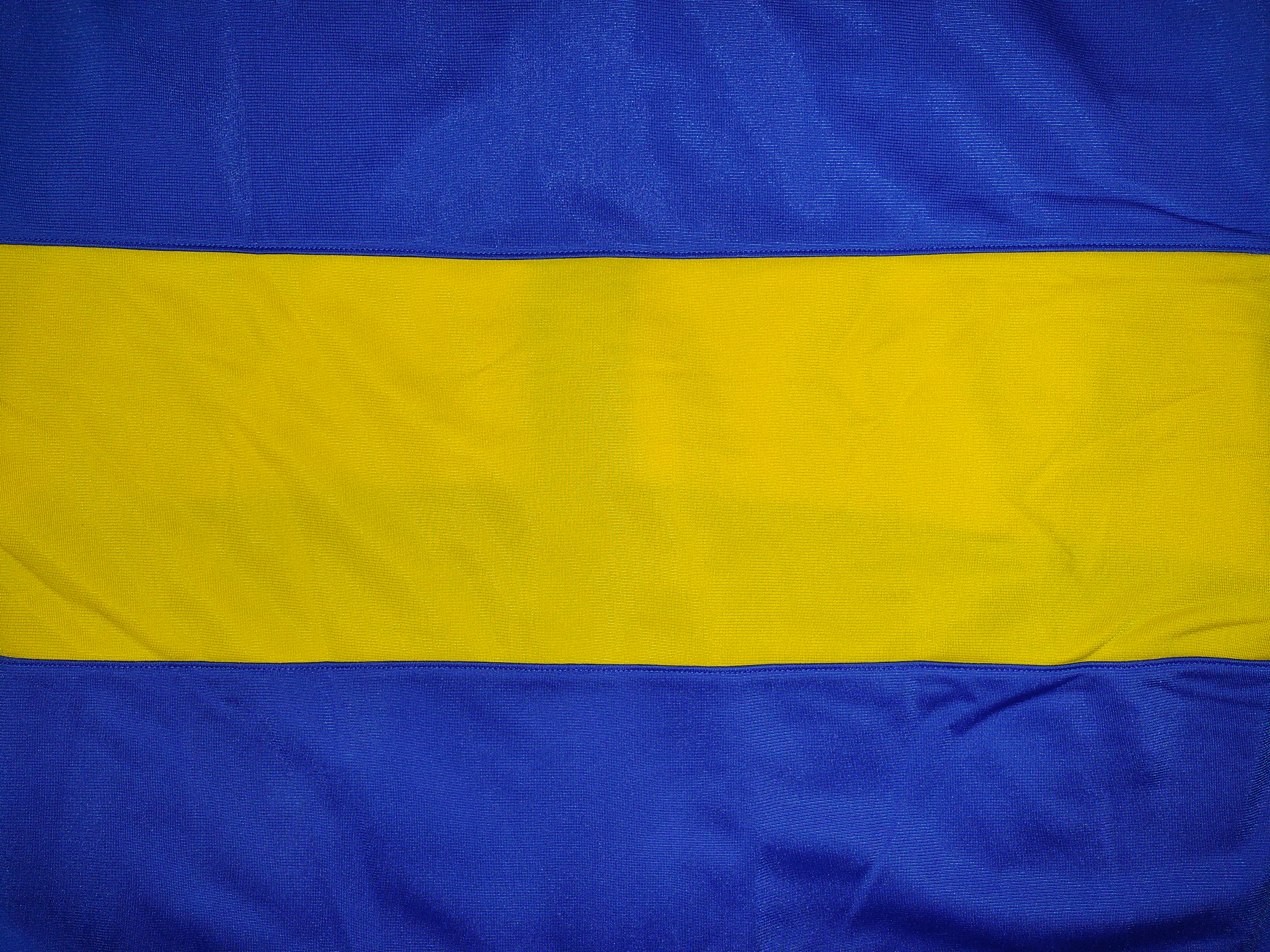
Diseño clásico utilizado en todos los uniformes titulares de Boca Juniors desde 1912.

El uniforme del Club Atlético Boca Juniors se compone de una camiseta y un pantalón de color azul, con una franja horizontal dorada en el medio de la camiseta. Los colores empleados se inspiraron, supuestamente, en los colores de la bandera de Suecia. A falta de un uniforme definitivo, en 1907, el presidente del club en ese entonces, Juan Brichetto, decidió que se utilizarían los colores de la bandera del primer barco que pasase por el puerto de La Boca, la cual resultó ser de Suecia, aunque la franja horizontal se comenzó a usar a partir de 1912. 
Según esta leyenda, recogida en 'Siempre Conectado', Boca vestía originariamente de celeste. Sin embargo, había otro equipo con este mismo tono en aquella época (1907) y ninguno de los dos clubes quiso dar su brazo a torcer. Unos dicen que el equipo en cuestión fue Racing de Avellaneda, mientras que otros achacan su procedencia al barrio de Almagro.
Sea como fuere, este equipo y el 'Xeneize' se retaron en un partido con un solo objetivo: el ganador se quedaría con el celeste como color identificativo, mientras que el derrotado debería buscarse nuevos tintes para escudos, camisetas y demás señas.
El perdedor, según aseguran, fue Boca Juniors, que tuvo que adoptar nuevos colores. Su presidente entonces era Juan Rafael Brichetto y eligió una forma un tanto curiosa de solucionar el problema. Trabajaba como operario en el puerto y pensó que la bandera del siguiente barco que pasase por el muelle determinarían los nuevos colores.

Bandera de Suecia, de la cual se tomaron los colores para el uniforme titular del club.

Al día siguiente de la derrota, Brichetto acudió a su puesto de trabajo y vio cómo el primer barco que hizo presencia fue uno sueco, por lo que adoptó el azul y amarillo de la bandera de Suecia para Boca.
Existe una controversia sobre si la primera camiseta titular de Boca Juniors era de color rosa.
En 1907 se usaron por primera vez los colores azul y amarillo (azul y oro), pero con una línea amarilla en diagonal, inversamente del diseño de River Plate. En 1912, se incluyó por primera vez la franja horizontal amarilla, la cual perduró en el tiempo, ya que permaneció hasta la actualidad. En 1981, con la llegada de la marca alemana Adidas como proveedor, se agregaron por encima de la franja cuatro estrellas amarillas, en cada una de ellas habiendo letras que conformaban la sigla del club, CABJ, aunque estas se quitaron al estrenarse un nuevo modelo en 1985.

### Fútbol Femenino y las indumentarias
En 1989, dos años antes que el fútbol femenino pase a formar parte de AFA, se disputó un campeonato llamado Torneo Metropolitano Femigol, organizado por la Asociación Argentina de Fútbol Femenino. En aquel año no había partidos de Reserva y las mujeres jugaron varios preliminares en La Bombonera con público en las tribunas.
Las futbolistas hasta ese entonces utilizaban el mismo modelo que en el futbol masculino, con la diferencia que por aquellos años no se fabricaba tallas para mujeres.
En lo que respecto a la historia del fútbol femenino, su primer camiseta se remonta al modelo de 1989, auspiciado por la marca alemana.
Hasta 1997/1998 los uniformes que utilizaban las jugadoras de fútbol femenino iban en concordancia con las que utilizaba el equipo masculino, hasta que se produjo un cambio. A partir de 1998 en varios diseños los años de utilización difieren al fútbol masculino debido a que el equipo femenino de Boca Juniors, utilizó por más de dos décadas camisetas diseñadas para hombres y no para mujeres. En otras ocasiones la actualización del conjunto les llegaban entre un año o dos años más tarde y se prolongaba el uso de la misma camiseta por más de una temporada. Esta situación se prolonga hasta el año 2015 donde las jugadoras utilizan la misma indumentaria en consonancia con los hombres y las camisetas empiezan a ser presentadas oficialmente por las mismas jugadoras que representan a la institución xeneize y no por modelos o personas ajenas al club.
- 1989-1991: Se utiliza la camiseta tradicional, de marca alemana con medias amarillas
- 1991-1992: Mismo conjunto que la edición anterior, con la diferencia que las medias pasan a ser de color azul
- 1993-1995: Boca Juniors cambia de marca de camiseta a Olan y el azul so torna más oscuro.
- 1995-1996: La institución mantiene la marca de camiseta Olan, predomina el azul oscuro con la diferencia de detalles amarillos en las mangas y en el pantalón del lado derecho. Además de que el escudo estaba puesto sobre un fondo blanco.
- 1996-1999: Se produjo un cambio polémico: entre el azul y el amarillo, se agregaron dos líneas blancas; una por debajo y otra por encima de la franja.
- 1999-2001: Se quitaron las franjas blancas y la franja amarilla se volvió 33 cm más ancha.
- 2001-2003: La franja amarilla volvió a sus medidas originales y el azul se mostró en un tono más claro.
- 2003-2005: Se le agregó una franja color azul oscuro a los costados que iba desde las mangas hasta donde termina.
- 2005-2006: Se eliminó el agregado amarillo de la espalda y se empleó una tela azul semitransparente.
- 2006-2008: Se adoptó, con motivo del centenario del club, dentro de la franja amarilla, un símbolo como referente de este primer siglo de vida: una X azul y amarilla.
- 2008-2011: La camiseta volvió a su diseño tradicional, con el azul oscuro y la franja amarilla horizontal que recorre toda la camiseta.
- 2011-2012: Se adoptó una camiseta similar a la utilizada en el año 2000: banda amarilla tradicional y azul claro. La franja amarilla cubría únicamente la parte delantera de la camiseta.
- 2013-2015: La camiseta volvió a adoptar el color azul oscuro, y la franja amarilla recorría la totalidad de la camiseta.
- 2013: "Las Gladiadoras" durante la Copa Libertadores Femenina fueron las primeras que utilizaron la camiseta rosa. Existe una controversia sobre si la primera camiseta titular de Boca Juniors era de color rosa. La camiseta es completamente rosa, con pequeños detalles azules.[151][152]
- 2016-2017: La camiseta sigue con el azul oscuro pero con la diferencia que la franja amarilla se encuentra unos centímetros por encima del pecho y pasa a ser más angosta y con medias amarillas.
- 2017-2018: El tono de azul si bien sigue siendo más oscuro, se torna algo más claro, la franja sigue siendo angosta que la edición anterior pero a la altura del pecho como lo es tradicionalmente y vuelven las medias azules. Los pantalones tienen al costado franjas verticales amarillas.
- 2018-219: Camisa similar al modelo 17/18 pero la franja amarilla se ensancha unos centímetros, se retira las líneas verticales de los pantalones y cambia el modelo de las medias.
- 2019: Es la última camiseta de la marca de Estados Unidos. La camiseta de boca pasa a ser un estilo tradicional, con una franja amarilla más ancha parecida al modelo 2001-2003, con bordes en las mangas y cuellos amarillos en escote en V, con medias amarillas
- 2020: Boca Juniors vuelve a vestir la marca alemana que lo acompañó desde 1980 hasta 1996. El color azul se vuelve más claro, la franja amarilla recorre toda la camiseta, con sus tres líneas amarillas en las mangas y en los pantalones de forma vertical y medias azules.

### Diferenciara de Indumentaria entre equipo femenino y masculino
- La edición de 1998-1999 que utilizó el masculino, las jugadoras la utilizaron durante dos temporadas entre 1999 y 2001
- La camiseta que el equipo masculino utilizó en el 2003, "Las Gladiadoras" la utilizaron por tres años durante el 2001, 2002 y 2003.
- La camiseta edición 2001, el equipo femenino lo utiliza recién en el 2003 hasta el 2005.
- La edición que el masculino utiliza en el 2003, el equipo femenino la utiliza en el 2005 y 2006.
- La edición masculina de la camiseta 2005/2006  "Las Gladiadoras" comienzan a vestirla entre el 2006 y 2008
- En el año 2010-2011 "Las Gladiadoras" vuelven a utilizar el mismo uniforme que en el año 2008.

- Durante el año 2011 - 2012 en uno de los partidos Boca alterna las medias con el uniforme del 2003.

- Durante el período 2013 - 2015 las jugadoras utilizan el mismo conjunto.
- En varias ediciones de la indumentaria que le llegaba a las jugadoras, las franjas no contenían publicidad, y de figurar logos publicitarios eran diferentes a los del equipo masculino.

Las ediciones que utilizó el masculino y las diferencias se pueden observar en Uniforme del Club Atlético Boca Juniors en la sección indumentaria titular y suplente y observar las diferencias de años con base en la indumentaria que utiliza el equipo de jugadores y el equipo de jugadoras del club.

### Indumentaria actual
| Jugadores de campo | Jugadores de campo | Jugadores de campo | Arquero | Arquero     | Arquero | Entrenamiento | Entrenamiento |
| Titular            | Alternativo        | Tercero            | Titular | Alternativo | Tercero | Titular       | Alternativo   |
| ------------------ | ------------------ | ------------------ | ------- | ----------- | ------- | ------------- | ------------- |
|                    |                    |                    |         |             |         |               |               |

### Uniforme titular
| (1989-1991) | (1991-1992) | (1993-1995) | (1995-1996) | (1996-1999) | (1999-2001) | (2001-2003) | (2003-2005) | (2005-2006) |

| (2006-2008) | (2008-2009) | (2009-2010) | (2010-2011) | (2011) | (2011-2012) | (2013-2015) | (2015) | (2016) |

| (2016-2017) | (2017-2018) | (2018-2019) | (2019) | (2020-2021) | (2022-2023) | (2023) | (2024) |

### Uniforme suplente
| (1989-1991) | (1992) | (1992-1993) | (1993-1996) | (1996-1999) | (1999-2001) | (2001-2003) | (2003-2005) | (2005-2006) |

| (2006-2008) | (2008-2011) | (2009-2010) | (2010-2011) | (2011) | (2011-2012) | (2013-2015) | (2013-2014) | (2016) |

| (2016-2017) | (2017-2018) | (2018-2019) | (2019) | (2020-2021) | (2021-2022) | (2022-2023) | (2022-2023) | (2023) |

| (2023-2024) | (2024) | (2024) | (2025) |

## Infraestructura

### Estadio
Desde su fundación, el club peregrinó por distintos campos de juego, casi todos ellos ubicados en el barrio de La Boca. La excepción ocurrió en 1914, año en que se consiguió un predio en la localidad de Wilde. La mudanza fue tenazmente resistida por los simpatizantes, al punto de que 1300 de los 1600 socios con que contaba Boca decidieron dejar de pagar su cuota mensual, bajando su popularidad. Inmediatamente se decidió la vuelta a La Boca, concretada en 1916. El campo ubicado en la calle Ministro Brin (Estadio Ministro Brin y Senguel) fue utilizado hasta 1924, año en el que se inauguró el Estadio Brandsen y Del Crucero de tablones en Brandsen y Del Crucero (actualmente Del Valle Iberlucea), utilizado hasta 1937, año en el que se comenzó a pensar en la construcción de La Bombonera. Dicho estadio fue sede del Campeonato Sudamericano 1925, Campeonato Sudamericano 1937 y Campeonato Sudamericano 1946 (actualmente conocido como Copa América). Durante la construcción del actual estadio el equipo jugó como local en el estadio Arquitecto Ricardo Etcheverri, propiedad del Club Ferro Carril Oeste.
El 25 de mayo de 1940 se inauguró oficialmente La Bombonera. Muchos años después, Alberto J. Armando prometió inaugurar el 25 de mayo de 1975 un nuevo y fabuloso estadio en la Ciudad Deportiva de Boca Juniors, destinado a ser sede de la Copa Mundial de Fútbol de 1978. Sin embargo llegó la fecha y la obra estaba apenas empezada, paralizada y abandonada, debido a una gran crisis económica que afectó a la Argentina en general y al club en particular.
En 1996, Mauricio Macri remodeló el estadio demoliendo los antiguos palcos que daban a la calle Del Valle Iberlucea, reemplazándolos por una pequeña tribuna. Sobre la misma se construyeron los nuevos palcos, esta vez hechos de estructura metálica. Esta remodelación elevó la capacidad del estadio a 57.395 espectadores.
Por una reglamentación de la FIFA, desde 2007 todos los espectadores deben contar con un asiento, lo que redujo notablemente la capacidad del estadio. Debido a ello, se evaluaron alternativas como una posible mudanza o una ampliación.
En febrero del 2021 durante la pandemia, hicieron varias remodelaciones estéticas y que mejoran la experiencia del hincha en el estadio que tanto los representa. Se retiró los alambrados de la tercera Bandeja Sur, donde antes asistía la parcialidad visitante, para mejorar la visión de los hinchas.
Las modificaciones continuaron con quitar todo lo que se interponga entre los hinchas y el campo de juego, al estilo europeo, para que puedan ver de la mejor manera a su equipo. El primer paso se dio con los acrílicos de la platea baja.
Además de las mejoras para la visual de los boquenses, también se realizaron varios retoques estéticos a La Bombonera: se pintó de azul con una franja amarilla, de la misma forma que la camiseta, el exterior del estadio y por dentro se pintaron algunas populares. Además, se hizo un cambio total de butacas en la platea baja, donde se reemplazaron las celestes por el mismo azul que está en el resto de la cancha. Y también se mejoraron las cabinas de transmisión, con algunas mejoras tecnológicas.
Desde el club hicieron una reestructuración de asientos, convirtieron una parte de la Platea K en popular, como era hace unos años.
En mayo del 2022 las renovaciones continuaron desde la nueva dirigencia a cargo de Jorge Amor Ameal y Juan Román Riquelme. El vestuario local fue remodelado por completo, luego le realizaron trabajos de drenaje al campo de juego y se realizó una remodelación integral y puesta en valor del pasillo que conecta los vestuarios de la Bombonera. Otra puesta en escena en ese pasillo son las estatuas de los máximos ídolos del club, entre murales y las 6 copas Libertadores de América ganada por la institución.
- Fue distinguido como «el mejor estadio de fútbol del mundo» por la prestigiosa revista inglesa FourFourTwo. Superando en la elección a otros estadios de renombre mundial como el Camp Nou (FC Barcelona), Wembley, Estadio Azteca, San Siro (AC Milan y FC Internazionale), Maracaná, Signal Iduna Park (Borussia Dortmund), Santiago Bernabeu (Real Madrid), Old Trafford (Manchester United) y Allianz Arena (Bayern Múnich), entre otros.[157]

- El sitio web estadounidense Bleacher Report, la ubicó en el puesto 47, entre los 52 estadios deportivos del mundo, que hay que visitar antes de morir. Describiéndolo como «un estadio de forma única, del que se dice que late como un corazón, por la influencia de las gradas durante los partidos. La intimidación en su máxima expresión». Cabe mencionar que fue el único estadio argentino dentro del ranking, y uno de los dos únicos de Sudamérica (el otro fue el Maracaná de Brasil).[158]

- Según un informe del diario inglés The Times en 2009, es el mejor estadio de América y el 7.º a nivel mundial.

- Es el sexto estadio con mayor capacidad del fútbol argentino.

- Fue utilizado como localía de la selección de fútbol de Argentina durante las décadas de los 20, 30, 50, 60, 70, 90, y en 2012, 2017, 2018 y 2020.

- Además, la selección argentina nunca ha perdido un partido oficial (disputó 16) haciendo de local en La Bombonera. Fue sede del Sudamericano de 1925 en el que Argentina se coronó campeón. Asimismo, aquí se disputaron los 2 partidos de las Eliminatorias para el Mundial de 1970, y pese a no perder ninguno, la selección no clasificó al Mundial.

- En este estadio se disputaron cuatro finales de la Copa Intercontinental y once finales de la Copa Libertadores de América (récord).

- Tiene la mayor media de asistencia del fútbol argentino, con 42 000 espectadores.

- Allí se jugó el Superclásico de las Américas 2012, disputado entre las selecciones de Argentina y Brasil, el 21 de noviembre de dicho año, con victoria de los locales por 2 a 1, aunque los visitantes triunfaron en el desempate por penales

### Complejo Pedro Pompilio

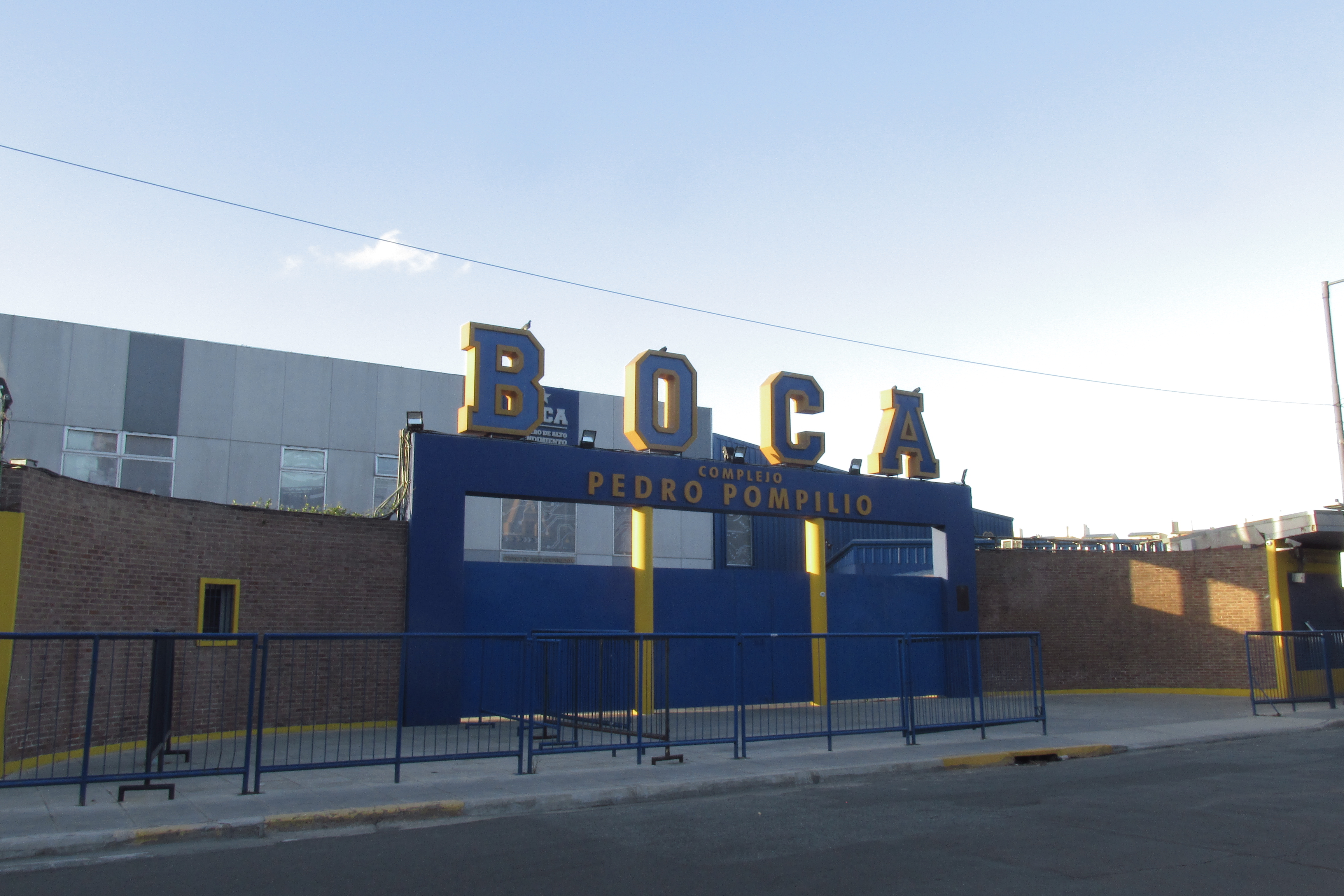
Entrada al Complejo Pedro Pompillo

El Complejo Pedro Pompilio es el predio utilizado por "Las Gladiadoras" aparte de también ser usado por el club para entrenar a sus juveniles. La Bombonera o el Estadio Alberto J. Armando solo es usado por el equipo masculino de fútbol a pesar de varios reclamos de las jugadoras y organizaciones feministas, no solo de la misma institución, sino de los demás clubes con el propósito de una igualdad de derechos. Se llama Pedro Pompilio en honor al 31.º presidente del club (desde el 4 de diciembre de 2007 hasta su fallecimiento, el 30 de octubre de 2008).
EL Complejo Casa Amarilla Pedro Pompilio está situado en: Calle Wenceslao Villafañe y Calle Del Valle Iberlucea, La Boca, Ciudad de Buenos Aires, Argentina.
El Complejo Deportivo cuenta con: 
- 2 canchas, una de césped natural y 1 de césped artificial (homologado por FIFA en su categoría más alta).
- Vestuarios completos.
- Departamento médico.
- Utilería.

### Alojamiento
- Complejo Habitacional Gustavo Eberto
- Habitaciones dobles en suite con aire acondicionado frío /calor, WiFi y TV por cable.
- Servicio de comidas diseñadas especialmente para deportistas: Desayuno continental, Almuerzo, Merienda y cena.
- Cocina dentro del Complejo.
- Amplio salón de comidas.
- Sala de estudio.
- Sala de juegos.
- Servicio de Wi Fi en todo el complejo.
- Estacionamiento.[160]

### Museo
El Museo de la Pasión Boquense fue inaugurado el 3 de abril de 2001. Se encuentra ubicado dentro de las instalaciones del estadio de Boca Juniors.
El 8 de marzo del 2019 en el marco del Día Internacional de la Mujer el Club Atlético Boca Juniors llevó a cabo en el Museo un evento para todas las mujeres que integran el club. Dentro del mismo evento, la institución le rindió un homenaje presentando a la primera mujer que ingresará al Museo de la Pasión Boquense. Se trata de Marcela Lesich, exjugadora y entrenadora del equipo femenino de fútbol de Boca.
Lesich fue campeona en su etapa como futbolista, también como directora técnica del plantel femenino del club y como delegada, llegando a conseguir 20 títulos en total. Falleció en octubre de 2018 dejando un importante legado en la disciplina.
Como parte de la ceremonia, hablaron ex dirigidas por la multicampeona, como Camila Gómez Ares y Fabiana Vallejos, además de contar con la presencia de todo el plantel del fútbol femenino. Como cierre de la ceremonia, En el Auditorio del Museo de la Pasión Boquense fue descubierta la gigantografía de la exjugadora, delegada y DT.

## Partidos en La Bombonera
Desde distintos sectores que rodean al mundo Boca, como la "Secretaría de la Mujer de Lxs Xeneizes de La Plata",  varias agrupaciones y diversos medios de comunicación, (entre ellos  "Gladiadoras Xeneizes" que en el año 2022 cumplió una década cubriendo el fútbol femenino del club), comenzaron a realizarse reclamos y campañas para que las jugadoras tengan el mismo derecho que el fútbol masculino a jugar en su estadio "La Bombonera". 
En el año 2017, las jugadoras acompañaron al equipo masculino de primera división y realizaron un pasillo para el recibimiento por iniciativa de la dirigencia del Club- En esa oportunidad, los medios partidarios reconocieron la iniciativa pero reclamaron que la próxima vez que el equipo femenino pisara el césped del estadio debía ser jugando. Por otro lado, a nivel oficial, Boca no destacó el momento en sus redes sociales, algo que hubiese contribuido mucho a colaborar con la visibilización de las futbolistas. 
Recién en marzo del 2019 las jugadoras tendrían la oportunidad de volver a ser vistas en La Bombonera, durante la previa del masculino que enfrentaba a San Lorenzo de Almagro.
El 6 de marzo de 2019, días antes del encuentro, el equipo femenino de fútbol tenía su gráfica en la Bombonera y pasaba a tener su propio mural en las inmediaciones del club. Distintos medios periodísticos e hinchas Xeneizes incluían el hashtag #gladiadorasenlabombonera en sus redes sociales, en señal de apoyo al reclamo de las jugadoras.
El mismo día del partido, carteles y panfletos realizados por la "Secretaría de la Mujer de Lxs Xeneizes de La Plata" se pronunciaban con la consigna  “Si a tu fútbol lo cuida la policía, nuestro fútbol es alegría, es disidente, es feminista” y “La pelota no tiene heterónoma”.
El director técnico de Las Gladiadoras antes de que las jugadoras salgan al campo de juego dijo: “Los sueños se cumplen, se hacen realidad y la realidad se tiene que hacer habitualidad”. El partido logró la visibilidad necesaria y hasta llegó a ser televisado por TNT Sports.
El evento representaba el resultado de una larga lucha y trabajo por partes de quienes apoyaban el fútbol femenino profesional y buscaban lograr visibilidad e igualdad de condiciones. El fútbol estaba dejando de ser un espacio reservado exclusivamente para hombres, se disputaban los lugares de pertenencia, la visibilidad y el reconocimiento.
Con el paso del tiempo este suceso demostraría ser solo un avance temporal. Aunque luego del 2019 se jugaron un par de partidos más en el estadio Alberto J. Armando,   "Las Gladiadoras" siguen hasta hoy jugando en el Complejo Pedro Pompillo, lugar que se encuentra detrás de las populares de "Casa Amarilla". Debido a la visibilidad en estos últimos años, la tribuna con capacidad para 1000 personas en el complejo queda pequeña, problema que deberá resolver el club, debido a una mayor asistencia del público y poca capacidad.

### El regreso a La Bombonera
El 31 de octubre del 2021 Las Gladiadoras regresaron al estadio Alberto J. Armando para jugar nuevamente un partido por la novena fecha y última de la fase regular, del torneo Clausura del fútbol femenino de Primera División.
Las Gladiadoras volvían a disputar un partido oficial en La Bombonera luego de más de dos años (victoria por 5-0 en el primer superclásico de la era semiprofesional frente a River Plate por 5-0 por el Torneo Rexona 2019). La particularidad del evento es que los hinchas asistieron al espectáculo y sería el principio del retorno a eventos debido a las restricciones por la pandemia. 
Las Xeneizes realizó el gasto durante los primeros cuarenta y cinco minutos, lapso en el que marcó sus cuatro tantos por intermedio de Andrea Ojeda, Camila Gómez Ares (2) y Fabiana Vallejos.
En la segunda parte reaccionó el conjunto visitante que logró descontar por medio de Lourdes Loza y Emilce Acosta.

### Definición del Torneo Femenino entre Boca y UAI Urquiza

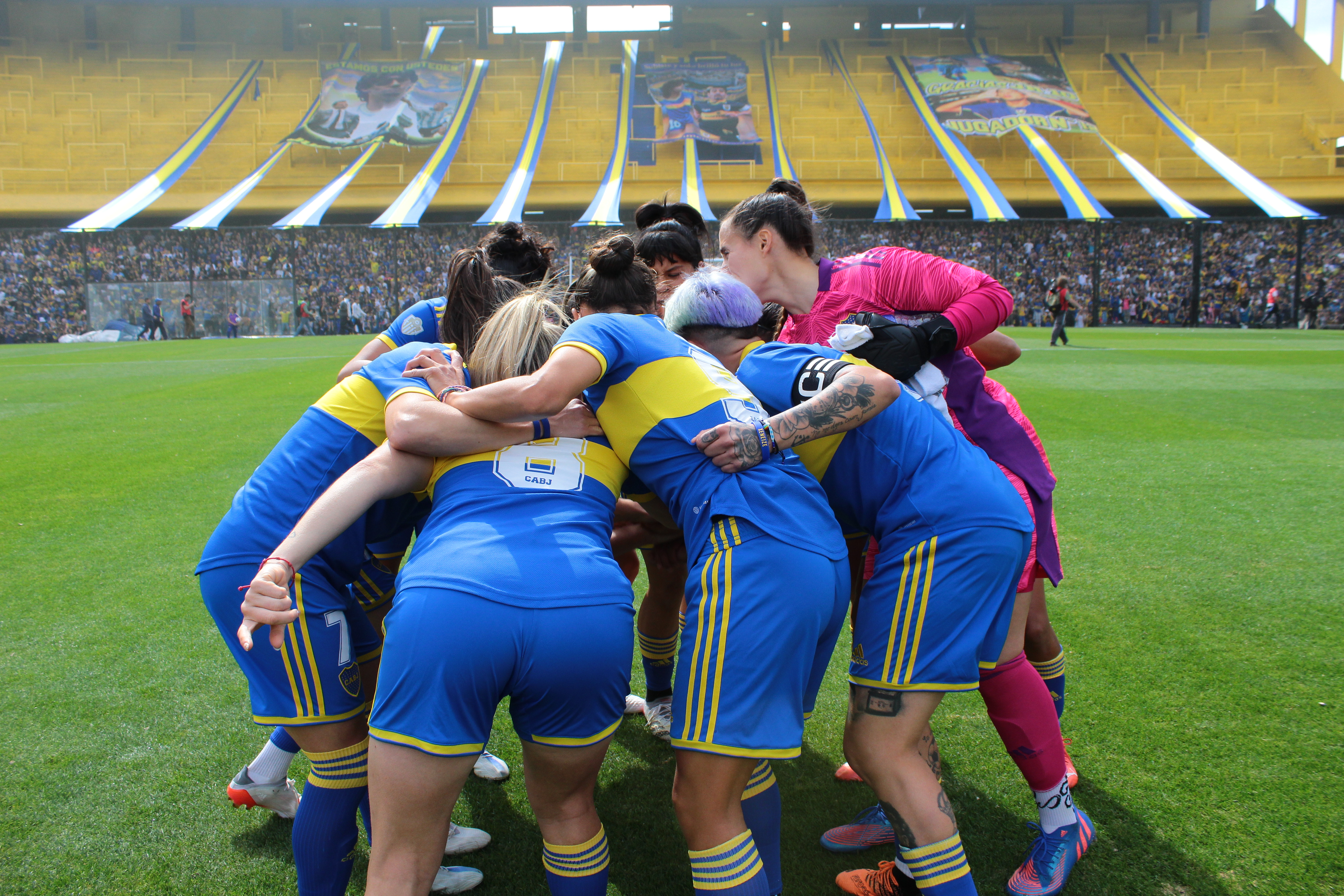
1,2,3 BOCA

El Campeonato de Primera División de Fútbol Femenino se definía en la última fecha del certamen, en donde los dos mejores equipos del torneo se iban a enfrentar en un partido que determinaría quién iba alzarse con el trofeo de la liga para gritar campeón. UAI Urquiza, el puntero, debía visitar el 25 de septiembre del 2022 a las tres de la tarde a Boca, el escolta, al que sólo le servía el triunfo para festejar ya que los separaba dos puntos de diferencia.
A raíz de una eventual definición y con una fecha de anterioridad desde los medios televisivos, como así también radio y redes sociales, se comenzó a gestar la presión hacia la dirigencia de Boca Juniors para que el partido se disputase en el Templo del Fútbol argentino, la mismísima Bombonera. 
Una vez más el pedido de la gente se empezó a masificar, principalmente en redes sociales con el hashtag #gladiadorasenlabombonera. 
No solo era un partido trascendental, debido a la definición del torneo, sino que también era parte de la promesa de campaña de la dirigencia a cargo del presidente Jorge Amor Ameal en donde la idea era que el fútbol femenino tenga mayor visibilidad. El pedido del hincha xeneize que sigue a Las Gladiadoras todas las fechas, los no socios de la institución, como así también las voces de los socios adherentes, activos y vitalicios se escuchó, para que finalmente no solo se dispute el partido en el estadio Alberto J. Armando sino que además el público pueda asistir a la definición del torneo ya que se palpitaba entre los hinchas un similitud a una final de copa.
Otro punto que generaba presión sobre la dirigencia, era la convocatoria que tenían Las Gladiadoras todas las semanas por el nivel de concurrencia, superando las mil personas que asistían al Complejo Pedro Pompillo, más conocido como Casa Amarilla, donde otras cientos de personas se quedaban sin poder ingresar al predio para ver al equipo de fútbol femenino.

## Récord de asistencia en Primera División de Argentina

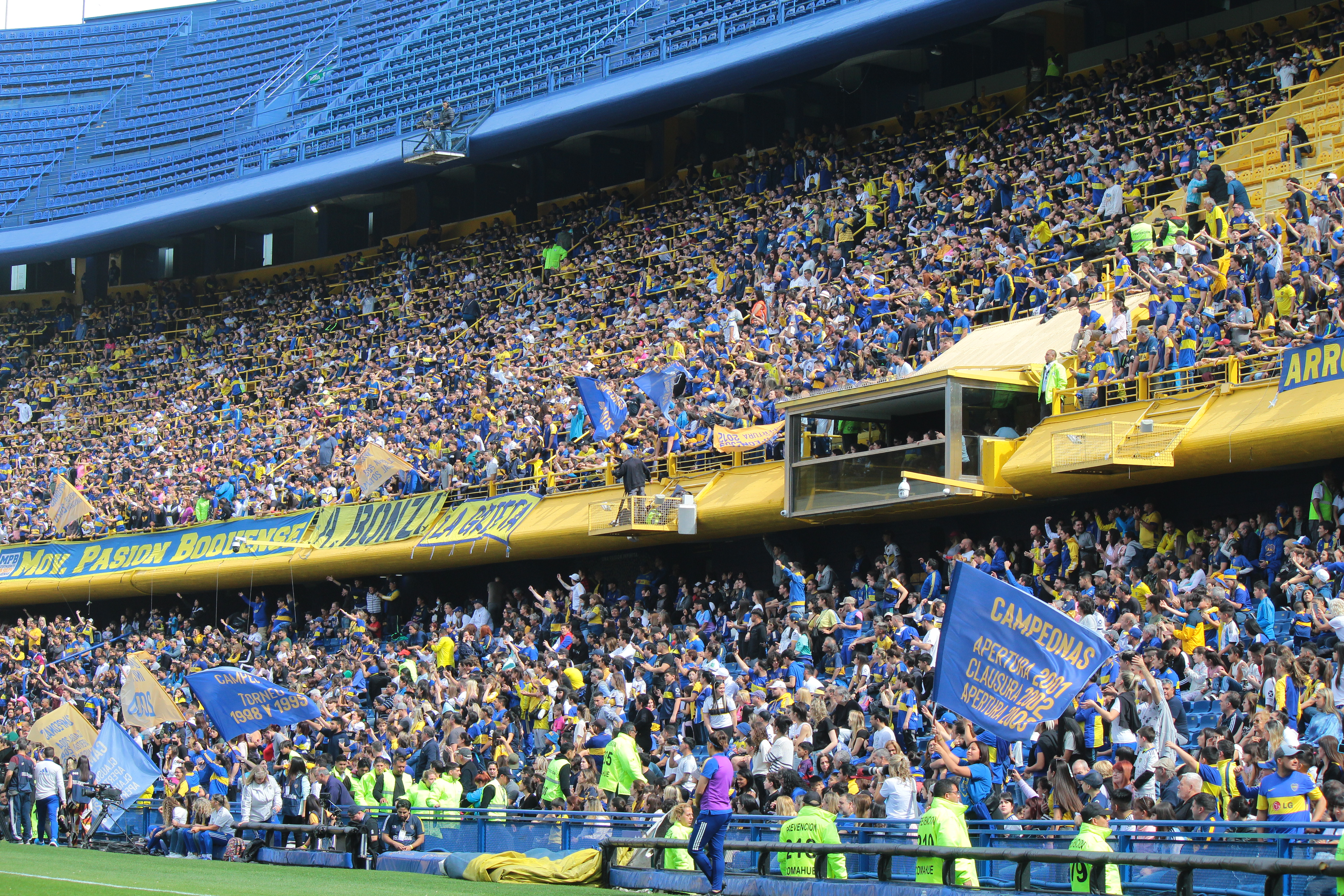
La Bombonera esperando la salida de Las Gladiadoras

El miércoles 21 de septiembre del 2022 el club anunció, de manera oficial, que la casa de la institución Azul y Oro albergará el compromiso ante las jugadoras del furgón de Villa Lynch luego de un pedido explícito por parte de los y las hinchas en las redes sociales.
El club de La Rivera replicó el mismo método para adquirir las entradas de igual forma que sucede días antes que se dispute un partido del masculino, a través de un correo electrónico que se le hace llegar a cada socio de todas las categorías como lo son socios y socias activos, interior, internacional, vitalicios y vitalicias, adherentes y adherentes del interior. Los socios debían reservar su lugar a partir del jueves 22 de septiembre, desde las tres de la tarde, a través de la página SoySocio. Los lugares fueron reservados sin costo y según la disponibilidad del momento que se ingresaré al sitio.
Por su parte, para el público general que no es socia de Boca Juniors, hubo una venta de entradas donde la misma se podía adquirir través de un sitio web por la suma de $600.
Los 20.000 tickets que estuvieron disponibles para los socios y las socias de la institución xeneize, rápidamente fueron reservados agotándose en menos de tres horas y las otras 5.000 entradas para el público general que se pusieron a disposición el 23 de septiembre se agotaron en menos de una hora.
El estadio no fue habilitado en su totalidad, ya que solo se pudo utilizar la primera y la segunda bandeja de las plateas y la populares bajas norte y sur. Además de los hinchas de Boca el cuadro visitante se pudo hacer de un cupo determinado de invitados que ingresarán por lista.
Con el número de entradas agotadas, Las Gladiadoras rompieron un récord en la Primera División del fútbol femenino argentino superando la asistencia de la final del torneo 2021 que se disputó en Estadio Centenario de Ciudad de Quilmes en donde Boca alzó el trofeo de la liga venciendo en la final a la Club Deportivo UAI Urquiza ante aproximadamente 10.000 personas.
En esta oportunidad el equipo femenino de Boca Juniors superó ese número con una asistencia en el estadio de aproximadamente 25.000 personas. 
A casi una semana de la finalización del Campeonato Femenino YPF, el equipo femenino de Club Atlético Belgrano de Córdoba, rompió el récord de mayor asistencia del fútbol femenino argentino alcanzando una cifra de 28.000 personas en el Estadio Julio César Villagra donde se disputó el partido que le daría el ascenso a la primera división, dejando en el segundo lugar de asistencia a Boca Juniors. Los registros de asistencia más importantes en partidos femeninos en Argentina corresponden al amistoso Argentina contra Chile en donde ingresaron 15.000 personas, disputado en Córdoba en abril del 2022 y el primer superclásico en La Bombonera en la era semiprofesional, con 5.000 espectadores, en un día martes 24 de septiembre de 2019 a mitad de la tarde.

### Récord de audiencia en Televisión abierta, YouTube y redes sociales.
Según fuentes oficiales de Ibope en la franja horaria del partido, el índice de audiencia alcanzó un promedio de 1,9. Reflejado en números equivale a 190.0000 personas que vieron el partido en la Televisión Pública. Este índice de audiencia supera a la final del 2021, donde los mismos protagonistas alcanzaron hasta ese momento la mayor visualización de un partido de fútbol femenino en Argentina de 1,3. En esta ocasión hubo 60.000 personas más que sintonizaron el partido.
En cuanto a la plataforma de YouTube, por el canal de DeportTV hubo 83.260 espectadores, mientras que en el canal de la Televisión Pública llegó a una cifra de 66.026 visualizaciones. La suma de la personas que consumieron el partido por televisión y las que lo apreciaron por YouTube es de un total de 339.386 espectadores aproximadamente.
Otro medio en donde se transmitió el partido, fue mediante radio en línea por la aplicación y la página web de Cadena Xeneize, quien mediante su espacio de Gladiadoras Xeneizes transmiten los partidos del fútbol femenino de Boca Juniors. A través de su sitio web llegó a 9.041 oyentes y fue transmitido al mismo tiempo por la página de YouTube en donde alcanzó las 9.155 visualizaciones. A su vez por las distintas redes sociales de la radio la cantidad de seguidores fue la siguiente:
- Facebook: 5.800
- Twitch: 315
- Twitter: 2.137

## Récord de partidos invictos en liga de Fútbol Femenino de Primera División A
En el año 2021 las Xeneizes mantuvieron una racha de 34 partidos sin conocer la derrota. Hasta ese momento era todo un récord y se acercaba a los 40 partidos invictos que obtuvo el masculino entre el los años 1998 y 1999. El Boca de los años 1998 y 1999 construyó su invicto en base a 30 triunfos y diez empates.
Lo de las Gladiadoras, en cambio, se extendió mucho más en el tiempo a causa de la suspensión del fútbol y otros deportes por la pandemia. La última vez que se fueron derrotadas fue el 24 de abril del 2019, cuando perdieron 2-1 como local frente a la UAI Urquiza.
La marca de los 34 partidos invictos que fueron desde el 2 de mayo del 2019 al el 26 de junio del 2021, incluye cuatro partidos de ese campeonato, las fechas 12 (7-0 a Lanús), 8 (3-1 a River en otro partido postergado), 13 (goleada 8-0 a Racing) y 14 (empate 1-1 ante San Lorenzo). Los 15 partidos del Campeonato 2019-20, los siete del Torneo Transición 2020, fue campeón con un 100% de efectividad y las primeras ocho fechas del torneo en curso.
El los 34 partidos, el equipo dirigido por Cristian Meloni, logró 30 victorias y 4 empates, con 163 goles a favor y solamente 14 en contra.
En el primer semestre del año 2023 el equipo de fútbol femenino se consagraría tricampeonas del torneo argentinos, pero con la particularidad que llegó a lograr el récord de 41 partidos sin conocer la derrota. El último partido que perdió fue en el Torneo Clausura 2021 de visitante contra San Lorenzo de Almagro un 17 de octubre por la fecha octava del campeonato. Donde Boca cayó por 2 tantos contra 1. Luego de aquí el equipo no volvió a perder hasta la fecha dieciocho del Campeonato YPF 2023 de visitante frente a la UAI Urquiza por la mínima. 
Las Gladiadoras superarían no solo su propio récord de 34 partidos, sino que pasarían la línea de del masculino obtenido a fines de la década del 90.

### Las mejores rachas de Boca Juniors sin perder
Masculino
- 64 partidos (52 victorias y 12 empates): 1924–1927 (6 de abril de 1924 – 26 de junio de 1927)[179]
- 40 partidos (29 victorias y 11 empates): 1998–1999 (1 de noviembre de 1998 – 6 de junio de 1999)[179]
- 33 partidos (19 victorias y 14 empates): 2011–2012 (17 de abril de 2011 – 7 de marzo de 2012)[179]

Femenino
- 41 partidos (36 victorias y 5 empates): 2021–2023 (31 de octubre de 2021 – 19 de junio de 2023)[180]

### La racha de Boca Juniors de 41 partidos sin perder
| # | Fecha                    | Horario              | Ronda                | Local                      | Resultado                  | Visitante                  | Cancha / Estadio                     |
| Torneo Clausura 2021 | Torneo Clausura 2021     | Torneo Clausura 2021 | Torneo Clausura 2021 | Torneo Clausura 2021       | Torneo Clausura 2021       | Torneo Clausura 2021       | Torneo Clausura 2021                 |
| --- | ------------------------ | -------------------- | -------------------- | -------------------------- | -------------------------- | -------------------------- | ------------------------------------ |
| – | 17 de octubre de 2021    | 11:00                | Fecha 8              | San Lorenzo                | 2 - 1                      | Boca Juniors               | Auxiliar                             |
| 1 | 31 de octubre de 2021    | 11:00                | Fecha 9              | Boca Juniors               | 4 - 2                      | Deportivo Español          | Alberto J. Armando                   |
| 2 | 16 de noviembre de 2021  | 09:00                | Cuartos de final     | Boca Juniors               | 1 - 0                      | Independiente              | Complejo Pedro Pompilio              |
| 3 | 20 de noviembre de 2021  | 17:00                | Semifinal            | River Plate                | 0 - 3                      | Boca Juniors               | Estadio Ciudad de Caseros, Caseros   |
| 4 | 5 de diciembre de 2021   | 17:00                | Final                | Boca Juniors               | 5 - 0                      | UAI                        | Estadio Ciudad de Quilmes, Quilmes   |
| Campeonato 2022 |                          |                      |                      |                            |                            |                            |                                      |
| 5 | 25 de febrero de 2022    | 17:00                | Fecha 1              | El Porvenir                | 0 - 1                      | Boca Juniors               | Gildo Francisco Ghersinich           |
| 6 | 5 de marzo de 2022       | 17:00                | Fecha 2              | Boca Juniors               | 2 - 0                      | San Lorenzo                | Complejo Pedro Pompilio              |
| 7 | 13 de marzo de 2022      | 17:00                | Fecha 3              | S.A.T.                     | 0 - 4                      | Boca Juniors               | Camping 12 de agosto                 |
| 8 | 19 de marzo de 2022      | 16:00                | Fecha 4              | Boca Juniors               | 4 - 0                      | Villa San Carlos           | Complejo Predio Pompilio             |
| 9 | 27 de marzo de 2022      | 16:00                | Fecha 5              | River Plate                | 1 - 1                      | Boca Juniors               | El Monumental                        |
| 10 | 1 de abril de 2022       | 15:00                | Fecha 6              | Boca Juniors               | 2 - 2                      | Gimnasia y Esgrima (LP)    | Complejo Pedro Pompilio              |
| 11 | 17 de abril de 2022      | 11:00                | Fecha 7              | Independiente              | 0 - 1                      | Boca Juniors               | Predio de Villa Domínico             |
| 12 | 23 de abril de 2022      | 16:00                | Fecha 8              | Boca Juniors               | 6 - 0                      | Comunicaciones             | Complejo Pedro Pompilio              |
| 13 | 30 de abril de 2022      | 13:00                | Fecha 9              | Excursionistas             | 0 - 5                      | Boca Juniors               | Excursionistas                       |
| 14 | 7 de mayo de 2022        | 14:35                | Fecha 10             | Boca Juniors               | 5 - 0                      | Estudiantes (BA)           | Complejo Pedro Pompilio              |
| 15 | 13 de mayo de 2022       | 15:00                | Fecha 11             | Lanús                      | 0 - 2                      | Boca Juniors               | Auxiliar del Ciudad de Lanús         |
| 16 | 21 de mayo de 2022       | 15:00                | Fecha 12             | Boca Juniors               | 8 - 0                      | Huracán                    | Complejo Pedro Pompilio              |
| 17 | 29 de mayo de 2022       | 15:00                | Fecha 13             | Platense                   | 0 - 1                      | Boca Juniors               | Auxiliar del Ciudad de Vicente López |
| 18 | 7 de agosto de 2022      | 15:00                | Fecha 14             | Boca Juniors               | 2 - 0                      | Ferro Carril Oeste         | Complejo Pedro Pompilio              |
| – | —                        | —                    | Fecha 15             | Boca Juniors - Fecha libre | Boca Juniors - Fecha libre | Boca Juniors - Fecha libre | —                                    |
| 19 | 21 de agosto de 2022     | 13:00                | Fecha 16             | Estudiantes (LP)           | 0 - 2                      | Boca Juniors               | Country Club                         |
| 20 | 27 de agosto de 2022     | 15:00                | Fecha 17             | Boca Juniors               | 3 - 1                      | Racing Club                | Complejo Pedro Pompilio              |
| 21 | 4 de septiembre de 2022  | 15:00                | Fecha 18             | Rosario Central            | 0 - 3                      | Boca Juniors               | Gigante de Arroyito                  |
| 22 | 9 de septiembre de 2022  | 10:00                | Fecha 19             | Boca Juniors               | 10 - 0                     | Deportivo Español          | Complejo Pedro Pompilio              |
| 23 | 17 de septiembre de 2022 | 14:00                | Fecha 20             | Defensores de Belgrano     | 1 - 7                      | Boca Juniors               | Juan Pasquale                        |
| 24 | 25 de septiembre de 2022 | 15:00                | Fecha 21             | Boca Juniors               | 2 - 1                      | UAI Urquiza                | La Bombonera                         |
| Campeonato 2023 |                          |                      |                      |                            |                            |                            |                                      |
| 25 | 5 de febrero de 2023     | 09:00                | Fecha 1              | Platense                   | 1 - 1                      | Boca Juniors               | Predio Alejandro Mariani Dolan       |
| 26 | 4 de marzo de 2023       | 16:50                | Fecha 2              | Boca Juniors               | 3 - 0                      | Racing Club                | Complejo Pedro Pompilio              |
| 27 | 11 de marzo de 2023      | 17:00                | Fecha 3              | Defensores de Belgrano     | 0 - 1                      | Boca Juniors               | Estadio Juan Pasquale                |
| 28 | 18 de marzo de 2023      | 15:30                | Fecha 4              | Boca Juniors               | 1 - 0                      | Belgrano                   | Complejo Pedro Pompilio              |
| 29 | 25 de marzo de 2023      | 13:00                | Fecha 5              | Huracán                    | 0 - 0                      | Boca Juniors               | Estadio Tomás Adolfo Ducó            |
| 30 | 2 de abril de 2023       | 15:30                | Fecha 6              | Boca Juniors               | 3 - 0                      | River Plate                | Estadio La Bombonera                 |
| 31 | 16 de abril de 2023      | 15:00                | Fecha 7              | El Porvenir                | 0 - 3                      | Boca Juniors               | Estadio Gildo Francisco Ghersinich   |
| 32 | 22 de abril de 2023      | 15:30                | Fecha 8              | Boca Juniors               | 2 - 0                      | Estudiantes (BA)           | Complejo Pedro Pompilio              |
| 33 | 30 de abril de 2023      | 15:00                | Fecha 9              | Estudiantes (LP)           | 0 - 4                      | Boca Juniors               | Country Club de City Bell            |
| 34 | 5 de mayo de 2023        | 15:00                | Fecha 10             | Boca Juniors               | 1 - 0                      | Ferro Carril Oeste         | Complejo Pedro Pompilio              |
| 35 | 11 de mayo de 2023       | 17:30                | Fecha 11             | Independiente              | 1 - 1                      | Boca Juniors               | Estadio Libertadores de América      |
| 36 | 15 de mayo de 2023       | 15:10                | Fecha 12             | Boca Juniors               | 7 - 0                      | Excursionistas             | Complejo Pedro Pompilio              |
| 37 | 20 de mayo de 2023       | 13:00                | Fecha13              | Rosario Central            | 0 - 2                      | Boca Juniors               | Estadio Gigante de Arroyito          |
| 38 | 27 de mayo de 2023       | 15:00                | Fecha 14             | Boca Juniors               | 3 - 0                      | San Lorenzo                | Complejo Pedro Pompilio              |
| 39 | 3 de junio de 2023       | 15:10                | Fecha 15             | Lanús                      | 0 - 2                      | Boca Juniors               | Predio de Valentín Alsina            |
| 40 | 7 de junio de 2023       | 12:00                | Fecha 16             | S.A.T.                     | 2 - 4                      | Boca Juniors               | Country Moreno                       |
| 41 | 12 de junio de 2023      | 15:10                | Fecha 17             | Boca Juniors               | 2 - 0                      | Banfield                   | Complejo Pedro Pompilio              |
| – | 19 de junio de 2023      | 15:00                | Fecha 18             | UAI Urquiza                | 1 - 0                      | Boca Juniors               | Monumental de Villa Lynch            |
| Total: 41 partidos de Liga sin perder (36 victorias y 5 empates) Del 31 de octubre de 2021 hasta el 19 de junio de 2023. |                          |                      |                      |                            |                            |                            |                                      |

Fuentes:

## Políticas de igualdad de género
Bajo la nueva conducción de Jorge Ameal como presidente del Club Atlético Boca Juniors en diciembre de 2019 se cumplió una de las primeras promesas de campaña. En marzo del 2020 el Xeneize es el primer afiliado a la AFA en crear la categoría Socias Activas, eliminando la categoría damas. El reclamo se planteó en el año 2015 en la anterior dirigencia conducida por Daniel Angelici en donde un colectivo de mujeres de Boca Juniors solicitó a las autoridades eliminar la categoría "damas", de esta forma las personas de sexo femenino serán socias activas, en un plano de igualdad de género con los hombres. Una de las encargadas de concretar esta promesa fue Adriana Bravo, que por aquel entonces era responsable del Departamento de Inclusión e Igualdad de la entidad de La Rivera y luego se convertiría en la primera mujer Vicepresidenta tercera del club.
En el 2015 comenzó otras series de reclamos de la socias Xeneizes en línea con la movilización popular "Ni una menos". Adriana Bravo explicaba para Telam: 

"Una de las expresiones más visible de la situación de sometimiento de la mujer fue sin dudas la existencia de 'Las Boquitas', un grupo de porristas que bailaban semidesnudas en los entretiempos de los partidos en La Bombonera, donde los cuerpos de las mujeres eran expuestos para entretenimiento de los varones"

Recién a finales del 2018, la presión de diversos reclamos logró que los directivos dispusieron el fin de ciclo de "Las Boquitas".
En cuanto a lo deportivo, el colectivo recordó el caso de Marcela Lesich, quien fue jugadora del Boca Juniors con ocho títulos, siete campeonatos como directora técnica del equipo de fútbol femenino y otros cinco ligas como delegada, quien fue despedida durante esa gestión al mismo tiempo que cursaba una enfermedad. Por aquel entonces en el 2016 los dirigentes de las institución explicaron mediante un comunicado: "Pensamos que en el nuevo ciclo es mejor un DT masculino, no tiene que ver su desempeño"
En las elecciones del 2019 las mesas de damas marcaron una tendencia irreversible a favor de Jorge Amor Ameal a raíz de las promesas de campaña desde alguna mujer ocupando un cargo relevante y en una entrevista para Gladiadoras Xeneizes el aquel candidato aseguró:

"Imaginen la importancia que tiene para nosotros todo el deporte femenino, que una de las dos cosas que votamos del oficialismo fue profesionalizar a las Gladiadoras. Es fundamental que las chicas sigan, nos llenan de orgullo lo que ganaron, todo lo que hicieron, pero tenemos que ir a un esquema deportivo, cultural y económico. En ese esquema tenemos que tratar de buscar las soluciones para realmente lo que hacen las chicas que es muy importante”

## Datos históricos
- Temporadas en Primera División: 35
- Temporadas en Segunda División: Ninguna.
- Mejor puesto en campeonatos oficiales de AFA: 1.º (29 veces)
- Peor puesto en campeonatos oficiales de AFA: 3.º (Torneo Apertura 2002, Campeonato 2015, Torneo Clausura 2024 y Primer Torneo 2025)
- Mejor puesto en la Supercopa Argentina: 1.º (1 vez)
- Primer campeón de la Supercopa Argentina: (2015)
- Mejor puesto en la Superfinal: 1.º (1 vez)
- Primer campeón de la Superfinal: (2021)
- Mejor puesto en la Copa Federal: 1.º (1 vez)
- Mayor cantidad de títulos ganados consecutivamente: 10 (Torneo Apertura 2003 al Torneo Clausura 2008)
- El club de fútbol femenino en Argentina con más títulos oficiales nacionales: 32
- El club de fútbol femenino en Argentina con más participaciones en la Copa Libertadores: 9
- Mejor Posición en Copa Libertadores: Subcampeón (2022)
- Club con más campeonatos ganados de forma invicta: 25 títulos
- El Club con mayor televidentes en la fase de grupos de la Copa Libertadores 2020 llegando a una cantidad de 525.993 televidentes por Facebook
- Mayor cantidad de tantos en un Superclásico: Fecha 11 del Torneo Clausura 2005. Boca Juniors 8 - River Plate 3 (Goles Boca Juniors: Natalia Gatti -2 / Andrea Ojeda -2 / Clarisa Huber -2 /Elizabeth Villanueva y Rosana Gómez / Goles River Plate: Mariela Ricotti, Carolina Vallejos / María Pía Gómez)[113]
- Máxima goleada en los Superclásicos: Final del Torneo Transición 2020. Boca Juniors 7 - River Plate 0 (Goles Boca Juniors: Andrea Ojeda -2 / Fabiana Vallejos -2 / Lorena Benítez, Clarisa Huber y Yamila Rodríguez)[113]